# Geschichte der Ukraine

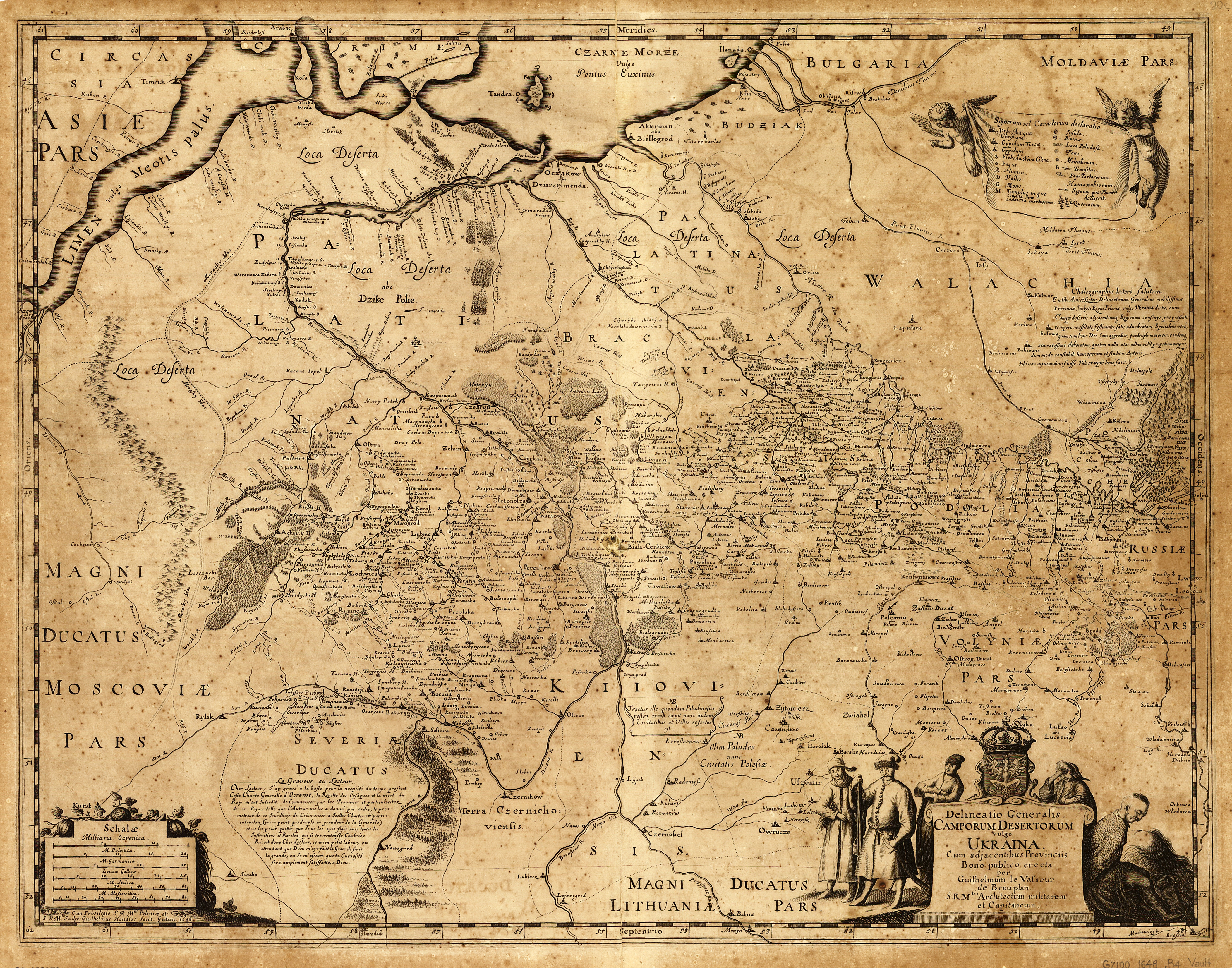
Ukraine 1648

Die Geschichte der Ukraine umfasst die Entwicklungen auf dem Gebiet des heutigen Staates Ukraine von der Urgeschichte bis zur Gegenwart.

## Ur- und Frühgeschichte

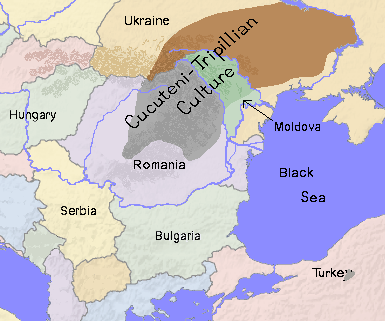
Verbreitungsgebiet der Cucuteni-Tripolje-Kultur

Das Gebiet der heutigen Ukraine wurde schon während des Paläolithikums besiedelt. Während der Jungsteinzeit bestand in der Südukraine von etwa 6500 bis 5000 v. Chr. die Bug-Dnister-Kultur. Ihr folgte die Dnepr-Don-Kultur bis 4000 v. Chr. Darauf folgte die Sredny-Stog-Kultur von 4500 bis 3500 v. Chr. Derijiwka, einer der bekanntesten mit dieser Kultur in Verbindung gebrachten Ausgrabungsorte, liegt in der zentralukrainischen Oblast Kirowohrad. Am Übergang von der Jungsteinzeit zur Kupfersteinzeit gehörte die heutige Ukraine zu den Ursprungsregionen der vermutlich halbnomadischen Kurgankultur, die auf die Zeit von 4400 v. Chr. bis 4300 v. Chr. geschätzt wird – dies ist jedoch wissenschaftlich nicht gänzlich unumstritten (vgl. Kritik an der Kurgantheorie und spätere Forschung).

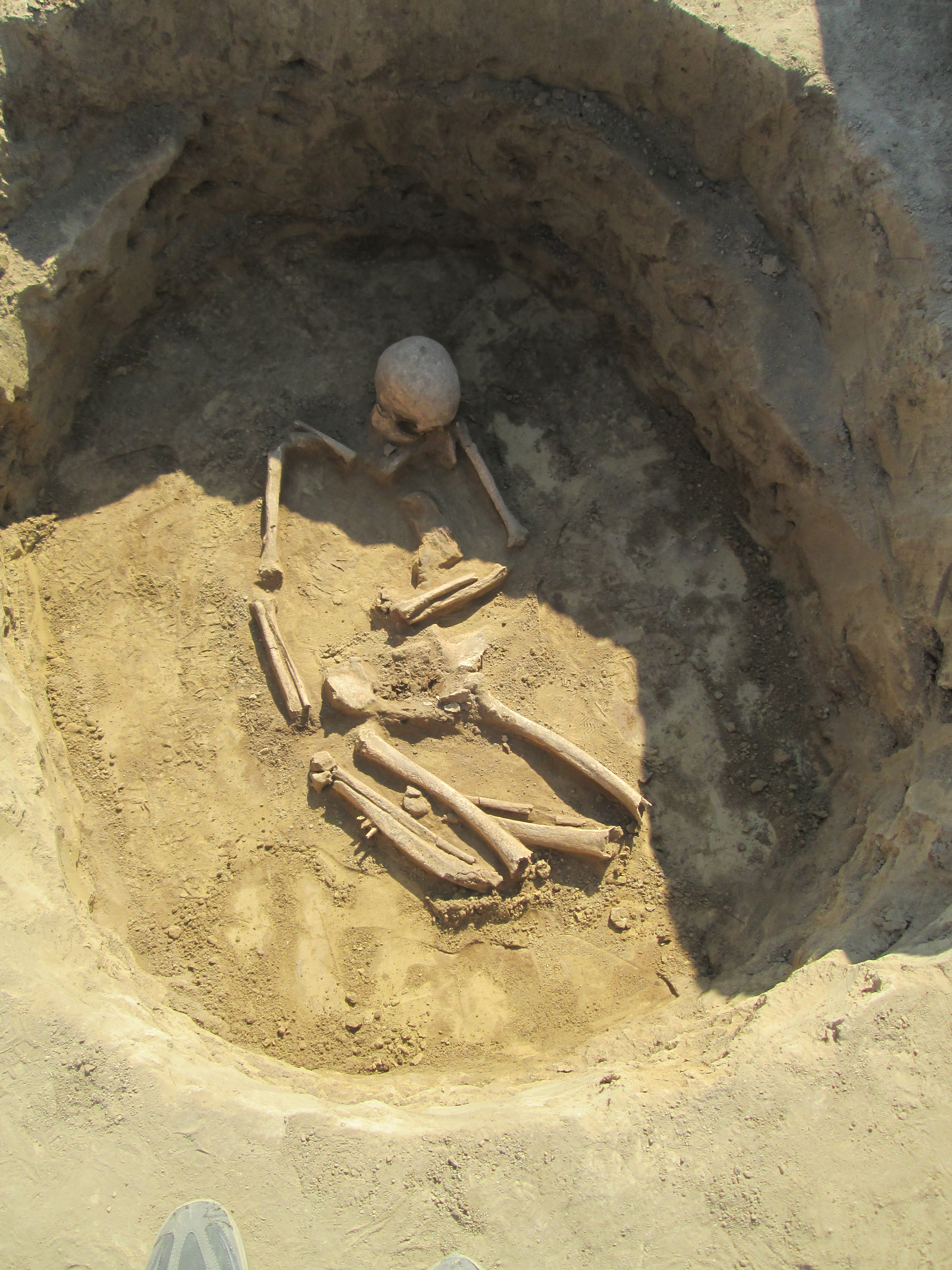
Chalkolithisches Grab von Katral in der Region Odessa

Die Kurgankultur wurde in der späten Kupfersteinzeit/frühen Bronzezeit von der Jamnaja-Kultur abgelöst bzw. ist in ihr aufgegangen. In der Nähe von Dnipro gibt es den „Storoschowa mohyla“-Kurgan in dem A. I. Terenozhkin Reste eines Karrens (vgl. Wagen) ausgegraben hat. Aus dieser Zeit stammen vermutlich auch die Stein-Babas (ukrainisch Баби кам’яні; russisch каменные бабы) – deren größte Sammlung innerhalb der Ukraine sich in Dnipro (siehe Stein-Babas von Dnipropetrowsk), befindet – durch ihre über 3000-jährige Geschichte sind sie sicherlich nicht nur das Produkt eines Volkes; die frühesten werden jedoch mit der Jamnaja-Kultur, die eisenzeitlichen Exemplare mit den Skythen und die mittelalterlichen mit verschiedenen Turkvölkern in Verbindung gebracht.
Der Jamnaja-Kultur folgte in der Bronzezeit etwa von 2800/2500 bis 2000 v. Chr. die Katakombengrab-Kultur die ihren Namen von den von ihnen angelegten Katakomben hat, deren unterirdischer Teil am ehesten mit den ägyptischen Mastabas vergleichbar sind. In der Spätbronzezeit folgte die Srubna-Kultur im 20. bis 12. vorchristlichen Jahrhundert (2000–1200 v. Chr.).
Im 5. Jahrhundert v. Chr. siedelten sich an der ukrainischen Schwarzmeerküste und insbesondere der Krim pontische Griechen an und gründeten Kolonien. Sie sind es auch, die vom Volk der Taurer – woher auch der Name Taurien für die Krim abgeleitet wurde – berichten, die sie als ein Volk von Hirten beschreiben.
An der Straße von Kertsch – in antiken griechischen Quellen „Kimmerischer Bosporus“ genannt – lebte um 1300 v. Chr. das Volk der Kimmerer, bis es von den Skythen in Richtung Kaukasus verdrängt wurden. Das Steppengebiet im Süden der Ukraine war Teil des sogenannten Wilden Feldes, das in der Antike (8./7. Jahrhundert v. Chr.) von den iranischsprachigen Reitervölkern der Skythen und später von den ihnen nahestehenden Sarmaten, die im 4./3. Jahrhundert v. Chr. die Skythen unterwarfen und assimilierten, bewohnt wurde.
Im Norden und Westen der heutigen Ukraine, jedoch auch in Belarus befand sich die Sarubinzy-Kultur, die vom 3. Jahrhundert v. Chr. bis zum 1. Jahrhundert n. Chr. bestand und deren Vertreter vermutlich Handel mit den Städten am Schwarzen Meer getrieben haben. Der Fund vieler Pflüge deutet darüber hinaus auf die hohe Bedeutung des Ackerbaus hin.

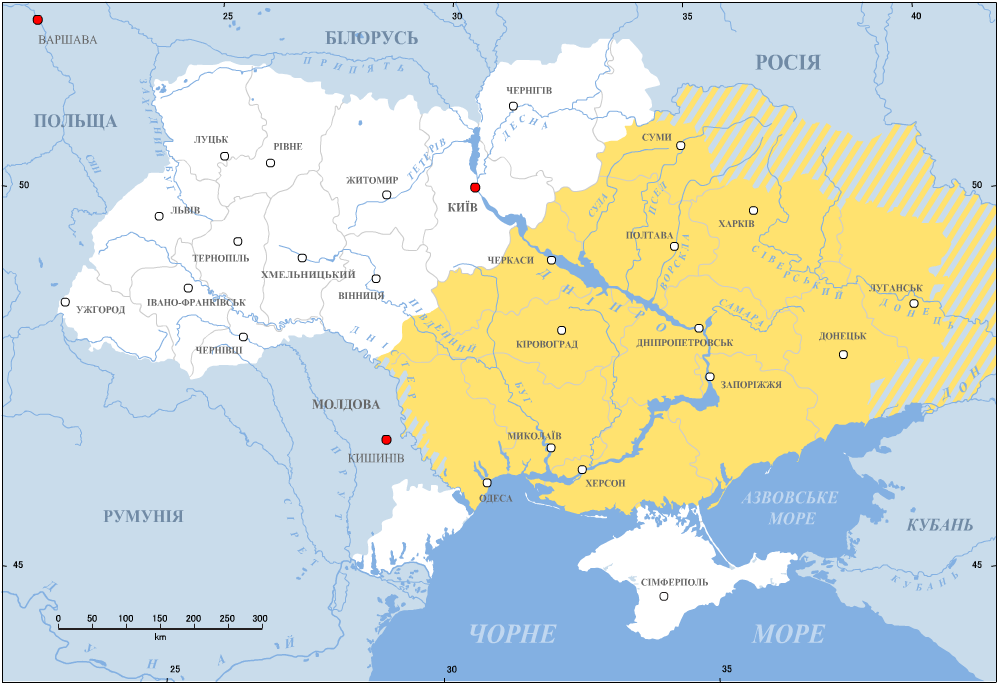
Lage des Wilden Feldes in der heutigen Ukraine.
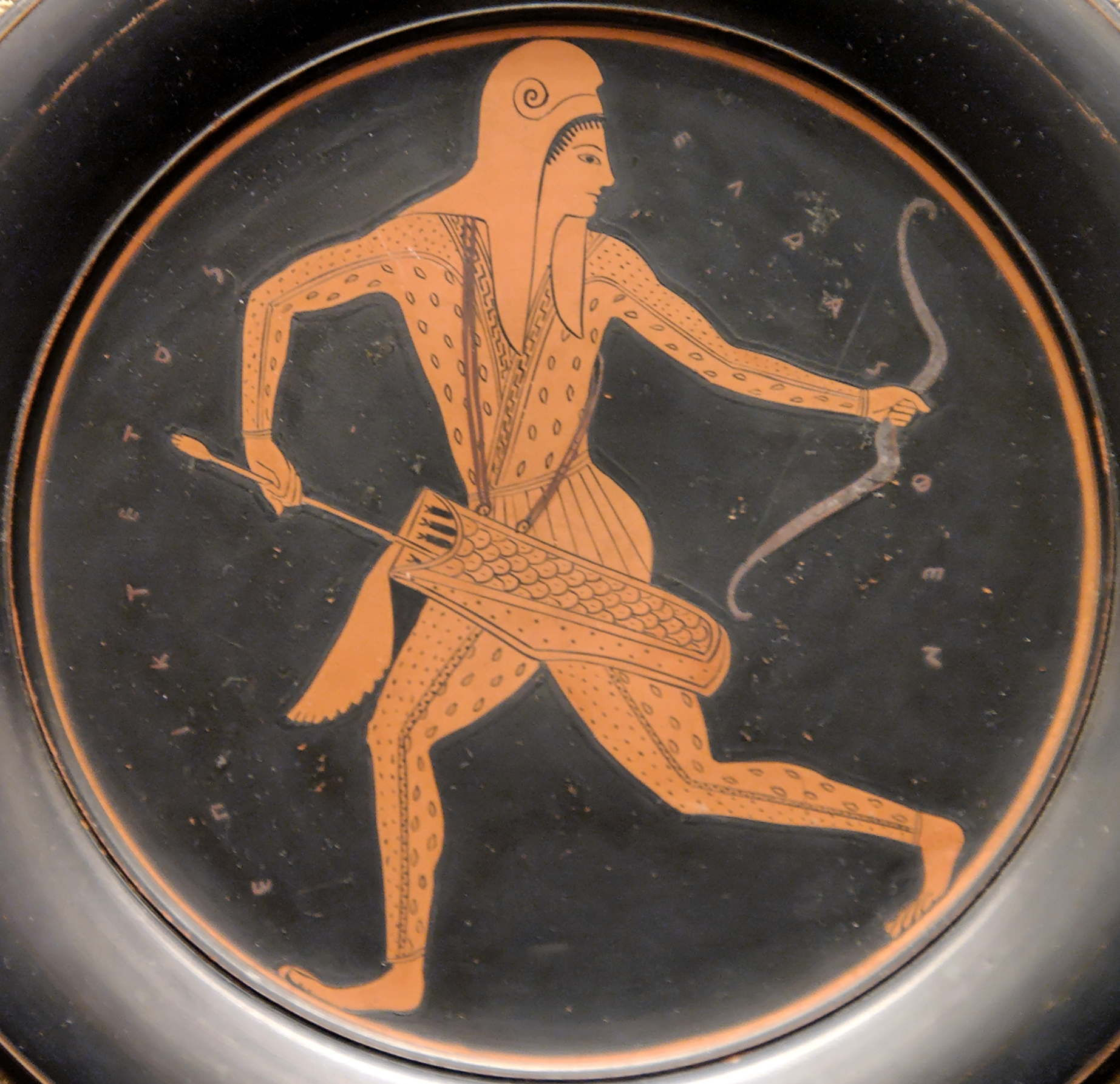
Skythischer Bogenschütze
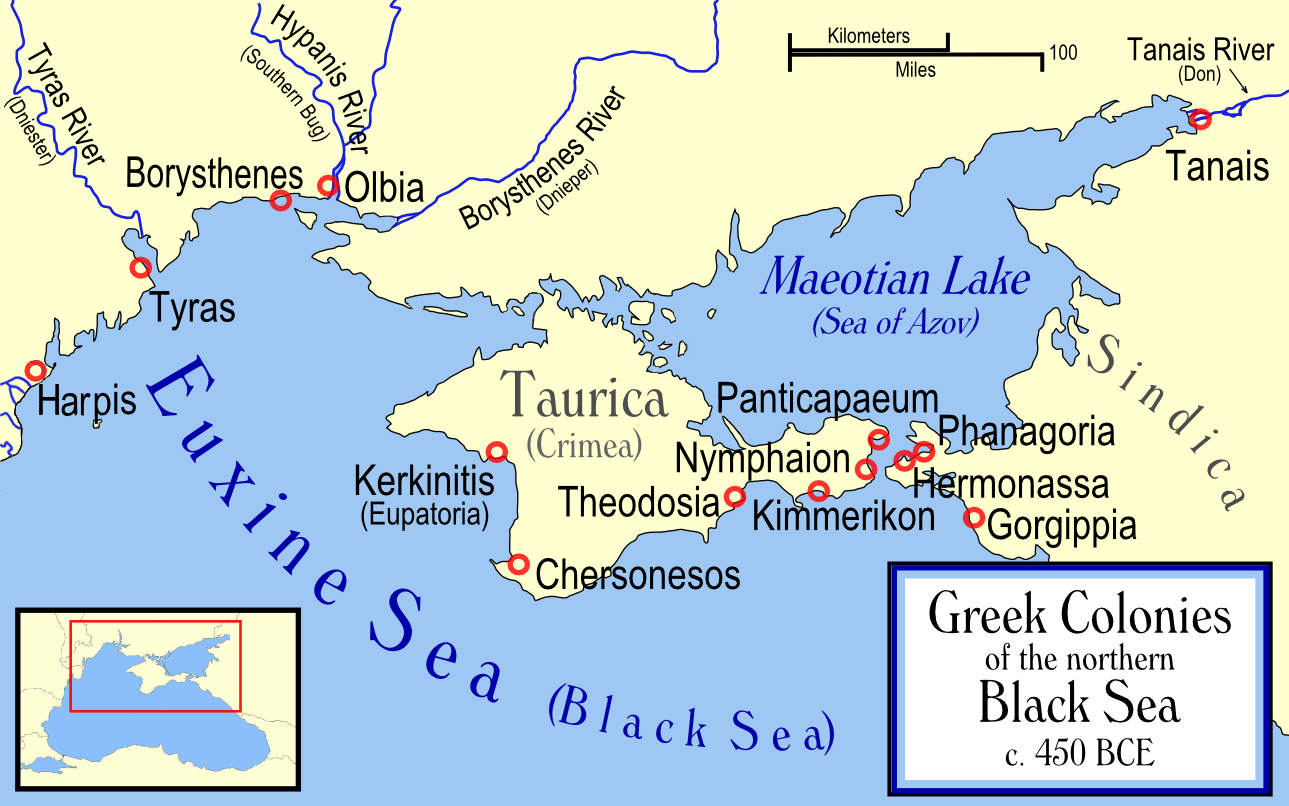
Karte der Griechischen Kolonien am nördlichen Schwarzen Meer um 450 v. Chr.
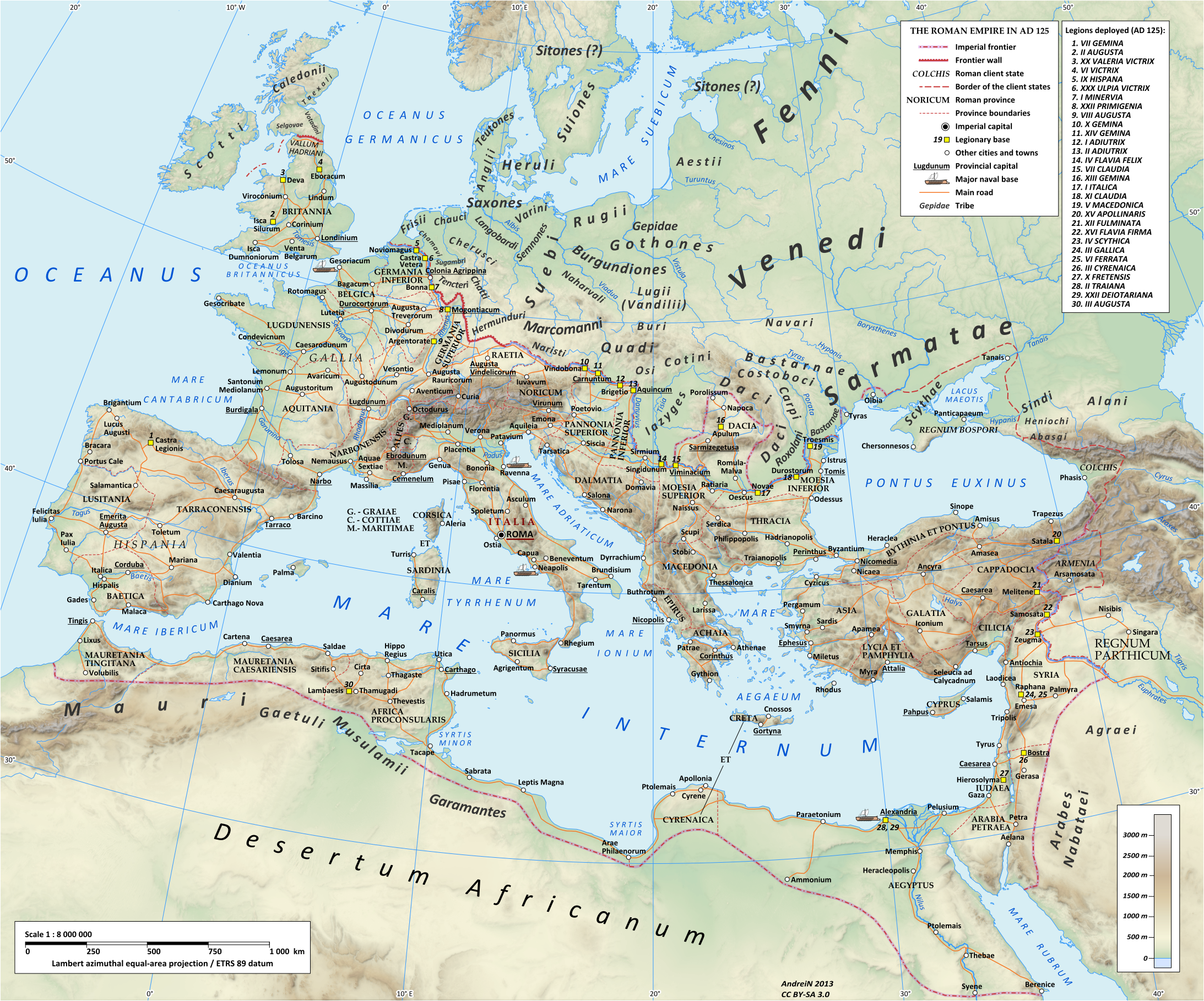
Sarmatien auf einer Karte des Römischen Reiches, um 125 n. Chr.

## Völkerwanderungszeit
Vom 2. bis Anfang des 5. Jahrhunderts n. Chr. hat sich auf dem Gebiet der heutigen Ukraine auch die mit den Ostgoten assoziierte Tschernjachow-Kultur gebildet, da die Goten zu dieser Zeit aus dem Weichselraum an die Küsten des Schwarzen Meeres drängten. Daneben gab es nördlich der Tschernjachow-Kultur noch die Kiewer Kultur, die ebenfalls auf das 2. und bis zum 5. Jahrhundert n. Chr. datiert wird. Die Krimgoten sind noch bis zur Mitte des 8. Jahrhunderts nachweisbar, bis sie vom aufkommenden Chasarenreich unterworfen und assimiliert wurden – wobei sie vermutlich die hier ansässigen Aorsen, den damals größten Stamm der Sarmaten, über einen Zeitraum von 20 Jahren allmählich besiegten. Um das Jahr 374 sollen die ersten Hunnen unter ihrem Führer Balamir die Wolga überquert haben und dabei das Reich der Alanen zerstört haben, um mit ihnen anschließend ein Bündnis zu schließen. Durch den Druck aus Osten wurden wohl auch die skythischen Stämme der Jazygen und der Roxolanen in Richtung Westen (am wahrscheinlichsten auf den Balkan) verdrängt. Im Jahre 375 erfolgte dann die Zerstörung des Reichs des Greutungen (Ostgoten) Ermanarich (vgl. vor allem Ammianus Marcellinus, 31, 2f.), spätestens hier beginnt der Hunnensturm.
Im vierten Jahrhundert könnten auch die Protobulgaren im Zuge der Völkerwanderung mitgerissen worden sein. Diese siedelten sich im sogenannten „Onoguria“ an und weiteten ihr Reich über die heutige Süd- und Ostukraine aus. In der ausgehenden Spätantike siedelten sich wohl auch die aus Norden kommenden Slawen erstmals in dem Gebiet an, wobei einige auch (zusammen mit den Bulgaren) in Richtung Balkan gezogen sein könnten. Nach dem Weiterziehen der Hunnen und der von ihnen in Richtung Westen vertriebenen Völker entstand in der gesamten (Süd-)Ukraine ein Machtvakuum. Im 6. Jahrhundert teilten sich diese frühen Bulgaren vermutlich in Kutriguren, welche weiter in Richtung Westen drängten, und die Utiguren, die am Don verblieben waren und wahrscheinlich das Großbulgarische Reich gründeten, zu dem große Teile der Süd- und Ostukraine gehörten. Was mit den Onoguren, einem weiteren Stamm, der mit den Protobulgaren in Verbindung gebracht wird, passierte, ist unklar. So wurde das Gebiet der ganzen Südukraine jedoch zum Durchzugsgebiet der Bulgaren aus ihrer Heimat, die vermutlich an der Wolga lag. Im 7. Jahrhundert zogen die Bulgaren insbesondere unter ihrem Anführer Kubrat allmählich immer weiter in das heutige Bulgarien, wobei ein Teil vermutlich den Staat der Wolgabulgaren bildete. Zu dieser Zeit gehört auch der Fund des bedeutenden Schatzes von Mala Pereschtschepyna bei Poltawa.

Tschernjachow-Kultur
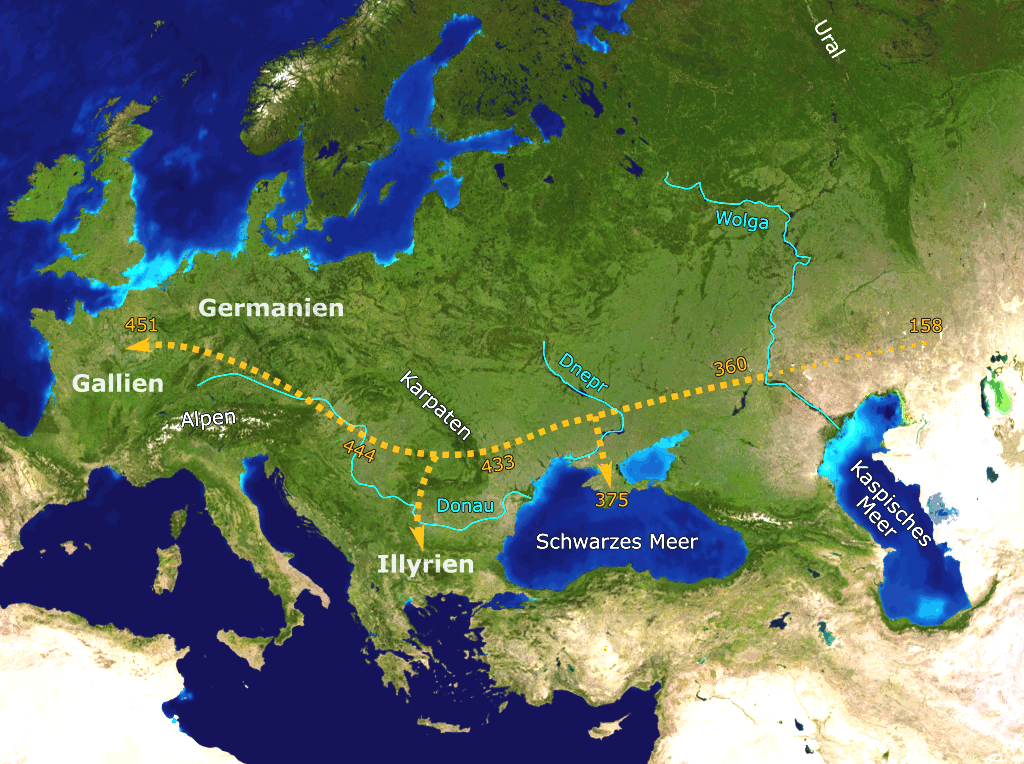
Weg des Hunnensturms über die Ukraine.
Lage des Großbulgarischen Reiches.
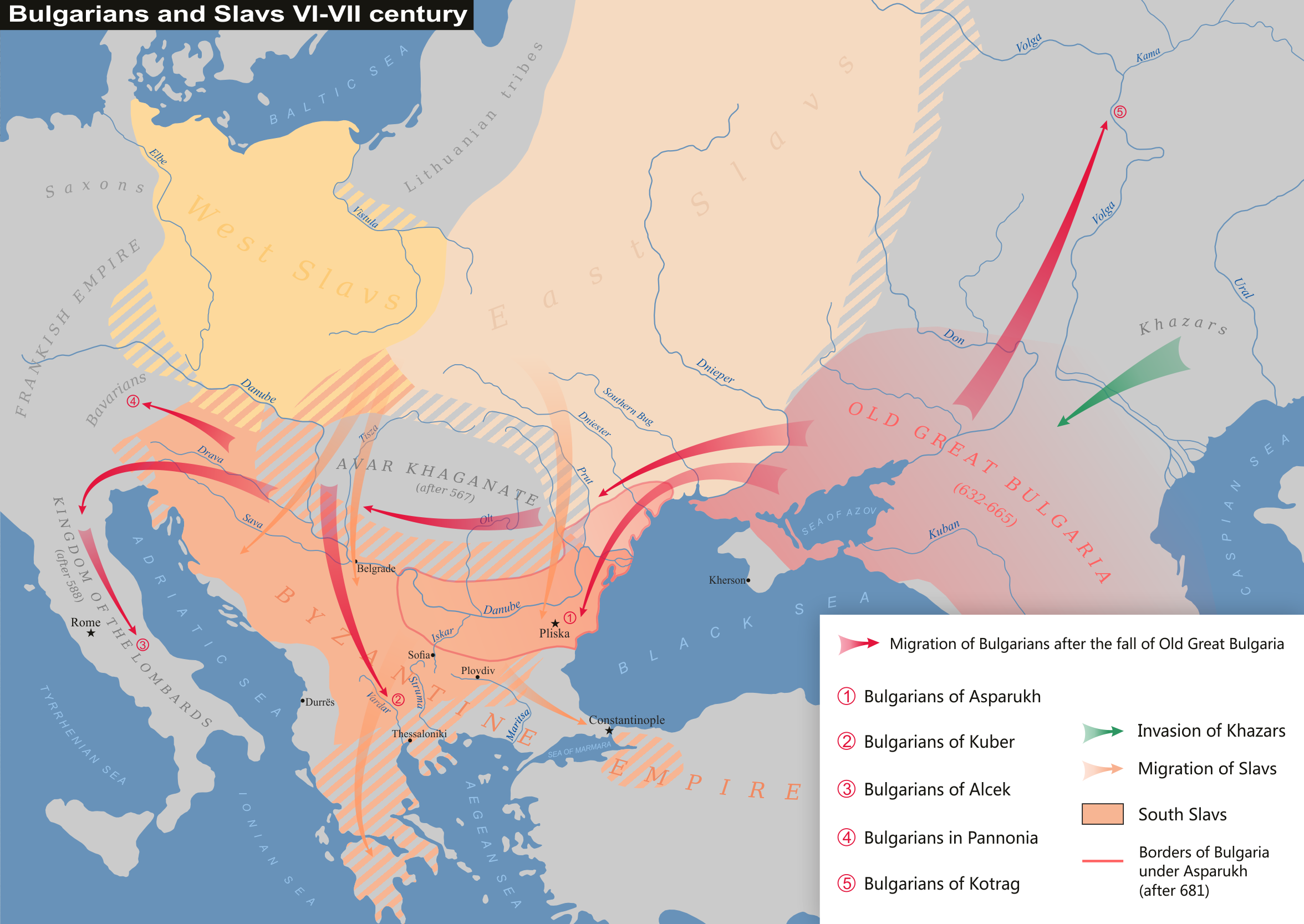
Wanderung der Bulgaren und Lokalisierung der Slawen
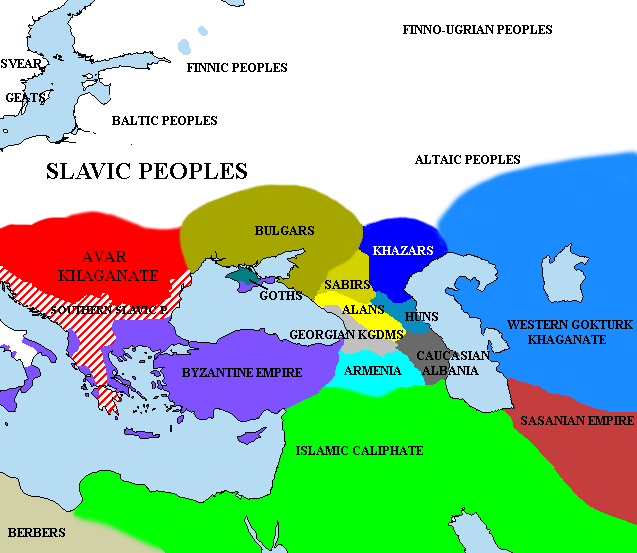
Bulgaren in der Ukraine um das Jahr 650 n. Chr.

## Frühmittelalter
Das frühe Mittelalter umfasst die Zeit der Entstehung und Aufstieg der Rus, einschließlich Feldzüge gegen die Kumanen und Chasaren und Petschenegen, wobei die Herrschaft von Wladimir dem Großen und seinem Sohn Jaroslaw dem Weisen als Zenit der Entwicklung der Rus gilt.

### Chasarenreich und Magyarenwanderung
Während der Zeit des europäischen Frühmittelalters wurde die Ostukraine etwa um das Jahr 750 Teil des Chasarenreiches. Außerdem gehörte es zum Handelsnetz der Radhaniten; diese jüdischen Kaufleute stellten etwa vom 8. bis zum 11. Jahrhundert die Handelsbeziehungen zwischen den verfeindeten Ländern des Abendlandes und der Islamischen Welt sicher und betrieben dabei sogar Handel mit Indien und China – dies stellt wahrscheinlich die beste Begründung für die Wichtigkeit des Judentums im Chasarenreich dar. Die Magyaren, die um das Jahr 600 n. Chr. noch im Wolgagebiet lebten, siedelten sich um das Jahr 900 n. Chr. im Gebiet zwischen Dnister und Dnepr an – vermutlich das von den Magyaren sogenannte Etelköz (wörtlich: Land zwischen den Flüssen) an der Westgrenze des Chasarenreiches, dem sie tributpflichtig waren. In dieser Zeit schlossen sich ihnen auch die Kabaren an – drei Stämme, die gegen das Chasarenreich rebellierten – und zogen aufgrund des Drucks der Petschenegen aus den Weiten der Eurasischen Steppengebiete und der mit ihnen verbündeten Bulgaren unter Zar Simeon I. in Richtung Westen in die Karpaten. Nach dem Niedergang des Chasarenreiches kamen die Reitervölker der Petschenegen, Kumanen sowie die Goldene Horde.

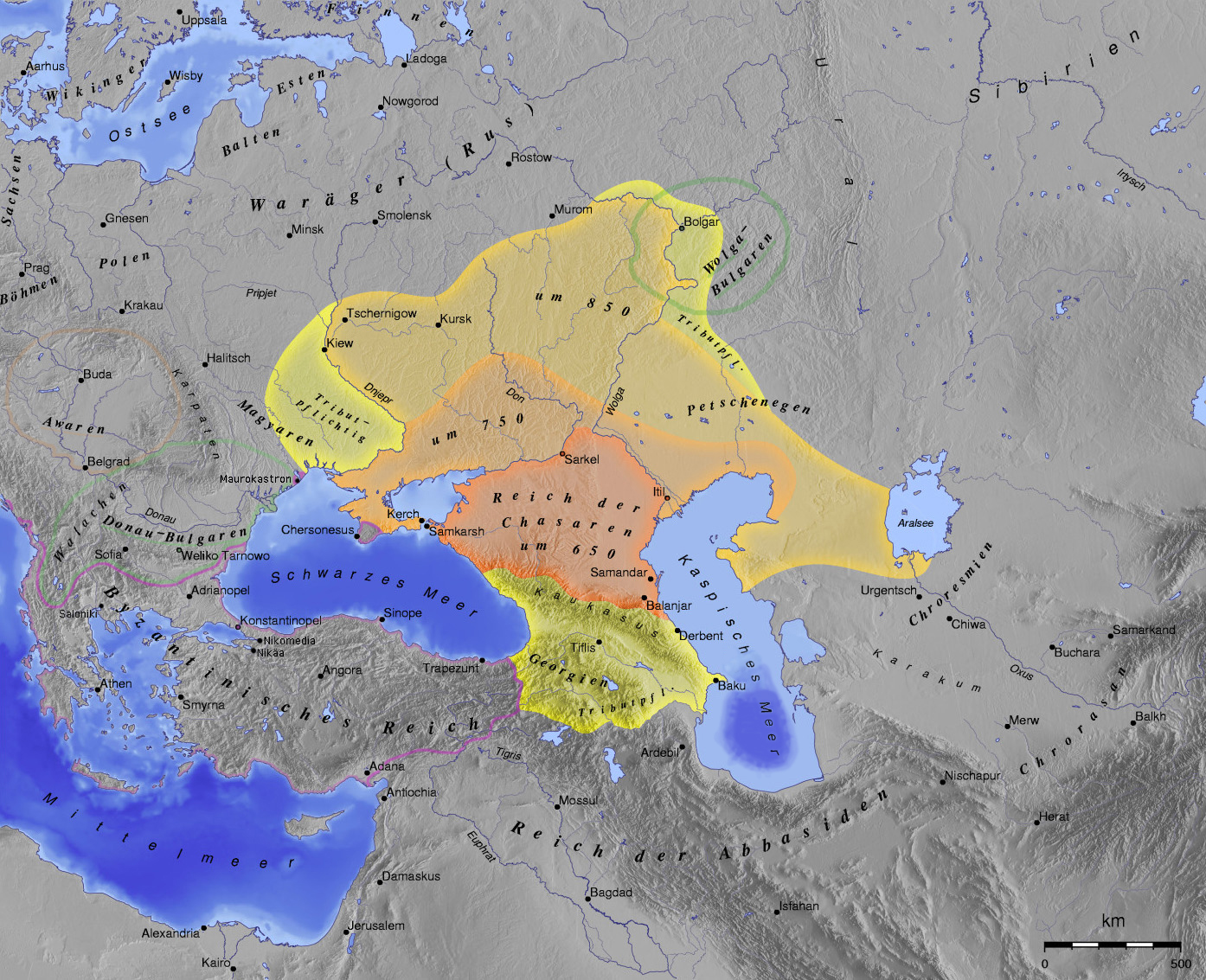
Das Chasarenreich
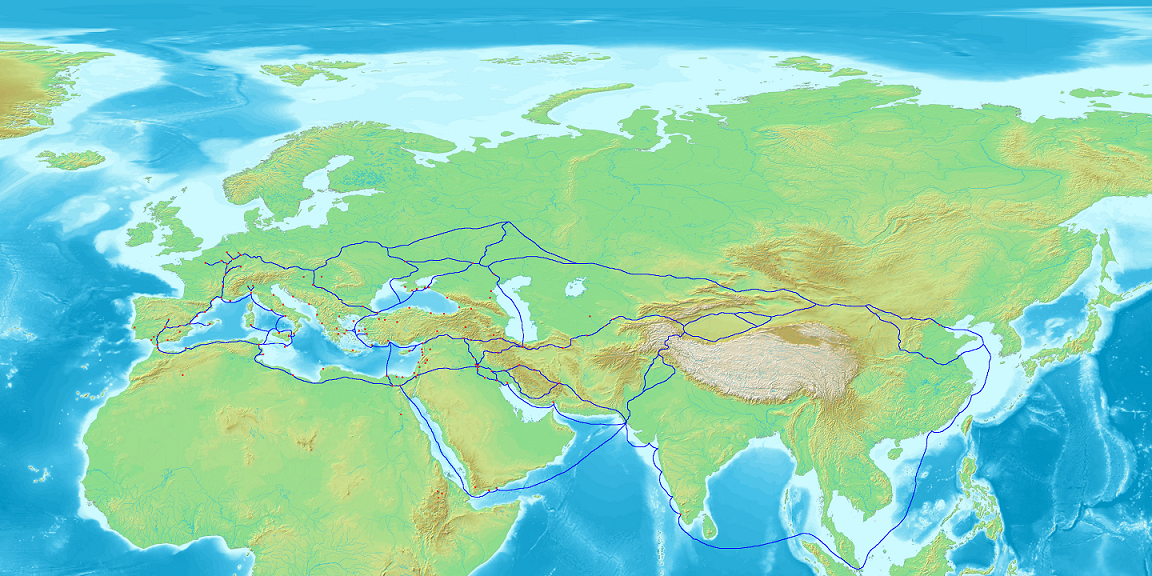
Das Handelsnetz der Radhaniten
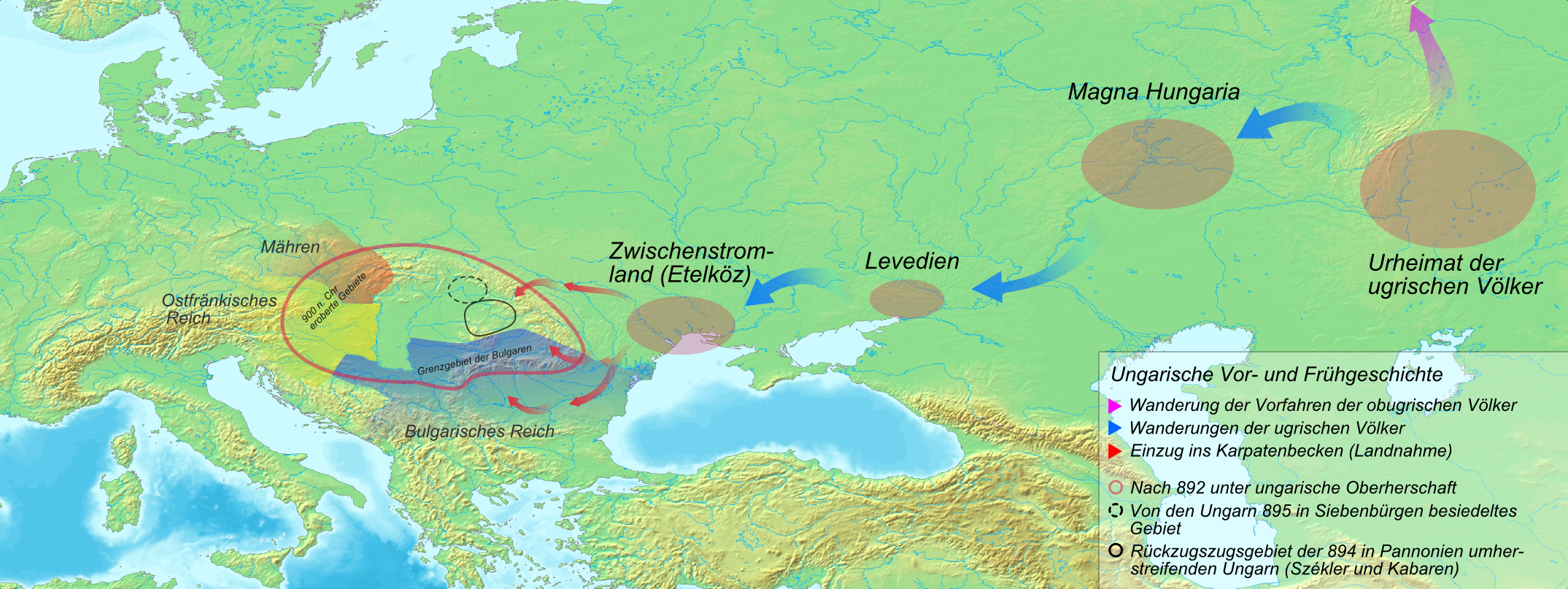
Magyarenwanderung

### Gründung und Aufstieg der Rus

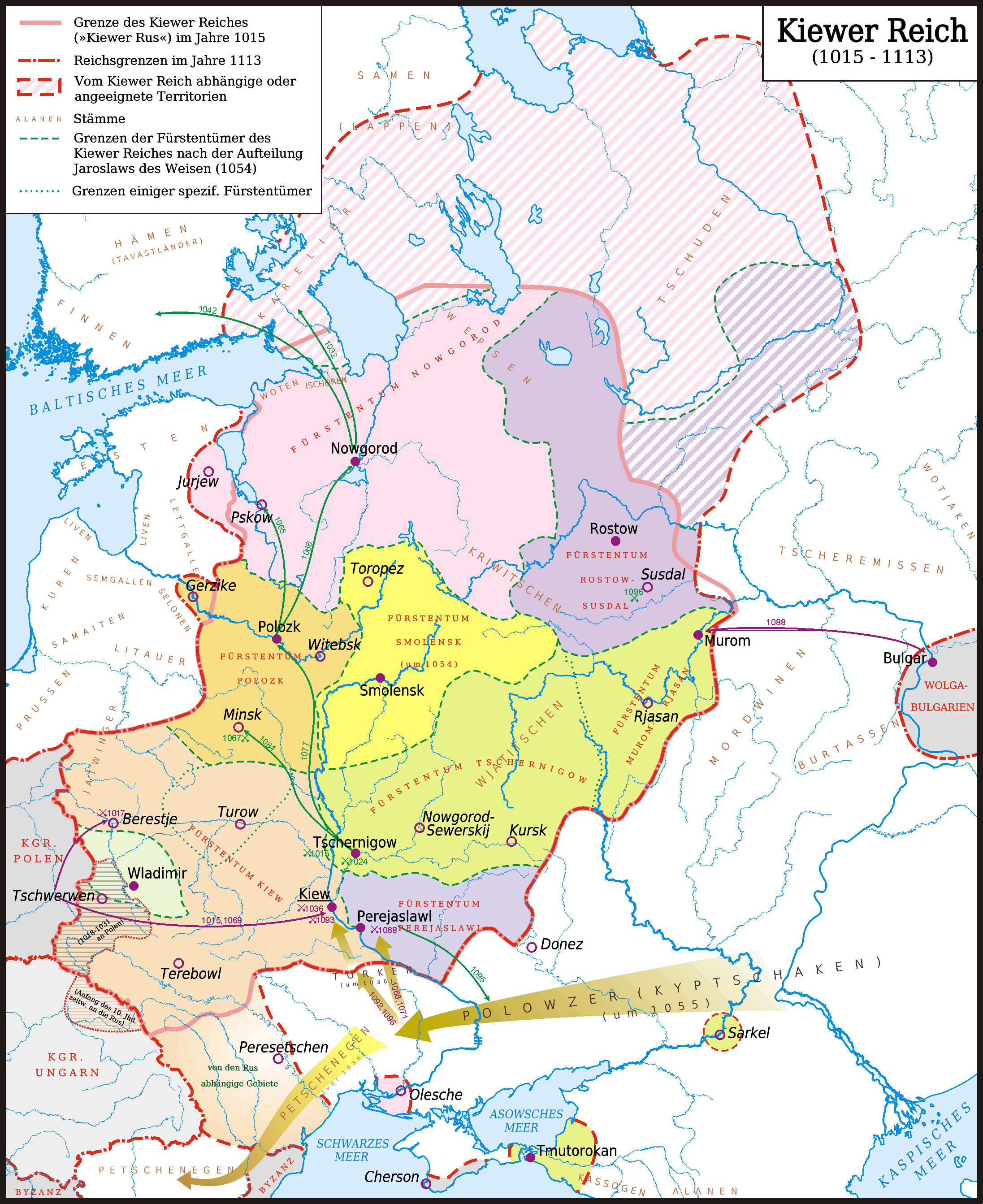
Kiewer Rus im 11. Jahrhundert

Im 9. Jahrhundert errichteten ostslawische Stämme unter dem Einfluss skandinavischer Waräger an den Handelswegen von Skandinavien und Nowgorod nach Süden in Richtung Konstantinopel ein lose verfasstes Großreich mit der Hauptstadt Kiew, die „Kiewer Rus“. Dessen Herrscher Wladimir der Große (reg. 980–1015) entschied sich im Jahre 988 für die Annahme des Christentums nach östlichem Ritus. Der Süden der heutigen Ukraine wurde bis ins 13. Jahrhundert von nomadischen Steppenvölkern, insbesondere den Petschenegen und später den Kyptschaken (Kumanen, „Polowzern“; ukrainisch Половці), beherrscht.

### Bezeichnungen „Russen“ und „Ruthenen“
Der Begriff Ruthenen wurde in erster Linie von der katholischen Kirche eingeführt, um die Bevölkerung der Rus’ nach orthodoxem und katholischem Christentum zu unterscheiden. Seit der Trennung der römischen und der byzantinischen Kirche im Jahr 1054 („Schisma von 1054“) gab es lange Zeit einen Konflikt (die gegenseitige Exkommunikation wurde erst 1965 für beendet erklärt), der auch zu einem Wettbewerb um Einfluss auf die Rus’ und die nachfolgenden Staaten führte.
Julian Pelesz, Lemberger Metropolitan-Consistorial-Rathe, Pfarrer zur heil. Barbara und Rektor des griechisch-katholisches Central-Seminars in Wien schrieb im 1878: Mit dem Namen „Ruthenen“ wurden zuerst die in Südgallien ansässigen Slaven genannt […] welche Alle sich wahrscheinlich zur römischen Kirche bekannten. Die Russen in ihrem Heimatlande dagegen führten den Namen Rus. Als aber im 12. Jahrhunderte ein Theil der Russen zum photianischen Schisma abfiel, der andere aber der katholischen, mit Rom vereinigten Kirche treu blieb, hat der römische Stuhl die mit Rom in Glaubenseinigkeit lebenden Russen mit dem Namen Ruthenen benannt, zum Unterschiede von den nördlichen Russen, welche dem Schisma anhingen. Später, als Südrussland [Ukraine] unter die polnische Herrschaft kam, übertrug man den Namen Ruthenus, Ruthenia, auf die unter polnischer Herrschaft lebenden Russen, welche zum größten Teil mit Rom vereinigt waren. Heutzutage führen diesen Namen die österreichischen Ruthenen und der römische Stuhl benennt damit die mit Rom unirten Russen, zum Unterschiede von den schismatischen Russen. Der Name „Russinen“ ist neuesten Datums, und hat keine historische Grundlage. Der Name „Moskovite“ ist offenbar auch in späterer Zeit, nach der Gründung Moskaus entstanden.

## Hochmittelalter
Nach kultureller und wirtschaftlicher Blüte begann im 12. Jahrhundert der Niedergang der Rus mit zunehmenden kriegerischen Auseinandersetzungen zwischen den Fürstentümern.

### Kämpfe zwischen Fürstentümern
Das Fürstentum Kiew, Fürstentum Nowgorod, Fürstentum Galizien (später Fürstentum Galizien-Wolhynien), Fürstentum Wladimir (später Fürstentum Wladimir-Susdal), Fürstentum Sewerien, Fürstentum Smolensk, Fürstentum Polotzk haben sich oft auch mit der Unterstützung von ausländischen Armeen gegenseitig bekämpft. 1169 eroberte der Fürst von Wladimir-Susdal Kiew, brannte es nieder, eignete sich den Titel des Großfürsten an und setzte in Kiew seinen Sohn als Fürsten ein. 1202 nahm Roman von Halytsch-Wolhynien Kiew in Besitz und leitete daraus einen Anspruch auf die Würde des Großfürsten ab, aber schon im Folgejahr verlor er die Stadt an die Fürsten von Perejaslawl.

### Bezeichnung „Ukraine“ und „Rot-Ruthenien“ (Rotreußen)

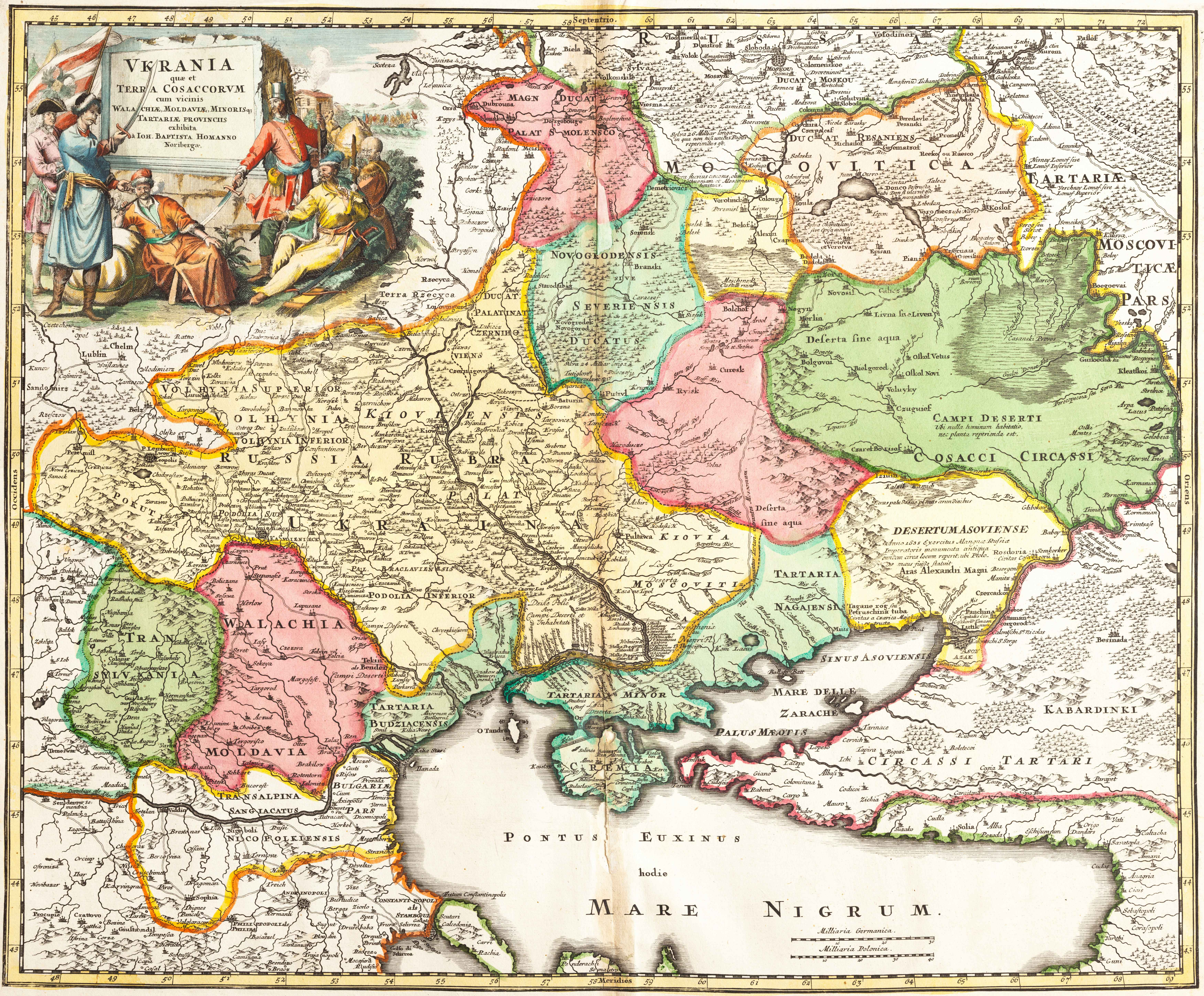
Während die gesamte Karte Ukrania quae et Terra Cosaccorum cum vicinis Walachiae, Moldoviae (Ukraine, die auch das Land der Kosaken ist, mit der benachbarten Walachei und der Moldau) heißt, enthält der gelb markierte Teil Wörter: „Vohlynia Superior“ (größer Wolhynien), „Pokutia“ (Pokutien), „Podolia Inferior“ (kleiner Podolien), „Ducat Palatinat Czernino“ (Tschernigow), „Braclavienasis“ (Bracław), „Kiovia Moscoviti“ und in größerer Schrift – „Russia Rubra“ (Rotes Russland), „Ukraina“, „Kioviensis Palat“ (Fürstentum Kiew)

Der Begriff Ukraina wurde erstmals 1187 in der Hypatiuschronik für die südwestlichen Gebiete des Kiewer Reiches, später für das galizisch-wolhynische Gebiet verwendet. Es wird immer noch gestritten, ob der Begriff Ukraina „Grenzland“ oder einfach „Land“ bedeutet. Nach Ludwig Albrecht Gebhardi, der sich in seiner Geschichte des Großfürstenthums Siebenbürgen und der Königreichen Gallizien, Lodomerien und Rothreussen auch auf Nestor bezieht, war das Gebiet zwischen Kiew und Tscherkassy bis zum Rotburgenland als Rotruthenien bekannt und stellte den größten Teil der Rus dar.
Auf einer Reihe von Karten, darunter Ukrania quae et Terra Cosaccorum cum vicinis Walachiae, Moldoviae (1720) von Johann Baptiste Homann, werden die Namen Ukraine, Rotes Ruthenien und Kiewer Herzogtum zur Beschreibung derselben Region verwendet. Bezogen auf die heutige Ukraine war dieser Name lange Zeit eine enge Regionalbezeichnung für die Gebiete am mittleren Dnepr.
Im Vorwort zur russischen Übersetzung des Textes Rys historyi narodu Ruskiego w Galicyi i hierarchii cerkiewnej w témze krolestwie (auch bekannt als Materiaty do napisania historyi narodu Ruskiego w Galicyi, a t.d.) und dessen zweiter Teil Utomek z obszerniejszego history narodu Ruskiego w Galicyi, zawierający krytyczuo-historezne badania od roku 1340 do 1492 von Denys Zubrytsky, das 1845 in Moskau unter dem Titel Kritischer und historischer Bericht über die Rote und Galizische Rus veröffentlicht wurde, erwähnt der Ossip Bodjanski sechs Teile der Rus – Rote, Kleine, Große, Schwarze, Weiße und Karpatische Rus – und stellt fest, dass Rotruthenien die „älteste“ von ihnen sei. Auch die Kosaken von Klein-Rus werden erwähnt, sowie dass Süd- und Westruthenien (Rus) aus polnisch-litauischer Perspektive manchmal als das Gegenteil von Ost- und Nordruthenien (Rus) dargestellt wird.
Frühere Hinweise auf Rotrussland finden sich in Jan Hallers Elucidarius errorum ritus Ruthenici (1501), wonach die Russen in drei Gruppen eingeteilt werden: die Weißrussen, die Moskau untergeordnet sind, die Walachen und die Rotrussen, die dem Polnisch-Litauischen Staat angehören.

### Goldene Horde

Das Reich der Goldenen Horde im Jahr 1389

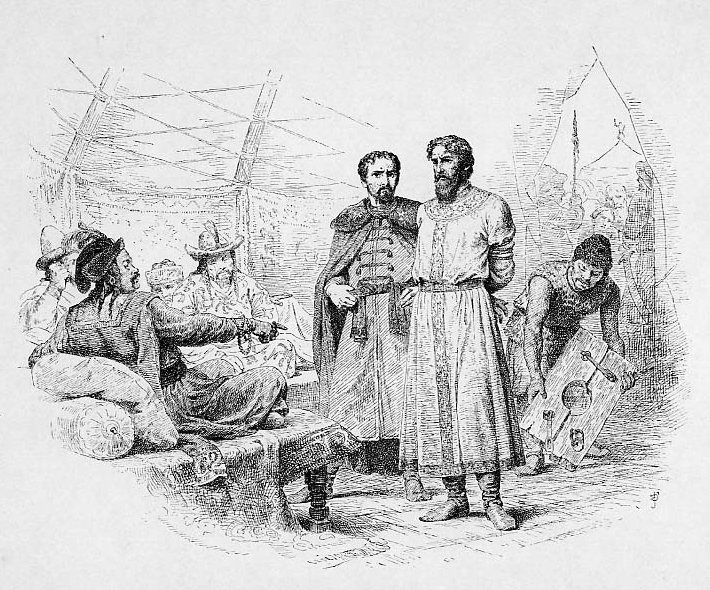
Der unterlegene Michail Jaroslawitsch steht vor Usbek Khan (historisierende Darstellung)

Nach ersten Konflikten in den 1220er Jahren zwischen Europäern und den Mongolen unter Dschingis Khan, insbesondere der Schlacht an der Kalka, drangen die Mongolen weniger als 20 Jahre später, diesmal unter Batu Khan, einem Enkel Dschingis Khans, bis nach Mitteleuropa vor. Die Belagerung von Kiew (1240) während des zweiten der beiden Feldzüge markiert nach dem Verständnis der meisten Historiker das Ende der Kiewer Rus. Danach gewannen die Armeen der Goldenen Horde die Schlacht am 9. April 1241 in der Schlacht bei Liegnitz (Polen) und zwei Tage später in der Schlacht bei Muhi (Ungarn). In der europäischen Geschichtsschreibung werden diese beiden Phasen der mongolischen Eroberungen als Mongolensturm bezeichnet.
Die Mongolen (von den Rus zum Teil auch als „Tataren“ bezeichnet) begründeten das Reich der Goldenen Horde – zu einem wesentlichen Teil auf dem Gebiet der heutigen Ukraine. Während sie selbst hauptsächlich an Wolga und Kama siedelten, stellten sie sich jeweils an die Spitze der Elite der eroberten Kultur und beherrschten diese und zahlreiche Nachbarvölker durch ein System von Tributzahlungen, Geiseln und Strafexpeditionen: Nach Eroberung wurden oftmals die wehrfähigen Männer in das mongolische Heer eingegliedert, eingesessene Herrscher belassen, Familienangehörige jedoch als Geiseln genommen und ein Statthalter eingesetzt (darughachi auf Russisch, داروغه darougheh auf Persisch, basqaq auf Türkisch), der entweder vor Ort verblieb oder jährlich wiederkehrte. Er stellte die Ablieferung des Tributs an den jeweiligen Khan sicher und gewährleistete, dass der Vasallenstaat keine Politik verfolgte, die jener des Mongolischen Reiches entgegenstand. Stieß dem Statthalter etwas zu oder berichtete er dem Khan von Ungehorsam, wurden die zuvor genommenen Geiseln umgebracht und Strafexpeditionen gegen den Vasallenstaat unternommen.
Die Masse der Bevölkerung der Goldenen Horde wurde jedoch nicht von Mongolen gestellt. Die Zentren des Staates bildeten die Städte Sarai in Astrachan, Neu-Sarai (auch Berke-Sarai), Bolgar, Kasan und Asow. Im 13. Jahrhundert eroberten mongolische Nomadenstämme aus Asien („Goldene Horde“) die Herrschaft über alle Gebiete der Rus außer der Republik Nowgorod und Pskow. Die Goldene Horde war vom 13. bis zum 15. Jahrhundert eine dominierende Macht Osteuropas.

## Spätmittelalter
Nach der Plünderung von Kiew 1240 weichen die historischen Perspektiven der russischen und ukrainischen Historiker voneinander ab: die einen konzentrieren sich auf das Fürstentum Wladimir-Susdal, die anderen auf das Fürstentum Galizien-Wolhynien. Natürlich war die Kirche (genauer gesagt die Orthodoxen und Katholischen Kirchen) ein wichtiger Bestandteil des Machtkampfes in dieser Zeit. Dieser Machtkampf konnte durch den Umstand, dass das Krim-Khanat im Süden der Ukraine unter dem Einfluss der Osmanen stand und somit islamisch war, nur noch verschärft werden.

### Halytsch-Wolhynien, Litauen, Polen und Krim-Khanat

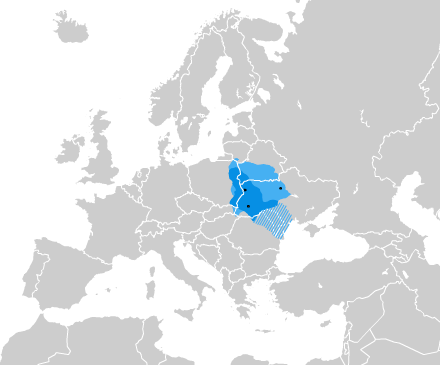
Das Fürstentum Halytsch-Wolhynien im 13.–14. Jahrhundert

Eine eigenständige Bedeutung erlangte ab dem 12. Jahrhundert das westukrainische Fürstentum Halytsch-Wolhynien (siehe auch Wolhynien und Geschichte Galiziens). Im 13. Jahrhundert musste es die Oberhoheit der Goldenen Horde akzeptieren und dem militärisch stärkeren Kontrahenten Wladimir-Susdal widerstehen. So suchte es Unterstützung im Westen und 1253 ließ sich Daniel Romanowitsch von Galizien von einem päpstlichen Legaten zum Rex Rusiae („König der Rus“) krönen.
Der Süden der heutigen Ukraine wurde zu einem eigenständigen, unter osmanischer Schutzherrschaft stehenden Krim-Khanat. Große Teile der Steppengebiete in der heutigen Südukraine wurden in der Zeit 1368–1783 von den Nachfahren der Nogaier-Horde, den Schwarz-Nogaiern, beherrscht und in Gemengelage besiedelt. Viele als „Krimtürken“ aufgefasste Nomaden waren in Wirklichkeit Nogaier.
Im 14. Jahrhundert zerfiel das Fürstentum, sein nordöstlicher Teil wurde, wie auch die zentralukrainischen Gebiete am Dnepr mit Kiew, nach der Schlacht am Irpen Teil des Großfürstentums Litauen (siehe Geschichte Litauens). Den südwestlichen Teil des Fürstentums, („Rotruthenien“, „Galizien“) eroberte Kasimir der Große von Polen Mitte des 14. Jahrhunderts (siehe Geschichte Polens).

### Zwischen Rom und Konstantinopel
Die Krönung Daniel Romanowitsch von Galizien durch Papst Innozenz IV. als Rex Rusiae („König der Rus“) im Jahr 1253 war nur durch den Übergang zum Katholizismus möglich. 1299/1305 erreichten die Großfürsten von Vladiimir-Susdal die Übersiedlung des orthodoxen Metropoliten aller Russen nach Wladimir.
Laut Georgi Wernadski wurde der Name „Klein-Russland“ (Russia Minor) zum ersten Mal von Jury I. verwendet, als er 1303 auf Forderung des Patriarchen von Konstantinopel eine metropolitanische Kathedra in Halytsch errichtete. Zu dieser Zeit waren ihm folgende Eparchien unterstellt: Wolodymyr-Volynsky, Holm, Peremyshl, Luzk und Turow. Nach Wernadski bezog sich der Begriff „Kleinrussland“ ursprünglich also nur auf die Fürstentümer Galizien, Wolhynien und Turow. Der Name Großrussland wurde erstmals 1347 in einem Erlass über die Abschaffung der Metropole Halytsch verwendet.
Auf die Drohung König Kasimirs III. von Polen hin, seine russischen Untertanen katholisch taufen zu lassen, wurde 1371 der Bischof Antonios von Galitza (Halitsch) zum Metropoliten erhoben und ihm auch die Bistümer von Cholm, Przemyśl und Wolodymyr unterstellt. Erst 1375 setzte der Patriarch von Konstantinopel, Philotheos Kokkinos, mit Kiprian einen neuen Metropoliten von Kiew ein, zunächst mit dem Anspruch, nach dem Tode des in Moskau residierenden Metropoliten Alexej alle orthodoxen russischen Christen zu betreuen.
In der griechisch-byzantinischen Urkunde aus dem Jahr 1380 im Zusammenhang mit den Aktivitäten zur Einsetzung Kiprians als Metropolit von Kiew wird der Norden mit Nowgorod und Moskau als Großrussland, der Süden als Kleinrussland erwähnt.

## Frühe Neuzeit

### Zwischen Polen-Litauen und Zarenreich Russland

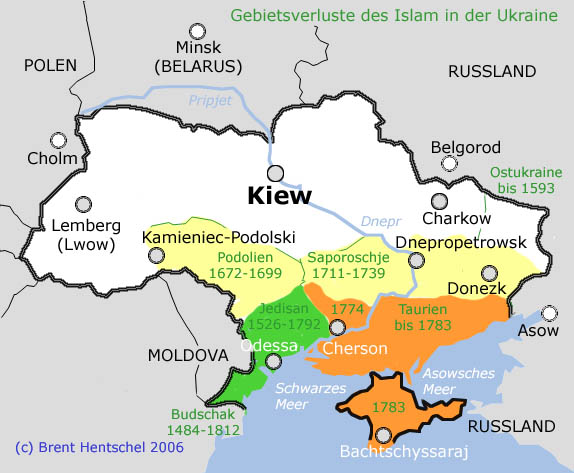
Bis ins 18. Jahrhundert lag im Süden der heutigen Ukraine das Khanat der Krimtataren

Im durch die Lubliner Union von 1569 gebildeten litauisch-polnischen Doppelstaat wurden auch die bisher zu Litauen gehörenden ukrainischen Gebiete der polnischen Krone unterstellt. Im Gegensatz zu der bisherigen liberalen Politik Litauens nahmen ab diesem Zeitpunkt die wirtschaftliche und religiöse Unterdrückung der orthodoxen Bevölkerung durch Polen zu. Um die religiöse Spaltung zu überwinden, wurde die Idee einer „Wiedervereinigung“ von katholischer und orthodoxer Kirche in Litauen-Polen verfolgt. Deren konkrete Umsetzung in der Kirchenunion von Brest 1596 stieß aber auf viel Widerstand unter den Ruthenen: Die neu geschaffene griechisch-katholische Kirche, die den östlichen Ritus beibehielt, aber dem Papst unterstellt war, wurde von vielen nicht akzeptiert, da sie organisatorisch nur als Anhängsel der Westkirche wirkte. Weitere Ursache für Konflikte war die Tatsache, dass der ukrainische Adel nicht als gleichberechtigte dritte Stütze des Staates neben den Polen und Litauern anerkannt wurde.

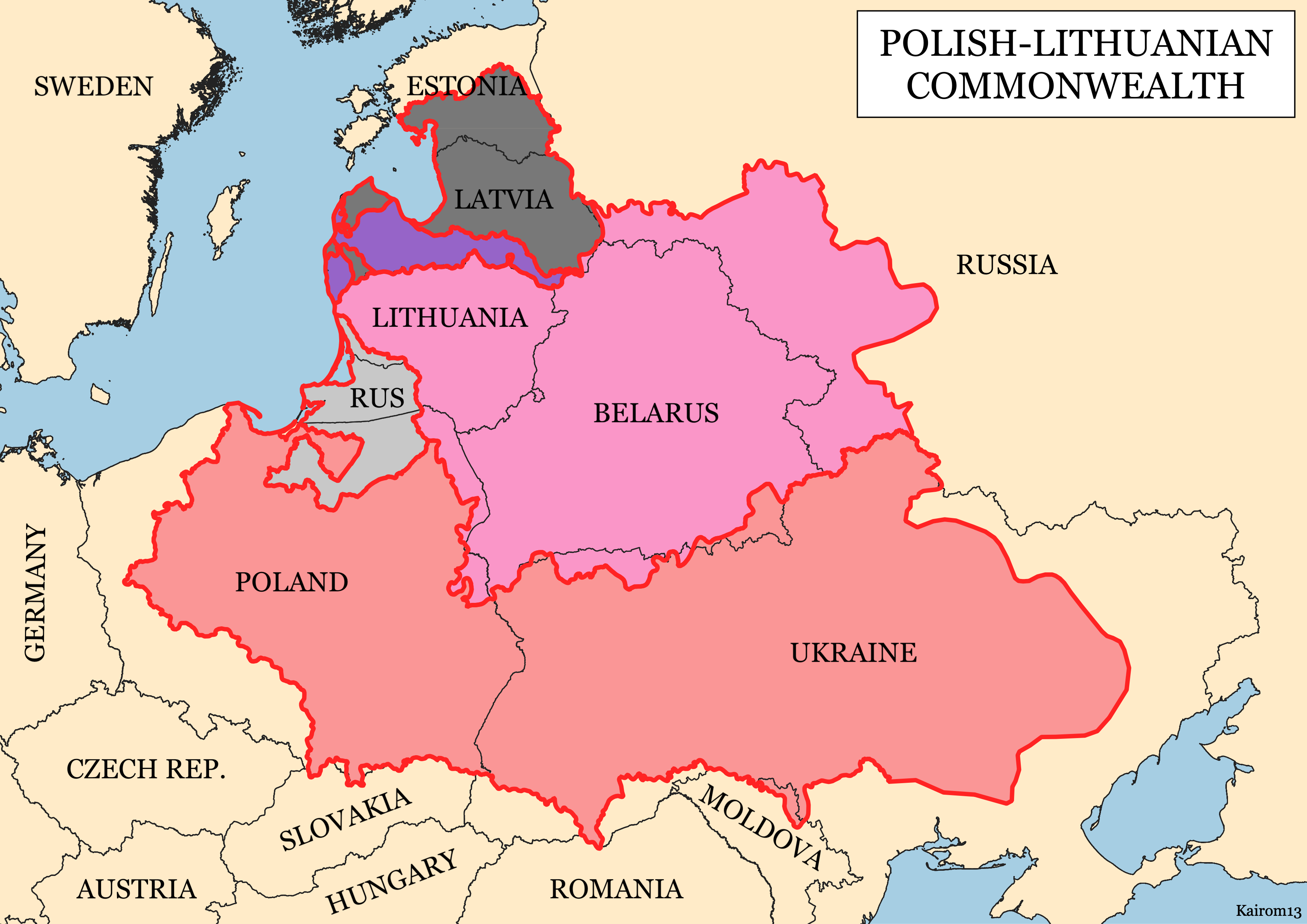
Polen-Litauen
Königreich Polen

Kontrolle des ukrainischen Territoriums im Jahr 1600

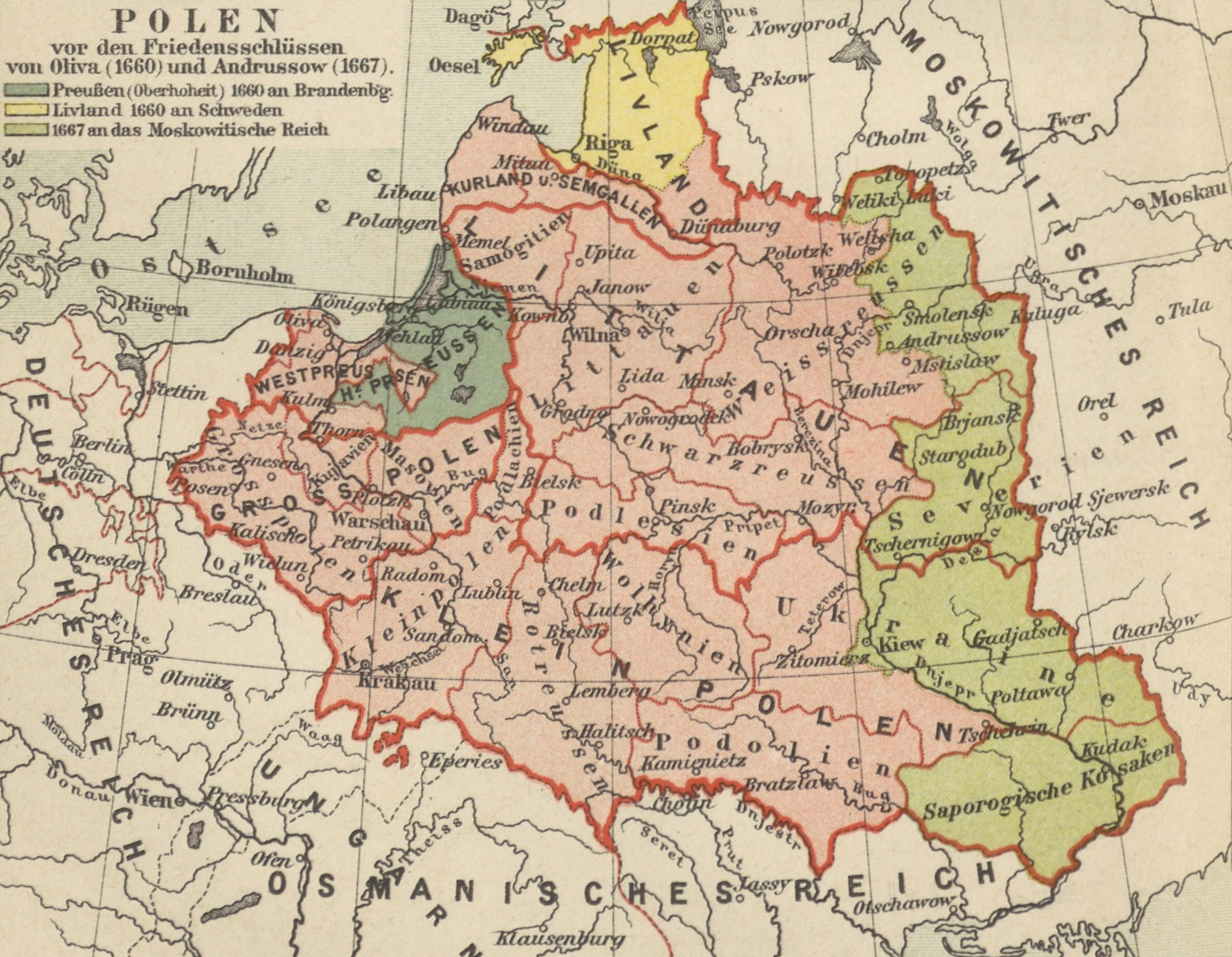
Ukraine als Teil von Polen-Litauen im Jahre 1660

Der Rest der Ukraine stand zur gleichen Zeit unter der Herrschaft des Zarenreich Russlands.

### Kosakenstaat

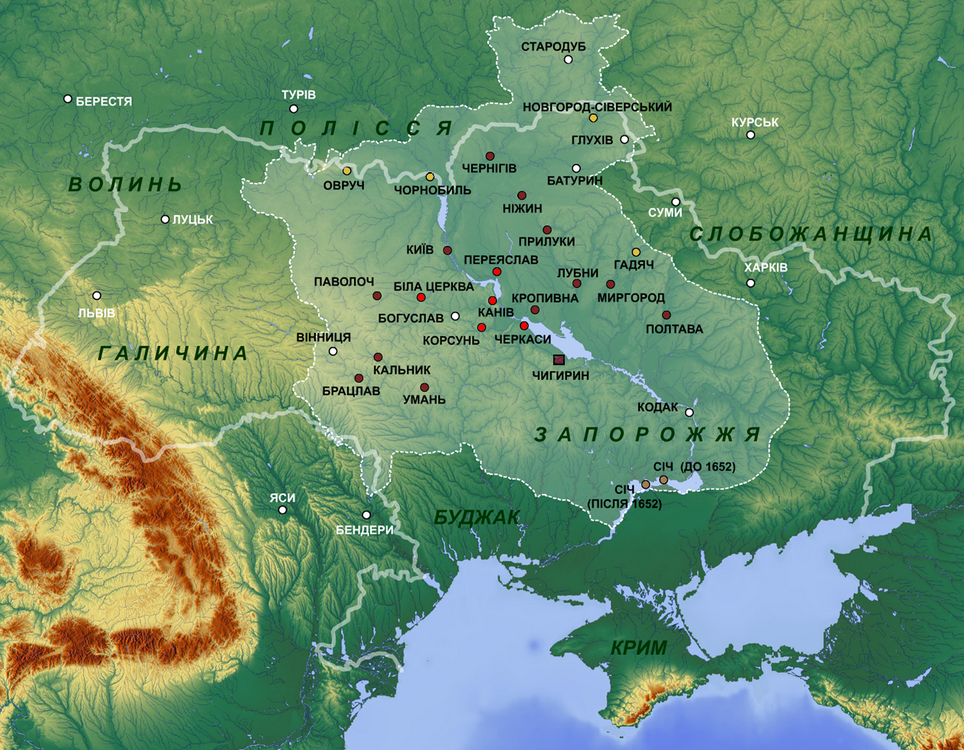
Nach der Revolution gewonnenes Territorium.

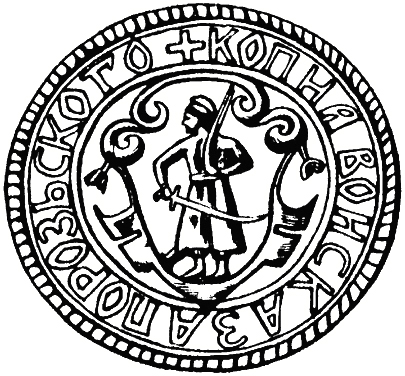
Emblem von Hryhorij Loboda Otaman der ukrainischen Kosaken, 1595

Gegen den Widerstand der polnisch-litauischen Adligen errichtete Bohdan Chmelnyzkyj 1648 durch einen Vertrag mit dem polnischen König Jan Kazimierz einen eigenständigen ukrainischen Kosakenstaat (Hetmanat) mit Regierungssitz in Tschyhyryn, der aber 1651 durch Bündnisse mit Russland und dem Osmanischen Reich wieder in Abhängigkeiten geriet. Daraufhin wurde die Ukraine zwischen Polen, welches die Rechtsufrige Ukraine erhielt, und Russland, das die linksdneprischen Gebiete bekam, geteilt. Im russischen Teil der Ukraine begann der Aufstieg der Russischen Sprache in der Ukraine, während im polnischen Teil die schon lange anhaltende Polonisierung weitergeführt wurde. Die dreißig Jahre zwischen dem Tod Chmelnyzkyis 1657 und der Wahl Iwan Masepas zum Hetman der Saporoger Kosaken 1687 werden als Ruin (ukr. Руїна) bezeichnet; sie waren geprägt von häufigen Auseinandersetzungen, Bürgerkriegen und Interventionen fremder Mächte.
Während aus dem Vertrag von Hadjatsch abgeleitet werden kann, dass die Kosaken ihren Staat als Nachfolger der Rus’ sahen und die ruthenische (altukrainische) Sprache sprachen, wurde der Begriff „Ruthenen“ hauptsächlich auf den Teil der Bevölkerung angewendet, der unter der Kontrolle des polnischen Staates stand.

## 18. Jahrhundert – Zwischen Russland und Österreich
Die Schlacht von Poltawa im Jahr 1709, an der Karl XII. von Schweden und Zar Peter I. von Moskau beteiligt waren, war ein tragisches Ereignis für die ukrainische Geschichte. Ukrainische Kosaken, angeführt von Hetman Iwan Mazepa (auf der Seite von Karl XII.) und Hetman Iwan Skoropadskyj (auf der Seite von Peter I.), nahmen daran teil. Der Sieg Peters I. festigte die Kontrolle Moskaus und unterdrückte den Widerstand der Kosaken. Karl XII. suchte Zuflucht im Osmanischen Reich. Die Schlacht änderte den Verlauf des Großen Nordischen Krieges. Sie führte zur Proklamation Peters I. zum Kaiser und zum Aufstieg Russlands zu einer europäischen Macht.

„Karte des Kriegsschauplatzes zwischen Russen, Türken und Polen, d. h. die Provinzen Ukraine, Neuserbien, Moldawien, Walachei, Krim, Woronesch und Astrachan sowie Kuban-Tatarien“ (1736–1739) von Tobias Conrad Lotter, 1769

1736–1739 Die Ukraine wird Schauplatz des Russisch-Österreichischen Türkenkriegs, in dem ukrainische Kosaken eine wichtige Rolle spielen.
Im Jahr 1775 wurden die Saporoger Kosaken von den russischen Truppen liquidiert, die aus der Festung der Heiligen Elisabeth kamen und bereits am 15. Juni Nowa Sitsch zerstörten. Ein Teil der ehemaligen Saporoger Kosaken floh über die Donau, der andere wurde im Kuban umgesiedelt und Petro Kalnyschewskyj, der der letzte Saporoger-Ataman war, starb in der Haft auf den Solowezki-Inseln. Auf dem ehemaligen Land der Kosaken wurde Neurussland gegründet.

Nach den drei Teilungen Polens 1772, 1793 und 1795 wurde die westliche Ukraine mit Ausnahme Ost-Galiziens, das zum Habsburgerreich kam, russisch.

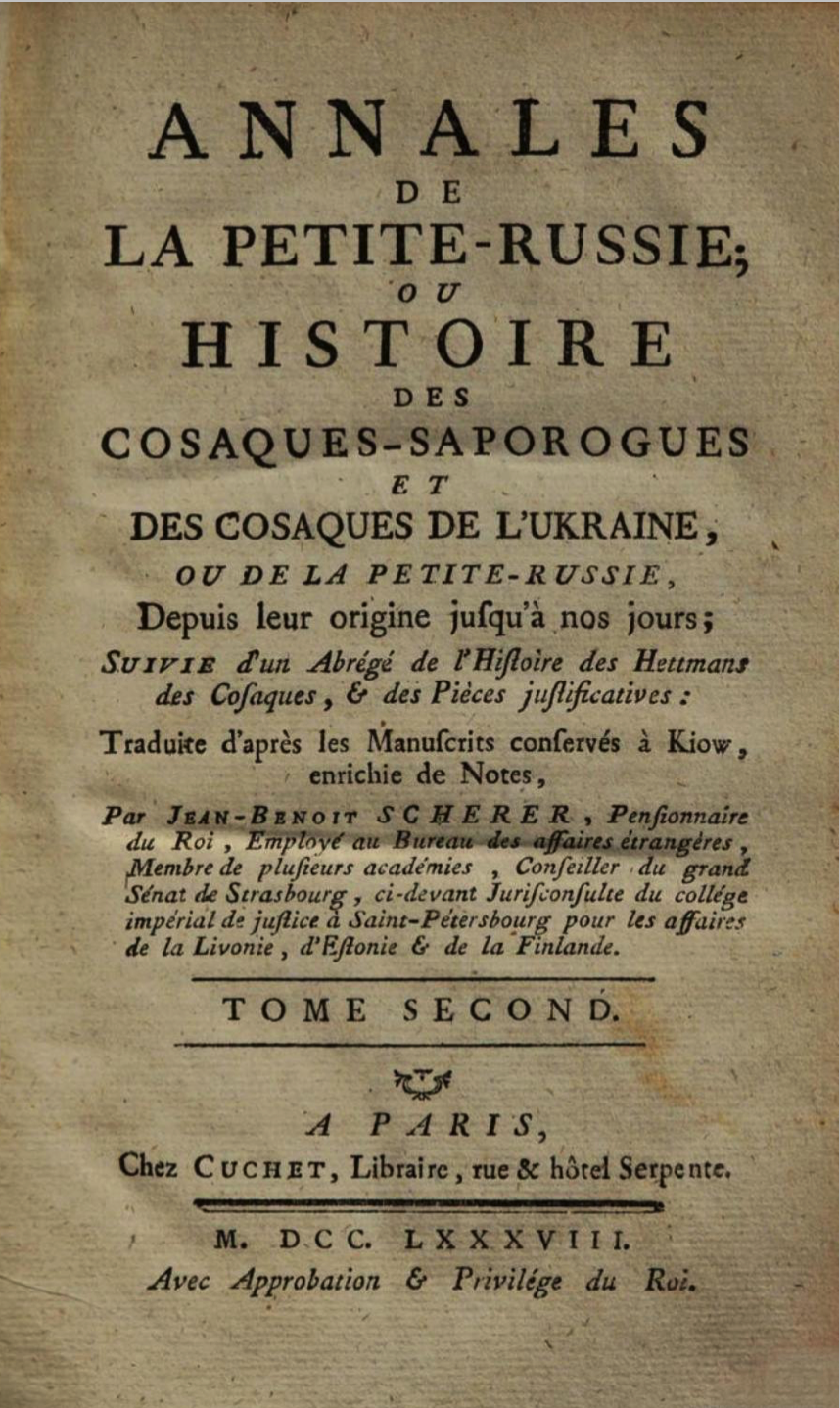
„Annalen Kleinrusslands oder Geschichte der Kosaken-Saporoger und Kosaken der Ukraine oder des Kleinen Russlands“ von Jean-Benoît Schérer

1796 wurden die südlichen und östlichen Gebiete der heutigen Ukraine, die Russland von den Osmanen erobert hatte, zu einem russischen Gouvernement zusammengefasst (Neurussland) und es wurden die Städte Sewastopol (1763, Militärhafen und Festung) und Simferopol (1784) auf der Halbinsel Krim sowie die Hafenstadt Odessa (1793) gegründet. Die bis dahin fast unbewohnten Steppengebiete im Südosten wurden urbar gemacht und größtenteils mit Russen, aber auch mit Deutschen bevölkert. Hier entstanden etwa 70 deutsche Siedlungen. Katharina die Große (Zarin von 1762 bis 1796) förderte vielerorts die Ansiedlung von Ausländern in Russland.
Beim Wiener Kongress verhandelten unter anderem die fünf Großmächte über die territoriale Ordnung Europas. Russland wurde damals von Zar Alexander I. regiert und das Habsburgerreich von Kaiser Franz I. Russland sicherte sich durch die Anerkennung seiner territorialen Gewinne in Finnland (1809 bis 1917 Großfürstentum Finnland) und Bessarabien dessen Ausdehnung nach Westen. Von den Gebieten, die Russland bei den drei Teilungen Polens 1772, 1793 und 1795 erlangt hatte, durfte es den größten Teil („Kongresspolen“) behalten.
Nach Andreas Kappeler waren die „Annalen Kleinrusslands oder Geschichte der Kosaken-Saporoger und Kosaken der Ukraine oder des Kleinen Russlands“ (1788) von Jean-Benoît Schérer die erste Gesamtdarstellung der Ukrainischer Geschichte. Schérer schrieb im Vorwort, „die Kosaken [Ukrainer]“ seien „trotz ihrer über 800-jährigen Geschichte bis vor zwei Jahrhunderten in Westen unbekannt“ geblieben.
Die Geschichte der ukrainischen Kosaken wurde mit Byrons Gedicht „Mazeppa“ (1819) allgemein bekannt. Es folgten mehrere Opern und Instrumentalstücke über den Hetman, den Voltaire als „Ukrainischer Prinz“ bezeichnet hat.

## 19. Jahrhundert – Entstehung der ukrainischen Nationalbewegung
Bevor man seit dem 19. Jahrhundert von einer ukrainischen oder weißrussischen Nation zu sprechen beginnt, war für die ostslawischen Bewohner der heutigen Ukraine der deutsche Begriff „Ruthenen“ (ukr. русини) und Kleinrussen (ukr. малороси) gebräuchlich, vor allem im Bezug auf die Kern-Ukraine. Die westlichen Gebiete gingen 1772 als „Galizien und Lodomerien“ zum Habsburgerreich. Der Ukraine-Historiker Andreas Kappeler kritisierte diesbezüglich 2017, dass eine „russische Sichtweise“ seit 200 Jahren unbesehen auch im Westen übernommen worden sei.
Der ukrainische Historiker Mychajlo Hruschewskyj schuf Ende des 19./Anfang des 20. Jahrhunderts in Lemberg die Grundlage für eine ukrainische Nationalbewegung, indem er der Auffassung eines einheitlichen ostslawischen (russischen) „Stromes der Geschichte“ sein Schema einer getrennten Entwicklung der Völker der Russen und Ukrainer entgegenstellte. Daraufhin begannen sich in Kiew Kräfte zu formieren, die eine Unabhängigkeit von Russland einforderten. Sowohl Ukrainer als auch Russen beziehen sich positiv auf die mittelalterliche Rus.
1869 war „Prawda“ die erste Literaturzeitschrift in ukrainischer Sprache in Österreich-Ungarn. Zehn Jahre später waren es bereits 60 Periodika. Die erste pro-Ukrainische politische Partei war „Ukrainische Radikale Partei“ und wurde im Oktober 1890 zuerst als „Ruthenisch-Ukrainische Radikale Partei“ gegründet. Zu den Gründern zählten Jewgeni Lewyzkij, Iwan Franko, Mykhailo Pawlyk, Wjatscheslaw Budzinowskij und Kirill Triliowskij.
Alle europäischen Völker östlich des deutschen Sprachraums und Italiens sowie westlich von Russland, vom Finnischen Meerbusen bis zum Adriatischen Meer, teilten vom Wiener Kongress bis zum Ende des Ersten Weltkriegs dasselbe Schicksal: Sie waren nicht Bewohner von Nationalstaaten, sondern von Großmachtstaaten, konkret: von Russland, Österreich-Ungarn oder Preußen (später des Deutschen Reichs). Im Unterschied zu den meisten anderen betroffenen Völkern gelang es ab 1917 den Ukrainern nicht, einen dauerhaft existenten Nationalstaat zu schaffen.

## 20. Jahrhundert bis zur Unabhängigkeit 1991

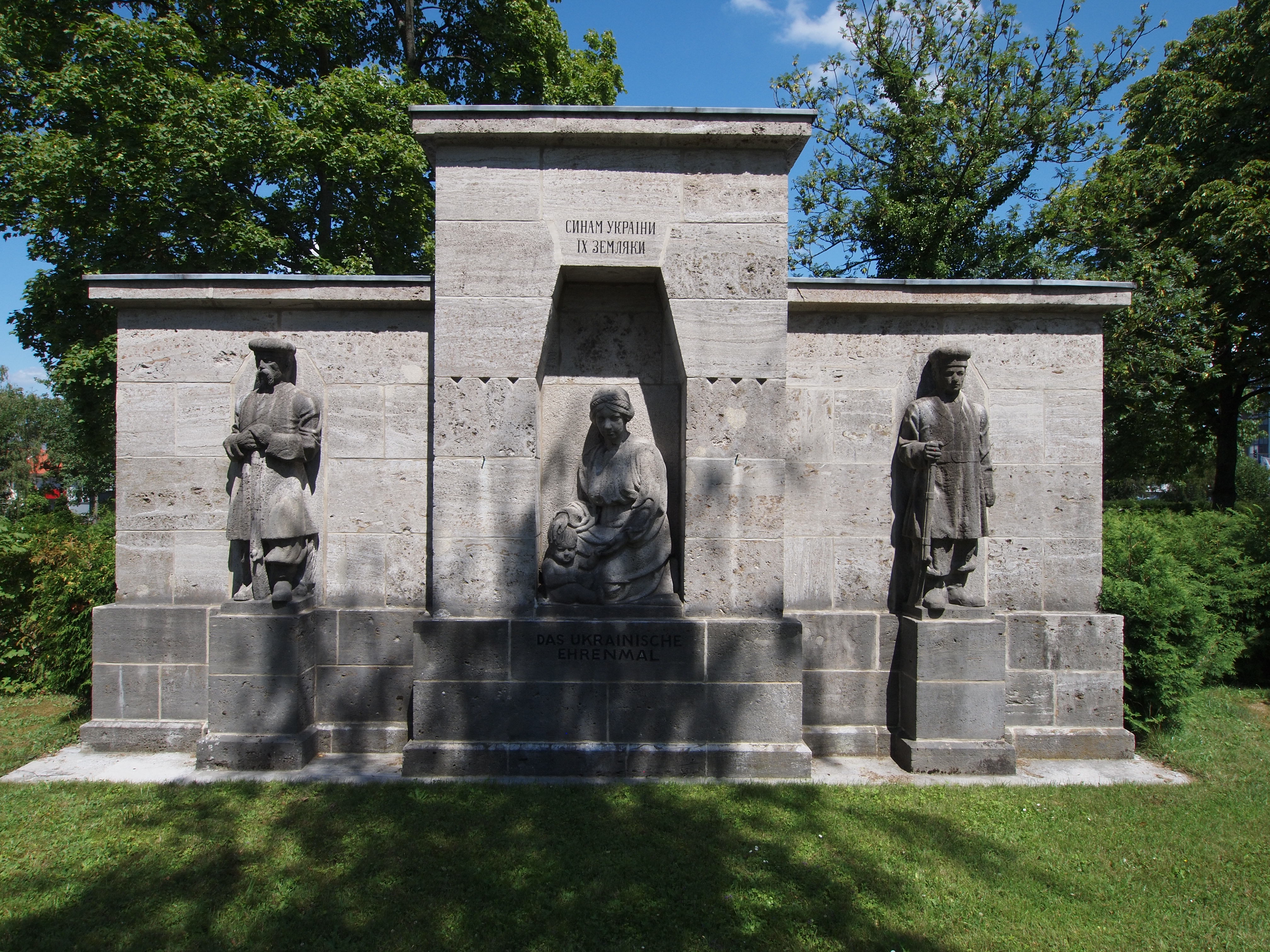
Ehrenmal für ukrainische Kriegsgefangene im Ersten Weltkrieg in Rastatt

### Erster Weltkrieg
Ukrainisch-sprachige Soldaten kämpften im Ersten Weltkrieg teils in der Armee Österreich-Ungarns (Gemeinsame Armee) und teils in der kaiserlich russischen Armee für das Kaiserreich Russland. Die nationale Begeisterung setzte Minderheiten in vielen Ländern unter Druck. Obwohl die Ukrainer in Russland ihre Loyalität gegenüber Zar Nikolaus II. (Russland) erklärten, wurden ihre Rechte weiter eingeschränkt. Ähnliches geschah auch in Österreich-Ungarn: die Ruthenen hatten zwar mehr Rechte als die Ukrainer, wurden aber der Kollaboration mit dem Gegner verdächtigt. Im Gegensatz zu Polen gelang es ukrainischen Emigranten aus Russland nicht, die Mittelmächte und insbesondere Österreich-Ungarn für eine unabhängige Ukraine zu gewinnen.
Wie sehr die Ukrainer zwischen die Fronten gerieten, zeigte sich bereits 1914, als russische Truppen im September den Osten Galiziens einschließlich der Hauptstadt Lwiw (damals: Lemberg) eroberten. In der Folge wurden von dem russischen Militärbefehlshaber nationale Institutionen und die ukrainische Sprache verboten, die griechisch-katholische Kirche verfolgt. Gleichzeitig verhafteten die österreich-ungarischen Behörden zahlreich Ukrainer als Verräter. Eintausendfünfhundert von ihnen wurden hingerichtet.
Im Rahmen der Bug-Offensive kam es bis September 1915 zum „Großen Rückzug“ der russischen Armee auf der gesamten Frontlinie. Während des Rückzugs wurden viele Ukrainer mit Gewalt evakuiert. Die österreichischen Machthaber setzten jedoch die repressive Politik gegenüber der ukrainischstämmigen Bevölkerung fort. 1917 führte, nach einem kurzzeitigen Erfolg der russischen Kerenski-Offensive in der ersten Julihälfte, der deutsche Gegenstoß zu einer massiven Beschleunigung des Auflösungsprozesses der demoralisierten russischen Armee. Deutsche und österreich-ungarische Truppen besetzten am 25. Juli 1917 Tarnopol, bis Ende August konnten die Truppen der russischen Südwestfront auf die Linie des heute in der Ukraine liegenden Flusses Sbrutsch (ca. 45 Kilometer östlich Tarnopol, vor dem Krieg Grenzfluss zwischen Österreich-Ungarn und Russland) zurückgedrängt werden.
Infolge Lenins Dekret über den Frieden kam es am 5. Dezember 1917 zum Waffenstillstand, der allerdings der Bevölkerung in der Region noch keinen Frieden brachte. Andreas Kappeler kompilierte im Jahr 2015 Quellen, laut denen im Ersten Weltkrieg ca. 500.000 Männer ukrainischer Abstammung fielen und im Bürgerkrieg 1919/1920 1,5 Millionen Ukrainer starben.

### Russische Revolution und die Ukraine

#### Februarrevolution 1917 und die Bildung des ukrainischen Volksrats (Rada)
Mit der Februarrevolution 1917 in Russland und dem Sturz des Zaren und seiner Regierung sah man in der Ukraine die Chance für eine eigene, unabhängige Staats- und Gesellschaftsentwicklung für gekommen. Schon kurz nach dem Umsturz in Petrograd versammelten sich am 17. März 1917 in Kyjiw Repräsentanten politischer, kultureller und beruflicher Organisationen (Zentralna Rada). Sie bildeten aus ihrer Mitte eine provisorische Regierung, zu deren Vorsitz am 20. März 1917 Mychajlo Hruschewskyj gewählt wurde. Wenige Wochen später bestätigte der Allukrainische Kongress eine Versammlung vom 19. bis 21. April 1917 mit 900 Delegierten aus verschiedenen ländlichen und städtischen Regionen sowie gesellschaftlichen Gruppen, die Regierung sowie die Zentralna Rada.
Die Entwicklungen in der Ukraine forderten die Provisorische Regierung in Petrograd heraus, die an der Einheit des russischen Vielvölkerstaats festhielt. Auf ihrem 1. Universal vom 23. Juni 1917 forderte die Zentralrada Autonomie für die Ukraine innerhalb eines demokratischen und föderativ organisierten Russlands, Festlegung der Grenzen der Ukraine, sowie die Teilnahme an einer zukünftigen Friedenskonferenz. Der Konflikt mit der Provisorischen Regierung (Russlands) unter Alexander Kerenski konnte noch durch einen Kompromiss gelöst werden, der allerdings zu einer Krise innerhalb der Regierung in Petrograd führte.
Ohnehin war der Einfluss der provisorischen Regierungen sowohl in Petrograd als auch in Kyjiw gering und die Zustände im Land chaotisch. Die Versorgungslage der Bevölkerung war schlecht, die Armut groß und der Krieg noch nicht beendet. Überall bildeten sich Sowjets (Arbeiter- und Bauernräte) und Komitees. Auf dem Land brachen in der Ukraine und auch anderswo im russischen Reich Unruhen aus. Die Bauern enteigneten auf eigene Faust, ohne auf entsprechende Beschlüsse der Regierung zu warten, Adlige und Großgrundbesitzer. Entscheidungen in Bezug auf die drängenden nationalen und sozialen Fragen wollte die Provisorische Regierung einer verfassungsgebenden Versammlung überlassen, während die Bolschewiki unter der Führung Lenins viel weiterreichende Versprechungen machten. Als die militärische Offensive der russischen Armee im Juli 1917 scheiterte, führte dies zu einem weiteren Autoritätsverlust der Führung in Petrograd.

#### Oktoberrevolution und die Ausrufung der Ukrainischen Volksrepublik
Am 25. Oktoberjul. / 7. November 1917greg stürzten die Bolschewiki die Provisorische Regierung in Petrograd und bildeten den Rat der Volkskommissare der RSFSR mit Lenin als Vorsitzendem. Der von den Bolschewiki beherrschte zweite Allrussische Sowjet bestätigte die neue Regierung und proklamierte die Russländische Föderative Sowjetrepublik (RSFSR). Die neue sozialistische Regierung ging sofort daran, ihre Macht zu konsolidieren, indem sie mit Gewalt gegen Konterrevolutionäre vorging. In Bezug auf die Nationalitätenfragen waren die Bolschewiki aber flexibler. In einer „Deklaration der Rechte der Völker Russlands“ sicherte man diesen Autonomie bis hin zur Sezession zu. Die Zentralna Rada verhielt sich daher zunächst abwartend gegenüber der neuen Regierung.
Am 12. Novemberjul. / 25. November 1917greg. fanden in ganz Russland Wahlen zur verfassunggebenden Versammlung statt, in denen die Bolschewiki nur 24 % der Stimmen erhielten und die zweitstärkste Fraktion nach den Sozialrevolutionären (SR) mit 41 % wurden. Als die russische konstituierende Versammlung im Januar 1918 zusammentrat, lösten die Bolschewiki sie am nächsten Tag gewaltsam auf.
Entgegen ursprünglicher Versprechen war Lenin keineswegs bereit, die Legitimität und Autonomie der Ukrainischen Volksrepublik anzuerkennen und bezeichnete sie als Feind der Revolution. In einem Memorandum im Dezember 1917 stellt der Rat der Volkskommissare der Ukraine ein Ultimatum. Sollte diese die geforderten Maßnahmen nicht innerhalb der nächsten 48 Stunden ergreifen,  würde sich die neue revolutionäre Regierung in Russland im Kriegszustand mit der Ukrainischen Volksrepublik befinden.

Zudem organisierte die Bolschewiki Mitte Dezember 1917 einen Aufstand in Winnyza. Es begann die Eroberung ostukrainischer Gebiete durch russische und ukrainische Rote Garden. Am 24./25. Dezember fand in Charkiw der erste Kongress der Delegierten der Bauern-, Arbeiter- und Soldatenräte statt, der die Beschlüsse der Zentralna Rada für ungültig erklärte. Am 26. Dezember eroberten die Truppen der Bolschewiki Charkiw. Am 30. Dezember proklamierte das Zentrale Exekutivkomitee der Sowjetukraine die Ukrainische Volksrepublik der Sowjets.

Wappen der Ukrainischen Volksrepublik (1917–1920)

Am 9. Januar 1918 fanden Wahlen zur Verfassungsgebenden Versammlung der Ukraine nur in den nicht besetzten Gebieten statt. Die ukrainischen nationalen Parteien erhielten 70 % der Stimmen, die Bolschewiki 10 %. Die Versammlung wurde jedoch nie einberufen, die Zentralna Rada blieb das politische Entscheidungsgremium der Ukrainischen Volksrepublik. Am 25. Januar 1918 (4. Universal der Zentralrada, rückdatiert auf 22. Januar) wurde die volle staatliche Unabhängigkeit der Ukrainischen Volksrepublik verkündet, wobei die Rote Armee bereits dabei war, in die Zentralukraine einzurücken. Am 29. Januar 1918 fand in Kyjiw ein Aufstand der Bolschewiki statt, der am 4. Februar niedergeschlagen wurde. Am 8. Februar 1918 eroberten Truppen der Roten Armee Kyjiw, so dass die Führung fliehen musste und ihre militärische Schwäche offenbar wurde.

### Ausländische Interventionen und die Ukrainische Volksrepublik

#### Deutsch österreichisch-ungarische Intervention
Einen Tag nach ihrer Niederlage in Kyjiw, am 9. Februar 1918, schloss die Regierung der Ukrainischen Volksrepublik mit den Mittelmächten einen Separatfrieden. Die Mittelmächte erkannten die Ukraine als Staat an und setzten die Rada wieder ein. Im Gegenzug erwarteten sie die Lieferung von Getreide und anderen Grundnahrungsmitteln, weshalb auch der Name Brotfrieden entstand. Im Februar, März und April besetzten deutsche und österreich-ungarische Truppen die gesamte heutige Ukraine (Operation Faustschlag). Im Mai stießen deutsche Truppen bis in die Kohlereviere am Don vor. Im Friedensvertrag von Brest-Litowsk musste Sowjetrussland die Ukraine anerkennen.

#### Der Ukrainische Staat unter Skoropadsky („Das Zweite Hetmanat“)
Die Mittelmächte, deren Bevölkerung schlecht versorgt und kriegsmüde war, verfolgten in der Ukraine ausschließlich ihre eigenen Interessen. Da sie mehr Lebensmittellieferungen erwarteten und ihnen die von den nationalen Sozialrevolutionären beherrschte Rada ohnehin suspekt war, verhalfen sie am 29. April 1918 dem früheren zaristischen General Pawlo Skoropadskyj als Hetman an die Macht.
Skoropadskyj versuchte eine konservative Restauration des Staatswesens, vor allem wollte er die enteigneten Großgrundbesitzer wieder einsetzen. Dies wurde auch durch Umbenennung des Staatswesens in „Ukrainischer Staat“ unterstrichen. Mit Hilfe des Verwaltungsapparats und der Unterstützung der Besatzer konnte Skoropadskyj zum ersten Mal in der Geschichte einen ukrainischen Staat von Don bis Bug begründen. Die Innenpolitik von Skoropadskyj führte jedoch zur Opposition der Rada und der großen Mehrheit der Bauern. Das harte Besatzungsregime und die Ausbeutung der Ukraine brachte viele Ukrainer gegen die Deutschen auf, am 30. Juli 1918 fiel Oberbefehlshaber Hermann von Eichhorn zusammen mit seinem Adjutanten in Kiew einem Bombenattentat zum Opfer.

#### Das Direktorium
Nach der Niederlage der Mittelmächte bildete sich am 14. November 1918 in Kiew aus oppositionellen Kreisen eine „Direktorium“ genannte Exekutive. Ukrainische Verbände bedrohten Kiew, ließen aber die deutschen Truppen abziehen, denen sich Skoropadskyj anschloss. Das Direktorium bildete am 14. Dezember 1918 in Kiew eine neue Regierung.
Das Direktorium versuchte mit einigen Maßnahmen, die Bildung eines Nationalstaats voranzutreiben. Den Bauern wurden weitgehende Zugeständnisse gemacht, Ukrainisch als Nationalsprache eingeführt und die Rechte von Minderheiten bestätigt. Allerdings verlor die Regierung im Laufe des Jahres 1919 weitgehend die Kontrolle und wurde zwischen den verschiedenen Parteien im russischen Bürgerkrieg aufgerieben.

#### Westukrainische Volksrepublik und die Vereinigung zur Ukrainischen Volksrepublik
Der Zusammenbruch des Vielvölkerstaats Österreich-Ungarn führte zu einer Reihe von nationalen Erhebungen in der Region. In dem ehemals österreich-ungarischen Kronland Königreich Galizien und Lodomerien bildete sich im November 1918 die Westukrainische Volksrepublik (Sachidno-Ukrajinska Narodna Respublika, SUNR), deren Hauptstädte nacheinander Lwiw, Ternopil und Stanislau (heute Iwano-Frankiwsk) waren. Die Westukrainische Volksrepublik vereinigte sich im Januar 1919 mit der Ukrainischen Volksrepublik. Am 22. Januar 1919 wurde auf dem Sofia-Platz in Kyjiw eine Erklärung über die Vereinigung der Ukrainischen Volksrepublik und der Westlichen Ukrainischen Volksrepublik zu einer vereinigten Ukraine verabschiedet.
Der Tag wird heute als Tag der ukrainischen Einheit gefeiert. Allerdings war das Direktorium kaum in der Lage, das Land zu beherrschen. Die militärische Lage war prekär, und es gelang ihr nicht, Verbündete zu gewinnen. Auf der Pariser Friedenskonferenz, die seit dem 19. Januar 1919 tagte, konnten sich die Vertreter der Ukraine kein Gehör verschaffen. Die Alliierten erkannten die Ukraine nicht als Staat an, und auch in dem bereits seit 1918 tobenden russischen Bürgerkrieg unterstützen die Alliierten die nationalen Bewegungen nicht, sondern die reaktionär, russisch-national ausgerichtete Weiße Armee.
Die im Südwesten des Landes gelegene Karpatoukraine, die bis 1919 zu Ungarn gehörte, fiel unter anderem aufgrund eines Votums des amerikanischen Nationalrats der Russinen am 10. September 1919 an die neugegründete Tschechoslowakei. Rumänische Truppen besetzte die Bukowina, und die neu gegründete Zweite Polnische Republik war keineswegs bereit, auf Galizien zu verzichten.

Ukraine in den Grenzen 1917–1928

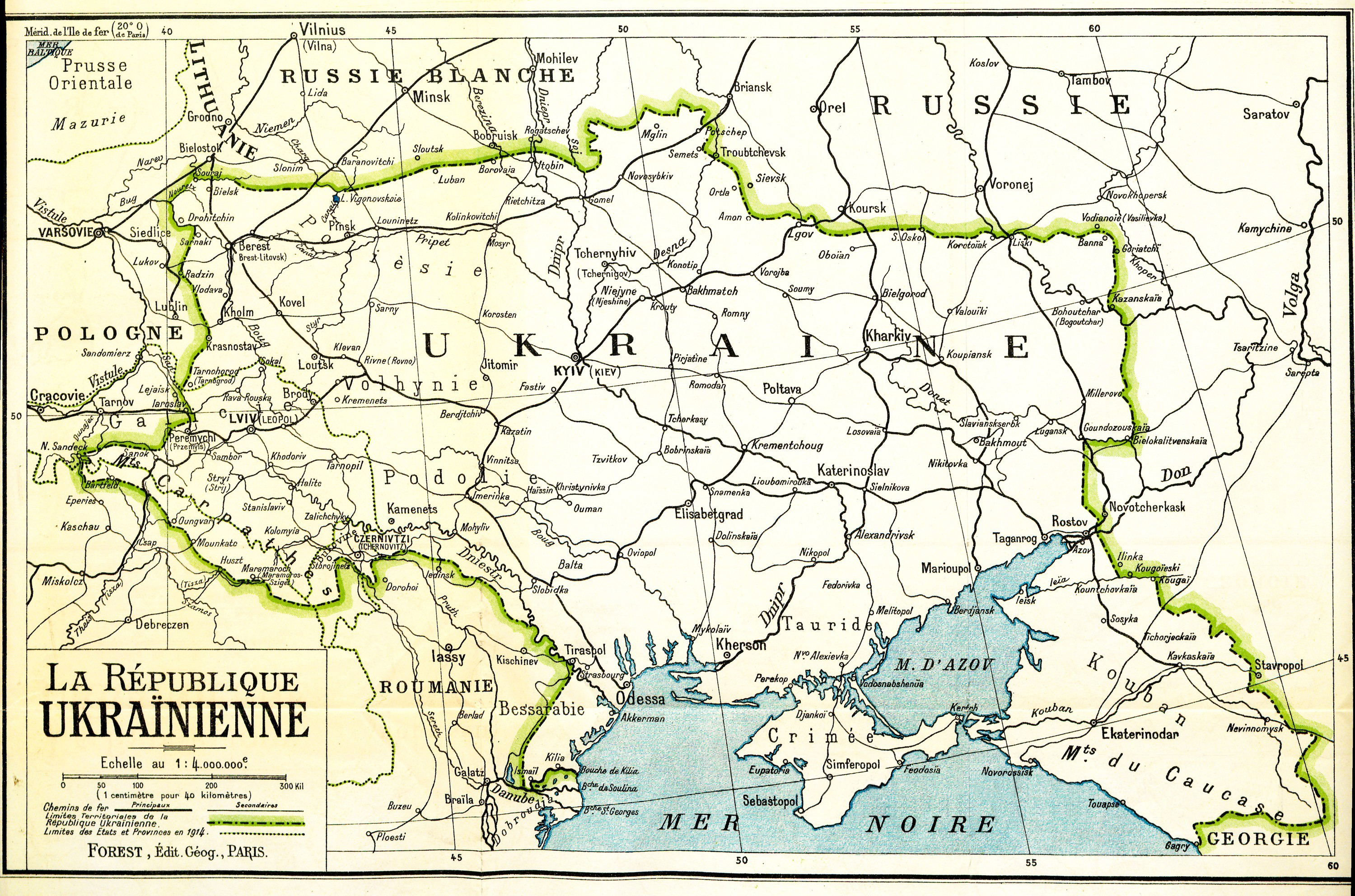
Karte der Ukraine für die Pariser Friedenskonferenz

### Russischer Bürgerkrieg in der Ukraine
1919 und 1920 war die Ukraine ein Hauptschauplatz des russischen Bürgerkriegs, der dort auch zu großen Opfern unter der Bevölkerung führte. Andreas Kappeler schätzt ihre Zahl auf 1,5 Millionen. Die Machtverhältnisse wechselten ständig, allein Kyjiw wurde in dieser Zeit neun Mal erobert, und es herrschte zunehmend Anarchie und Chaos.
Die Akteure in diesem Bürgerkrieg waren neben den Bolschewiki (Rote Armee) und Menschewiki (Weißen Garde), die national-ukrainischen Kräfte (das Direktorium), verschiedene Kosaken-Führer, die die ländliche Bevölkerung zu Aufständen und Revolten aufstachelten, sowie ausländische Kräfte, insbesondere Frankreich und Polen.

#### Menschewiki und Bolschewiki
Der Weißen Garde gelangen unter der Führung von General Denikin 1919 einige militärische Erfolge gegen die Rote Armee, so dass sie in diesem Jahr große Teile der Ukraine beherrschten. Die von Denikin errichtete Militärdiktatur unterstützte aber im Wesentlichen nur die russische Oberschicht. Die nationale Bewegung in der Ukraine lehnten die russisch-national ausgerichteten Menschewiki ab. Auch bei der ländlichen Bevölkerung fanden sie kaum Unterstützung, da die reaktionär ausgerichtete Agrarpolitik die Bauern abschreckte. Zudem brachten Beschlagnahmungen von Getreide zur Versorgung der Truppen die ländliche Bevölkerung gegen sie auf.
1920 hatten die Bolschewiki wieder die Oberhand und brachten das gesamte Territorium der östlichen Ukraine unter ihre Kontrolle. Die Bolschewiki verfügten über eine schlagkräftige und disziplinierte Armee, die auch zahlenmäßig den anderen Akteuren überlegen war. Unterstützt wurden sie vornehmlich von der vorwiegend russischen und jüdischen Bevölkerung in den Städten und industriellen Zentren der Ukraine, die auch der nationalen Bewegung eher kritisch gegenüber standen. Nachdem Beschlagnahmungen und Zwangskollektivierungen 1918 die ländliche Bevölkerung gegen die Bolschewiki aufgebracht hatten, setzte Lenin im Dezember 1919 eine gemäßigte Linie in Bezug auf die Einführung des Sozialismus durch. Die Bauern sollten ihr Land behalten dürfen und auch in Bezug auf die Sprache und Kultur sollte es Autonomie geben. Angesichts der chaotischen Zustände dürfte Ende 1920 ein Großteil der Bevölkerung der Ukraine die Herrschaft der Bolschewiki für das geringe Übel gehalten haben.

#### Das Direktorium unter Petljura
Bereits im Februar 1919 wurde das Direktorium von den Bolschewiki aus Kyjiw vertrieben und musste nach Westen (Podolien) ausweichen. Aufgrund seiner Erfahrungen als Militär gewann Symon Petljura an Einfluss und wird Regierungschef. Er versuchte die Verteidigung des kaum existierenden Staats zu organisieren, wobei es ihm jedoch nicht gelang, eine schlagkräftige Armee aufzubauen. Insbesondere die Kosaken-Hetmane und die ukrainischen Bauern waren dauerhaft nicht an die Nationalsstaatsidee unter der Führung des Direktoriums zu binden.
Nachdem es Petljura 1919 nicht gelungen war, mit eigenen Kräfte Kyjiw zu erobern, ging er 1920 ein Bündnis mit Polen ein. Er war deshalb gezwungen, den Verlust Galiziens an die gerade entstandene Zweite Polnische Republik zu akzeptieren, um gemeinsam mit der polnischen Armee gegen die Bolschewiki zu kämpfen. Diese Taktik stieß aber in der Westukraine auf wenig Verständnis, wo ein Jahr zuvor im polnisch-ukrainischen Krieg West-Ukrainer den polnischen Truppen unterlegen waren.
Nach einem kurzen Erfolg im Mai 1920 gelang es allerdings der Roten Armee, die polnisch-ukrainischen Truppen wieder zurückzudrängen. Zudem nutzte Lenin den polnischen Angriff für die Bolschewiki. Die Propaganda stilisierte die Rote Armee zum Verteidiger des russischen Vaterlandes, sodass auch russisch-nationale Kräfte sich der Roten Armee anschlossen.
Der wechselvolle Verlauf des polnisch-sowjetischen Kriegs kam mit dem Friedensvertrag von Riga am 18. März 1921 zu einem Abschluss. In ihm wurde die Aufteilung der ukrainischen Gebiete zwischen Polen und der Sowjetunion beschlossen, und die Gründung einer unabhängigen Ukraine war gescheitert. Im Oktober 1921 unternahm Petljuar noch einen letzten, verzweifelten Versuch mit militärischen Mitteln, einen ukrainischen Nationalstaat zu errichten, der aber schnell scheiterte.

#### Bauernaufstände und Pogrome gegen die jüdische Bevölkerung
Auf dem Land brachen bereits 1917 aber verstärkt 1918 spontane Bauernaufstände aus, die soziale Zielsetzungen, die Enteignung von Großgrundbesitzern und die Umverteilung des Landes, verfolgten. Es bildeten sich paramilitärische Verbände aus Kriegsveteranen, die das Dorf vor marodierenden Banden aber auch vor den Bürgerkriegsparteien schützen sollten, die ihre Versorgung durch Beschlagnahmungen von Getreide sicherstellten. In Südrussland und der Ukraine entstanden größere Verbände, die an die Tradition der Kosaken anknüpften. Teilweise schlossen sie sich den Bolschewiki an, verfolgten aber im Wesentlichen eigene Ziele und sorgten bei den Besatzern bzw. den Regierungen für erhebliche Schwierigkeiten.
Am bekanntesten ist die Machno-Bewegung des Anarchisten Nestor Machno, der im Süden der Ukraine eine mehrere zehntausend Männer starke Armee bildete. Er kämpfte zunächst gemeinsam mit den Bolschewiki gegen die Weiße Garde, wurde aber im Sommer 1921 von der Roten Armee geschlagen.
Unter dem Zusammenbruch der Ordnung hatte die jüdische Bevölkerung besonders zu leiden. Der weit verbreitete Antisemitismus führte 1919 und 1920 zu eine Reihe von Pogromen. Man schätzt, dass mindestens 40.000 Juden ermordet und eine größere Zahl verletzt, vertrieben und beraubt wurden. Laut Andreas Kappeler ist unbestritten, „dass sich daran in erster Linie Soldaten, Russen, Ukrainer und (in Galizien) Polen, beteiligten“. Insbesondere unter den Menschewiki war der Antisemitismus weit verbreitet. Die Verantwortung der ukrainischen Regierung und insbesondere Petljuras für die auch von seinen Soldaten verübten Pogrome ist in der Forschung umstritten.

„Obwohl die meisten Judenpogrome der Jahre 1919 und 1920 einerseits von den vorwiegend aus russischen Offizieren und Kosaken bestehenden weißen Truppen Denikins, unter denen der Antisemitismus verbreitet war, anderseits von autonomen ukrainischen Kampfgruppen und Bauern verübt wurden, ist die Regierung der Ukrainischen Volksrepublik deshalb nicht von jeder Verantwortung freizusprechen. Die Judenpogrome werfen einen Schatten auf die ukrainischen Befreiungsbewegung.“

Nach Krieg und Bürgerkrieg war die Lage der Bevölkerung in der Ukraine und anderswo im ehemaligen Russischen Reich katastrophal. Epidemien wie die Spanische Grippe, Typhus und Cholera breiteten sich aus. Die Wirtschaft war eingebrochen. Die Bauern hatten kaum einen Anreiz, mehr als für den Eigenbedarf zu produzieren. 1921 und 1922 kam es vor allem in den Gebieten östlich der Ukraine zu einer großen Hungersnot, die in Sowjetrussland insgesamt ca. fünf Millionen Tote forderte. Insgesamt geht Martin Aust von zehn Millionen Opfern des russischen Bürgerkriegs aus, die meisten davon Zivilisten.

### Ukrainische Sozialistische Sowjetrepublik bis 1941

Flagge der Ukrainischen SSR 1937–1949

Die Ukrainische Sozialistische Sowjetrepublik unterzeichnete am 29. Dezember 1922 zusammen mit der Weißrussischen, der Russischen und der Transkaukasischen Sozialistischen Föderativen Sowjetrepublik den Vertrag zur Gründung der Union der Sozialistischen Sowjetrepubliken (UdSSR) mit Moskau als Hauptstadt. In bewusster Abgrenzung zum Zarenreich war die UdSSR föderal organisiert und die Ukraine wurde erstmals als eigenständige Nation mit eigener Sprache und Kultur anerkannt. Die weitreichende Autonomie der Sowjetrepubliken bestand jedoch nur formal. In der Realität wurde die Politik durch die zentralistisch organisierte Kommunistischen All-Unionspartei beherrscht.
Die Grenzen der Sowjetrepubliken sollten sich an der Muttersprache der dort lebenden Bevölkerung ausrichten. Im Donezbecken und in Südrussland war dies aber kaum möglich, weil die Städte russisch und die Dörfer ukrainisch (aber auch deutsch, polnisch und russisch) geprägt waren. Im Jahr 1926 hatte die Ukrainische Sowjetrepublik 29 Millionen Einwohner, davon waren 80 Prozent Ukrainer, 9,2 Prozent Russen, 5,5 Prozent Juden, 1,6 Prozent Polen und 1,4 Prozent Deutsche. Hauptstadt war bis 1934 Charkiw, danach Kiew.

#### Kulturelle Autonomie und wirtschaftliche Erholung
Um die Loyalität der Nicht-Russen gegenüber der Herrschaft der Bolschewiki zu stärken, wurden in den Anfangsjahren der UdSSR mit der Politik der Korenisazija (Einwurzelung) die nicht-russischen Sprachen und Kulturen gefördert und zudem der Anteil von Nicht-Russen in Partei und Verwaltung erhöht. Die Kultur in der Ukraine wie auch in der UdSSR insgesamt erlebte in dieser Zeit bis Ende der 1920er Jahre eine gewisse Blüte. Ukrainisch wurde verpflichtendes Schulfach und offizielle Amtssprache, die Dominanz der russischen Sprache in den Städten zurückgedrängt.
Die Neue Ökonomische Politik, die Lenin 1921 in der Partei durchsetzte, ermöglichte es, dass die Bauern ihr Land behielten und die Kollektivierung der Landwirtschaft zurückgestellt wurde. Zudem wurden innerhalb bestimmter Grenzen privatwirtschaftliche Aktivitäten zugelassen, insbesondere um den Bedarf der Bevölkerung nach Konsumgütern zu decken. Durch die relativ liberale Politik gelang die Erholung der Wirtschaft nach den katastrophalen Auswirkungen des Bürgerkriegs relativ schnell. Bereits Mitte der 1920er Jahre erreichte die Produktion in Industrie und Landwirtschaft immerhin das Vorkriegsniveau.

#### Industrialisierung und Kollektivierung der Landwirtschaft
Energisch wurde nach planwirtschaftlichen Vorgaben die Industrialisierung der Sowjetunion vorangetrieben, wovon insbesondere der Südosten der Ukraine profitierte. Neben dem Abbau von Kohle und Eisenerz entstanden große Industriekomplexe, z. B. in Dnipro (u. a. Chemie), Donezk (u. a. Schwerindustrie, Kohlebergbau) und Charkiw (u. a. Flugzeuge).
Ende der 1920er Jahre änderte die Partei unter der Führung Josef Stalins ihren Kurs. An die Stelle der noch von Lenin durchgesetzten Neuen Ökonomischen Politik und der Korenisazija trat die „Revolution von oben“. Die Sowjetunion sollte in einen modernen Industriestaat verwandelt und die Gesellschaft im Sinne der sozialistischen Ideologie transformiert werden. Mit gewaltigem Einsatz von Arbeitskräften wurden Staudämme (wie das Djnepr-Kraftwerk) oder Schwerindustriekomplexe errichtet. Zur Finanzierung der aus dem Ausland importierten Industrieanlagen war die UdSSR auf den Export von Getreide angewiesen. Zudem musste die Lebensmittelversorgung der Arbeiter in den Städten, die ein erhebliches Bevölkerungswachstum aufwiesen, verbessert werden. Gemäß der sozialistischen Ideologie, aber auch in der Hoffnung, dadurch die Produktivität der Landwirtschaft zu steigern, sollten die Bauern sich in Kolchosen zusammenschließen und das Land verstaatlicht werden. In der Praxis war die Kollektivierung der Landwirtschaft ein großer wirtschaftlicher Misserfolg und führte neben dem Rückgang der landwirtschaftlichen Erträge zu großen Widerständen auf dem Land.
Ab 1929 wurden Parteifunktionäre aus den Städten in die Dörfer geschickt, um die Kollektivierung dort durchzusetzen. Diese stieß in der Ukraine auf besonders erbitterten Widerstand, da die bäuerliche Wirtschafts- und Lebensweise innerhalb der Dorfgemeinschaft dort eine lange Tradition hatte. Anfangs richteten sich die Zwangsmaßnahmen vor allem gegen wohlhabende Bauern, später wurden alle, die sich weigerten einer Kolchose beizutreten, als Kulak diffamiert, enteignet, umgebracht oder in den Osten der UdSSR deportiert. Neben der Entkulakisierung wurde auch die orthodoxe Kirche bekämpft, die besonders auf dem Land fest verankert war. Die Zwangskollektivierung, die 1936 abgeschlossen war, und die sich daran anschließende Hungersnot zerstörten die bisher in der Ukraine vorherrschende bäuerliche Kultur.

#### Hungersnot (Holodomor) und Stalin-Terror
Die Dorfgemeinschaften bzw. Kolchosen waren verpflichtet, einen bestimmten Teil der Ernte an den Staat abzutreten. Nach einer relativ guten Ernte 1930 folgte in der Ukraine 1931 und 1932 eine Dürre mit geringen Ernteerträgen. Die Abgabequoten wurden aber nicht der schlechten Ernte angepasst. Als ein Rückgang der Getreideabgabe die Versorgung der Industriearbeiter und die Getreideexporte in Gefahr brachte, reagierte die Führung in Moskau mit Zwangsmaßnahmen. Rücksichtslos wurden die Ernteerträge auf dem Land beschlagnahmt, sodass den Bauern weder Vorräte für die eigene Versorgung noch Saatgut für das nächste Jahr blieben.
Die Folge war eine Hungersnot unter der Bevölkerung auf dem Land im Süden der UdSSR von 1932 bis 1933. Die Ukraine war von dem Holodomor, wie diese Hungersnot dort genannt wird, besonders stark betroffen. Die Angaben zu den Opferzahlen variieren in älteren Darstellungen erheblich, inzwischen gibt es einen gewissen Konsens: Insgesamt geht man von sechs bis sieben Millionen Hungertoten in der UdSSR aus. Für die Ukraine gibt die Forschung 3,5 bis 3,9 Millionen Tote an, was in etwa der Hälfte der Gesamtopferzahl entspricht und überproportional im Verhältnis zur Gesamtbevölkerung in der UdSSR ist. Die meisten Opfer hatte die Ukraine 1933 zu verzeichnen.
In der Ukraine gilt der Holodomor heute als Genozid, wobei die Verwendung des Begriffs in der Forschung umstritten ist. Unstrittig ist, dass die Führung in Moskau und insbesondere Josef Stalin verantwortlich für die Hungersnot waren. Das Scheitern der Agrarpolitik wurde ignoriert, der Export von Getreide ins Ausland fortgesetzt und die Landbevölkerung in der Ukraine 1933 am Verlassen der Hungergebiete gehindert. Stalin hegte großes Misstrauen gegenüber den ukrainischen Bauern und der ukrainischen Nationalbewegung. Andreas Kappeler hält es für denkbar, dass „er die Gelegenheit nutzte, um [die Ukrainer] durch den künstlich herbeigeführten Hunger nachhaltig zu schwächen. Ein Genozid im Sinne einer Ausrottung der Ukrainer war aber wohl nicht intendiert“.
1931 änderte die Partei ihre Linie in Bezug auf die nationale Autonomie. An die Stelle der Korenisazija und der Förderung der nicht-russischen Kulturen trat der Sowjetpatriotismus und ein Kult um den Staatsführer Josef Stalin. Dieser knüpfte damit an den Nationalismus des Zarenreich an und propagierte wieder die Vorherrschaft der Russen innerhalb der sowjetischen Völkerfamilie. Strömungen innerhalb der Partei gegen den Zentralismus und für nationale Autonomie wurden nun entschieden bekämpft. 1933 begann eine Säuberungswelle unter der ukrainischen Elite, bei der große Teile der Parteiführung auf nationaler, regionaler und lokaler Ebene ausgetauscht und häufig durch russische Parteikader ersetzt wurden. Der Große Terror traf alle Regionen in der UdSSR gleichermaßen. In der Ukraine begann dieser zwar erst 1937/1938, führte aber zur Verhaftung von 270.000 Personen. Die Hälfte von ihnen wurde auf Befehl Stalins hingerichtet.
Die Entwicklung einer eigenständigen Kultur war in der Ukraine in den 1930er Jahren wieder rückgängig gemacht worden. Die Landbevölkerung war durch den Hunger demoralisiert und dezimiert, die politische, kulturelle und wirtschaftliche Elite war umgebracht oder in Straflager deportiert und die sprachliche und kulturelle Autonomie wieder eingeschränkt worden.

#### Ukrainer außerhalb der UdSSR
Nach dem Ersten Weltkrieg lebten außerhalb der UdSSR ukrainische Minderheiten in Polen (Galizien und das westliche Wolhynien), in der Tschechoslowakei (Transkarpatien) und Rumänien (Bukowina).
Polen hatte im Minderheitenschutzvertag den Ukrainern dort kulturelle Autonomie zugesagt, die allerdings nicht umgesetzt wurde. Die polnischen Regierungen verfolgten in Galizien (mit unterschiedlicher Intensität) eine Politik der Polonisierung, die die ukrainischsprachige Bevölkerung benachteiligte. Zudem war die Region wirtschaftlich abgehängt, sodass viele Ukrainer und Juden von dort auswanderten. Allerdings blieben ukrainische Parteien sowie die griechisch-katholische Kirche erlaubt, obwohl die Zweite Polnische Republik autoritäre Züge annahm und seit 1926 von Militärs regiert wurde. Viele ukrainische Organisationen versuchten mit friedlichen Mitteln die kulturelle Autonomie der ukrainischsprachigen Bevölkerung innerhalb des polnischen Staates zu verbessern und schickten beispielsweise Abgeordnete in das Parlament.
Gegen diese kompromissbereite Politik wendete sich die Organisation Ukrainische Nationalisten (OUN), die als Partei 1929 in Galizien gegründet wurde, und einen radikalen Nationalismus vertrat. Sie übernahm konspiratorische Strukturen und terroristische Taktiken aus der Zeit des Unabhängigkeitskampfes und erklärte die Schaffung der ukrainischen Nation zur obersten Priorität. Mit der Ermordung des polnischen Innenministers Bronisław Pieracki 1934, der Verhaftung von Stepan Bandera, der zum Führungskader der OUN gehörte und dem eine Beteiligung am Attentat angelastet wurde, und seinem sich daran anschließenden Prozess erlangte die Gruppe Bekanntheit auch über Polen hinaus und konnte unter der ukrainischen Jugend viele Mitglieder gewinnen.

#### Ausbruch des 2. Weltkriegs und der Hitler-Stalin-Pakt
Nach dem deutschen Überfall auf Polen am 1. September 1939 wurde gemäß den geheimen Vereinbarungen des Hitler-Stalin-Pakts vom 23. August 1939 ab dem 17. September 1939 die Besetzung Ostpolens durch die Sowjetunion durchgeführt; die sowjetische Propaganda sprach allerdings von der Verteidigung der ukrainischen und belarussischen Völker.
Galizien und Wolhynien wurden in die Ukrainische Sowjetrepublik eingegliedert. Amtssprache auch an Schulen und Universitäten wurde das Ukrainische. Während die Ukrainer nun Aufgaben in Bildung und Verwaltung übernahmen, erlitt die polnische Bevölkerung Repressionen. Obwohl die sowjetischen Machthaber die ukrainische Kultur förderten, wurden nationalistische Tendenzen entschieden bekämpft. Die Kirche wurde enteignet und verfolgt, Kämpfer der OUN mussten fliehen und selbst Mitglieder der westukrainischen Kommunistischen Partei und Führungskader gerieten in den Verdacht nationalistischer Umtriebe. 1940 begann der NKWD mit Massenverhaftungen und Deportationen vor allem unter der polnischen Bevölkerung. Bis 1941 wurden 1,25 Millionen Menschen aus der Ukraine in den Osten der UdSSR deportiert, nicht wenige kamen dabei um.

### Deutsche Besetzung 1941–1944

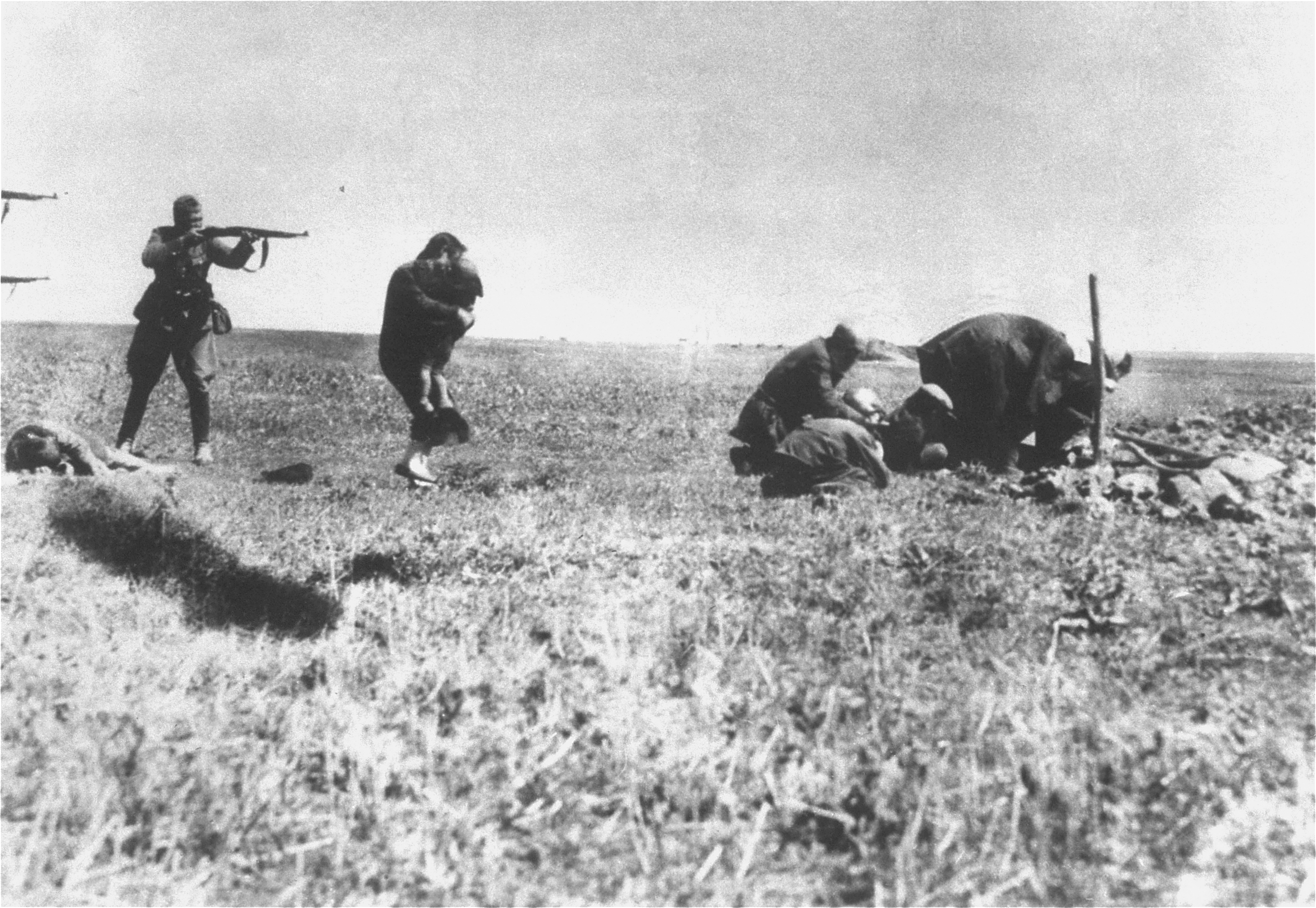
Iwanhorod-Einsatzgruppen-Fotografie: Erschießung durch SS-Einsatzgruppe, Iwanhorod 1942

Im Juni 1941 führte der deutsche Überfall auf die Sowjetunion zunächst in diejenigen Gebiete, welche diese erst 1939 von Polen annektiert hatte. Sowjetische Behörden, Industrieunternehmen und Spezialisten wurden evakuiert, insgesamt 3 Millionen Menschen. So viel Infrastruktur wie möglich wurde zerstört, tausende politische Gefangene wurden vom NKVD ermordet. Deutscherseits kam es schon in den ersten Tagen zu Pogromen gegen die jüdische Bevölkerung, angeleitet teilweise durch Himmlers SS-Verbände und (mit-)ausgeübt durch ukrainische und polnische Bewohner. SS-Einsatzgruppen begannen unterstützt von der Wehrmacht systematisch Juden in großer Zahl zu ermorden. Anfangs fanden die deutschen Truppen in der Ukraine etliche Unterstützer gegen die Sowjetmacht, was sich infolge der menschenverachtenden nationalsozialistischen Besatzungspolitik aber änderte, denn in der NS-Ideologie galten Ukrainer und auch alle anderen Slawen als „Untermenschen“. Von der Organisation Ukrainischer Nationalisten (OUN) wurde kurz nach der Annexion durch Deutschland am 30. Juni 1941 in Lemberg ein eigenständiger ukrainischer Staat proklamiert, welcher sich als gleichberechtigter Bündnispartner Hitlers verstand, was der NS-Staat aber nicht akzeptierte. Im Gegenteil: Die Anführer der OUN wurden verhaftet und in die Konzentrationslager Ravensbrück und Sachsenhausen deportiert.

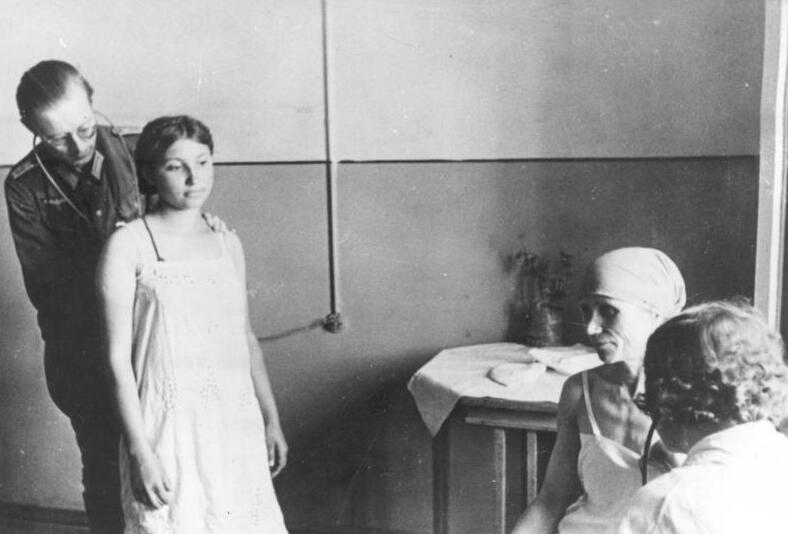
Musterung einer Ost-Arbeiterin, Kramatorsk 1942

Während der deutschen Besetzung im Zweiten Weltkrieg stand das Land als „Reichskommissariat Ukraine“ zum größeren Teil unter deutscher Zivilverwaltung. Die Ukraine war neben den baltischen Staaten und Belarus einer der Hauptschauplätze des Zweiten Weltkrieges. Die Kämpfe von deutschen Wehrmacht- und Waffen-SS-Verbänden mit der Roten Armee und mit Partisanen verursachten in der Ukraine fünf bis sieben Millionen Tote, die Städte und die Wirtschaft wurden fast völlig zerstört. Der Plan Hitlers und der Parteiführung war, im Verlauf der kommenden 20 Jahre nach 1941 in der Ukraine 20 Millionen Deutsche anzusiedeln, zuvor sollte die Ukraine als Kolonie dienen und rücksichtslos ausgeplündert werden. Seit dem Winter 1941/42 wurden trotz hungernder ukrainischer Bevölkerung Fleisch, Milch und Getreide für die deutschen Truppen „requiriert“, die selbst wegen großer Transportschwierigkeiten infolge der Partisanenaktivitäten unter mangelnder Versorgung litten. Es entstanden hohe Verluste wegen unzureichender Winterkleidung. Nur noch 30 Prozent der als Existenzminimum geltenden Lebensmittelmenge war ab Dezember 1941 für die Einwohner Kiews verfügbar. Über eine Million Ukrainer wurden zur NS-Zwangsarbeit deportiert. Vor Verschleppung, Erschießungen (wegen Sabotageaktivitäten) und Deportation durch Sondereinheiten der SS konnten sich viele nur durch Flucht zu Partisanenverbänden retten. Alle ukrainischen Organisationen wurden zwangsweise durch das „Reichskommissariat“ aufgelöst, selbst alle Sportvereine und das ukrainische Rote Kreuz. Ab Anfang 1942 wurden sämtliche Schulen und Schulklassen oberhalb der vierten Klasse durch das „Reichskommissariat“ geschlossen. Ukrainische Bücher und Zeitschriften wurden nicht mehr zum Druck zugelassen, einige wenige noch erlaubte Zeitungen wurden streng zensiert. Als Reaktion auf Aktivitäten von Partisanen wurden Geiseln massenhaft in der Öffentlichkeit erschossen und etwa 250 Ortschaften vollständig zerstört.
Die Ukraine und Ostpolen waren die Gebiete, in denen die meisten Menschen dem Holocaust an Juden, Sinti und Roma zum Opfer fielen. Zunächst wurden nach dem Abzug der Roten Armee in vielen Gebieten der Ukraine von ukrainischen Nationalisten Massaker und Pogrome an Juden verübt. Mit dem Einmarsch der SS-Einsatzgruppen begannen die massenhaften Erschießungen von Juden. Das bekannteste dieser Massaker fand am 29. und 30. September 1941 in Babyn Jar bei Kiew statt, wo mehr als 33.000 jüdische Kiewer ermordet wurden, gefolgt von weiteren regelmäßigen Massenerschießungen mit weiteren etwa 70.000 Toten. Darüber hinaus wurden alle kommunistischen Zivilisten und KPdSU-Mitglieder erschossen, derer man habhaft werden konnte. In der Ukraine legten Himmlers Sondereinheiten der SS etwa 180 Lager an, in denen etwa 1,4 Mio. Gefangene ermordet wurden. Zahlreiche Massengräber in der Ukraine bargen von Stalins Geheimdienst GPU ermordete Ukrainer.
Auf der anderen Seite begrüßten – zumindest in der Anfangszeit der deutschen Besetzung – viele Menschen in der Ukraine die deutschen Truppen als Befreier. Nach dem Terror des stalinistischen Holodomor erhofften sich viele Ukrainer und Ukrainerinnen einen souveränen Staat oder wenigstens eine gewisse Autonomie. Etwa 300.000 ukrainische Soldaten kämpften auf deutscher Seite. Der größte militärische Verband war hierbei die Ukrainische Befreiungsarmee.

### Kämpfe gegen die Sowjetherrschaft und gegen Polen 1943–1947

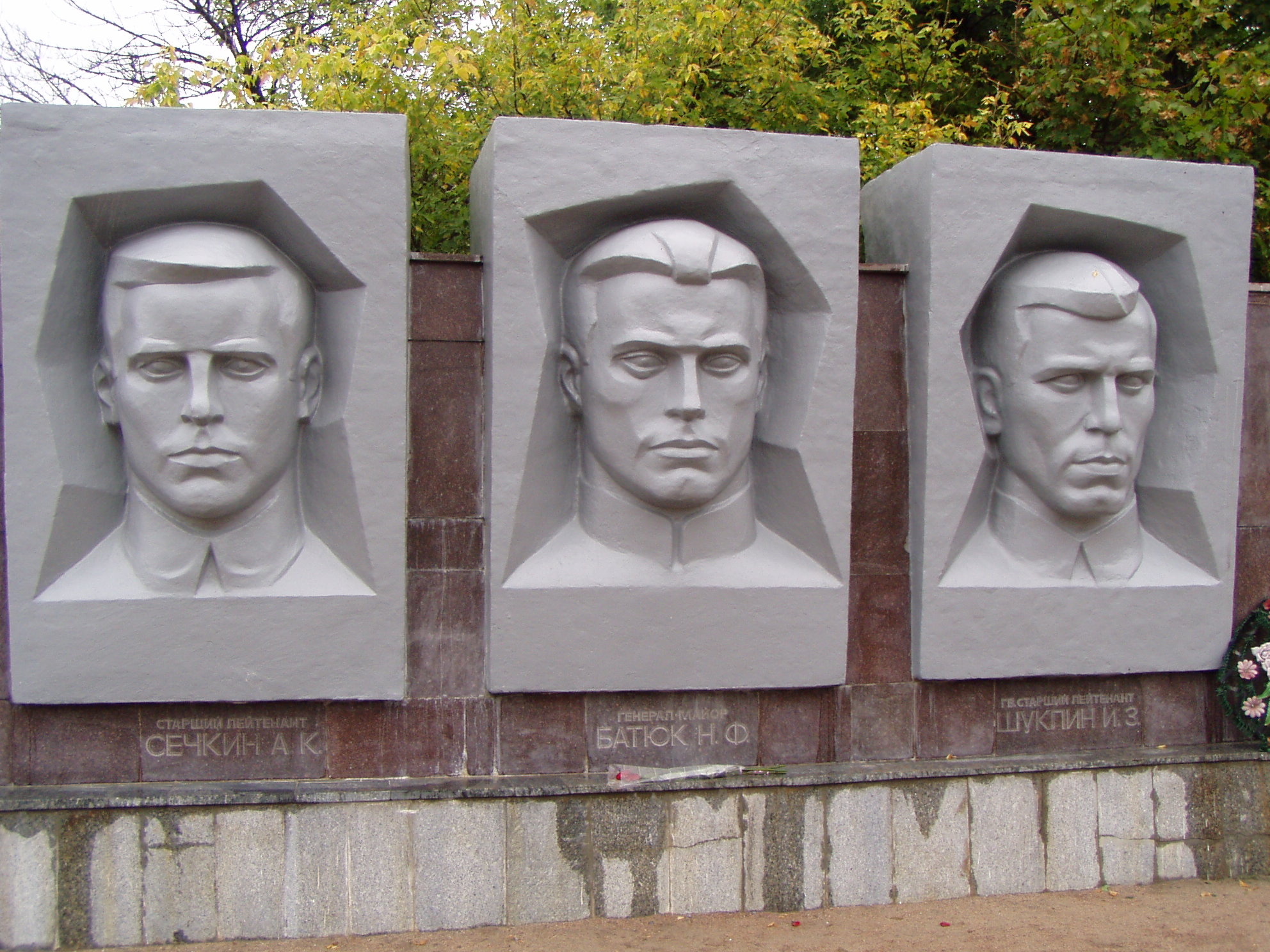
Denkmal zur Erinnerung an die Befreiung von 1943 in Swjatogorsk (Oblast Donezk)

Zwischen 1943 und 1947 tobte nicht nur ein Partisanenkrieg gegen die deutschen Okkupanten, sondern gab es auch eine starke nationalistische Unabhängigkeitsbewegung (ukrainische Aufständischenarmee: Ukrajinska Powstanska Armija UPA) gegen die Sowjetherrschaft, die vom NKWD niedergeschlagen wurde. Aber auch die polnische Bevölkerung der heutigen Westukraine wurde zum Angriffsobjekt der UPA. Insbesondere in den Ostkarpaten und in Wolhynien wurden 1944 weit über 100.000 Polen Opfer von Massenerschießungen durch die UPA. Da nach Kriegsende die ukrainischen Nationalisten einen Krieg gegen die Sowjetarmee begannen, wurden rund 300.000 Ukrainer nach Sibirien umgesiedelt.

### Ukrainische Sozialistische Sowjetrepublik seit 1944

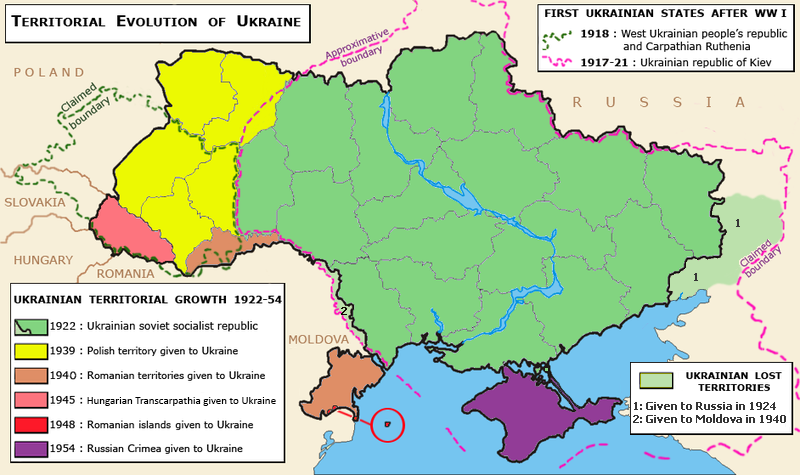
Die territoriale Entwicklung der Ukrainischen Sowjetrepublik

Danach wurde die Ukrainische Sozialistische Sowjetrepublik (USSR) als Unionsrepublik der Sowjetunion wiederhergestellt.

#### Ausdehnung des Staatsterritoriums
Nach dem Sieg der Anti-Hitler-Koalition im Zweiten Weltkrieg und auf den Kriegs- und Nachkriegskonferenzen (Teheran-Konferenz November 1943, Konferenz von Jalta Februar 1945 und Konferenz von Potsdam Juli/August 1945) gefassten Beschlüssen der Alliierten wurden von der Sowjetunion bzw. der Ukrainischen SSR dauerhaft jene westlich und südwestlich ihrer ursprünglichen Grenzen gelegenen Gebiete einbehalten, die zunächst nach Vereinbarungen des Hitler-Stalin-Pakts, dann im Verlauf des Krieges von der Roten Armee militärisch eingenommen worden waren.
Die Grenzen der Ukraine wurden damit zu Lasten Polens, Rumäniens und der Tschechoslowakei weit nach Westen und Südwesten vorgeschoben.
Die sowjetische Politik zielte darauf ab, die in den Friedensverträgen von Brest-Litowsk 1918 und Riga 1921 von Russland erzwungenen Gebietsabtretungen rückgängig zu machen, die zahlreichen Minoritätenprobleme durch Umsiedlungsaktionen in Zukunft auszuschalten und durch eine hegemoniale Rolle in Ost- und Mitteleuropa eine sowjetfreundliche Orientierung dieser Regionen zu garantieren, um so den sowjetischen Sicherheitsinteressen gerecht zu werden.
1924 wurden die Okrug Shakyty und Taganrog von der Ukrainischen Sowjetrepublik der Russischen Sowjetrepublik abgetreten.

##### Verschiebung der Grenzen Polens
Nach dem Angriff Hitler-Deutschlands auf Polen am 1. September 1939 waren in Übereinstimmung mit einem geheimen Zusatzprotokoll des am 23. August 1939 unterzeichneten deutsch-sowjetischen Nichtangriffspakts die ostpolnischen Gebiete ab 17. September 1939 durch die Sowjetunion militärisch besetzt worden. Im Deutsch-Sowjetischen Grenz- und Freundschaftsvertrag vom 28. September 1939 wurde der genaue/korrigierte Grenzverlauf zwischen Hitler-Deutschland und der Sowjetunion festgelegt, der in etwa der am Nationalitätenprinzip orientierten Curzon-A-Linie von 1920 entsprach.
Ost-Galizien und Wolhynien (südlicher Teil der sogenannten Kresy) fielen nach diesen vertraglichen Regelungen dabei der Ukrainischen SSR zu. Nach dem Ende des Zweiten Weltkriegs verblieben diese Gebiete – im Zuge der Westverschiebung Polens – weiterhin im Machtbereich der Sowjetunion bzw. der Ukrainischen SSR. (s. auch Art. Vierte Teilung Polens). Der Grenzverlauf zwischen der Sowjetunion und Polen entsprach dabei fast genau der Linie, die zwischen der Sowjetunion und Hitler-Deutschland im Hitler-Stalin-Pakt bzw. im Deutsch-Sowjetischen Grenz- und Freundschaftsvertrag vereinbart worden war.
Bereits Juli 1944 hatte sich in Moskau das kommunistische „Polnische Komitee der Nationalen Befreiung“ (Polski Komitet Wyzwolenia Narodowego – PKWN) (oder auch: Lubliner Komitee) in Opposition zur Londoner Exilregierung konstituiert.
Das Lubliner Komitee sollte die Macht ergreifen, sobald die Rote Armee die Curzon-Linie überschreiten würde. Dies geschah in Lublin am 22. Juli 1944. Im Januar 1945 wurde das Komitee von der Sowjetunion offiziell als provisorische polnische Regierung anerkannt. Das Lubliner Komitee schloss am 27. Juli 1944 mit der Sowjetunion einen (Geheim-)Vertrag über die Abtretung der Gebiete östlich der Curzon-Linie. Am 16. August 1945 folgte ein Grenzvertrag mit der Sowjetunion, der die Westverschiebung Polens und den gegenseitigen Bevölkerungsaustausch regelte.
Anfang (9.) September 1944 schloss das Lubliner Komitee Umsiedlungsverträge mit den Regierungen der angrenzenden Sowjetrepubliken Ukraine, Weißrussland und Litauen. Diese Verträge regelten die Fragen der Umsiedlung der polnischen Bevölkerung nach Westen und die der Ukrainer, Weißrussen und Litauer nach Osten.
Aufgrund dieser Regelungen verloren bis Ende 1948 rund 1.200.000 Polen aus den ehemaligen polnischen Ostgebieten ihre Heimat. Viele dieser Menschen fanden in Folge in den ehemals deutschen Gebieten Pommern, Schlesien und im südlichen Ostpreußen ein neues Zuhause. Bis Mitte 1946 wurden etwa 482.000 Ukrainer aus Polen in die Ukraine abgeschoben.
Darüber hinaus wurden im Sommer 1947 in der sogenannten „Aktion Weichsel“ (polnisch: Akcja „Wisła“) 140.575 Ukrainer in die Oder-Neiße-Gebiete gebracht und dort verstreut angesiedelt.

##### Verschiebung der Grenzen Rumäniens
Nach dem Ende des deutschen Westfeldzugs und Unterzeichnung des Waffenstillstands von Compiègne am 22. Juni 1940 sah die Sowjetunion den Zeitpunkt gekommen, das zu diesem Zeitpunkt noch zu Rumänien gehörende Bessarabien, die nördliche Bukowina und das Herza-Gebiet zu annektieren. Am 28. Juni 1940 besetzte die Rote Armee diese Territorien. Wie in einem geheimen Zusatzprotokoll des Hitler-Stalin-Pakts vom 24. August 1939 abgesprochen, wurde dieses Vorgehen von Hitler-Deutschland geduldet.
In der Folge zerteilte die Sowjetunion am 2. August 1940 Bessarabien und bildete aus dem größten (mittleren) Teil des Gebietes – unter Hinzuziehung der östlich des Dnister gelegenen Moldauische Autonome Sozialistische Sowjetrepublik (MASSR) – die Moldauische Sozialistische Sowjetrepublik (MSSR). Der Süden Bessarabiens (der Budschak/derzeit Teil der Oblast Odessa) sowie nördliche Teile (Gebiet um die Stadt Chotyn (Hotin)/Oblast Tscherniwzi) wurde der Ukraine (zu diesem Zeitpunkt Ukrainische Sozialistische Sowjetrepublik) zugeschlagen.
1941 – nach dem Angriff Hitler-Deutschlands auf die Sowjetunion – eroberten rumänische Truppen diese Gebiete zunächst wieder zurück, um sie im Mai 1944 erneut an die Rote Armee zu verlieren. Durch die Unterzeichnung der Pariser Friedensverträge am 10. Februar 1947 wurden von Rumänien die neuen Grenzverläufe akzeptiert. Seitdem gehören die nördlichen und südlichen Gebiete des ehemaligen Bessarabien, der nördliche Teil der Bukowina, das Herza-Gebiet zur Sowjetunion bzw. zur Ukraine. In einem Geheimprotokoll von 1948 verzichtete Rumänien auf die Schlangeninsel, die der Ukrainischen Sowjetrepublik angeschlossen wurde.

##### Weitere Grenzverschiebungen
Auch der östliche Teil der Tschechoslowakei, die Karpatoukraine, die nach 1938 von Ungarn annektiert worden war, fiel nach dem Zweiten Weltkrieg an die Ukrainische Sowjetrepublik.
1954 kam die Autonome Sozialistische Sowjetrepublik Krim durch einen Beschluss des Obersten Sowjets an die Ukraine.
Die Ukrainische SSR gehörte mit der Weißrussischen Sozialistischen Sowjetrepublik im April 1945 zu den Gründungsmitgliedern der Vereinten Nationen. Stalin hatte für die Sowjetunion 16 Sitze in der UN gefordert, musste sich dann letztlich mit Sitzen für die Ukraine und Weißrussland neben der UdSSR zufriedengeben. In Kiew und Minsk wurden eigene Außenministerien gegründet. 1948–1949 und 1984–1985 war sie nichtständiges Mitglied im Sicherheitsrat der Vereinten Nationen.

Flagge der Ukrainischen Sozialistischen Sowjetrepublik 1949–1991

#### Nuklearkatastrophe von Tschernobyl 1986
Am 26. April 1986 kam es zur Nuklearkatastrophe im Kernkraftwerk Tschernobyl nahe der nordukrainischen Stadt Prypjat. Dabei wurde 50 Millionen Curie Strahlung in die Atmosphäre freigesetzt, rund 50.000 Quadratkilometer Land alleine in der Ukraine kontaminiert, was etwa 3 Millionen Menschen direkt betraf. Der Unfall verstärkte die Unzufriedenheit mit Moskau und seiner Politik über Partei- und Gesellschaftsschichten hinweg und führte zur Entstehung einer ökologischen Bewegung, die zu einer der ersten Formen der nationalen Mobilisierung während der Gorbatschow-Jahre wurde.

#### Ukrainische Nationalbewegung und Erklärung der Unabhängigkeit
In Galizien wurden bereits 1987 erste Regungen einer ukrainischen Nationalbewegung sichtbar. Geistliche und Laien setzten sich für eine Rückgabe der Kirchen an die Ukrainische griechisch-katholische Kirche ein, die als unierte Kirche dem Papst unterstand. Die Russisch-Orthodoxe Kirche bekämpfte diese Bestrebungen. Ende 1989 wurde die Ukrainisch-Katholische Kirche nach einem Besuch Gorbatschows im Vatikan wieder zugelassen, ihr Oberhaupt, Kardinal Ljubacivs'kyj, kehrte 1991 aus dem römischen Exil nach Lemberg zurück.
Am 10. September 1989 wurde nach längerer Vorbereitung und nach Beendigung der Verhinderungsversuche durch die Behörden in Kiew die ukrainische Volksbewegung Narodnyj Ruch Ukrajiny (»Volksbewegung der Ukraine für die Perestrojka«) gegründet. Die Delegierten forderten die nationale und wirtschaftliche Souveränität der Ukraine innerhalb einer sowjetischen Konföderation, einen verbesserten Status der ukrainischen Sprache und mehr Rechte für die christlichen Kirchen neben der russisch-orthodoxen Kirche. Im Januar 1990 bildeten 400.000 Menschen eine Menschenkette von Kiew nach Lwiw, um der Vereinigung der Westukrainischen mit der Ukrainischen Volksrepublik 1919 zu gedenken; die blau-gelbe Fahne erschien vermehrt in der Öffentlichkeit. Zum Jahresbeginn war das Ukrainische zur Staatssprache erhoben worden.
Bei den Wahlen zum Obersten Sowjet am 4. März 1990 in der Ukrainischen SSR erreichte die Kommunistische Partei der Ukraine etwas mehr als 70 % der Parlamentsmandate. Wolodymyr Iwaschko wurde zunächst zum Parlamentsvorsitzenden gewählt, musste dieses Amt jedoch niederlegen, als er im Juli 1990 auf dem XXVIII. Parteitag der Kommunistischen Partei der Sowjetunion in das neugeschaffene Amt des Stellvertretenden Generalsekretärs der Partei gewählt wurde. Sein Nachfolger wurde Stanislaw Hurenko (1938–2013). Er plädierte als KP-Vorsitzender für die „nationale Souveränität“ der Ukraine und für eine „geistige Wiedergeburt“ des Landes, allerdings wollte er einen Austritt des Landes aus der Sowjetunion verhindern.
Der Oberste Sowjet der Ukraine gab am 16. Juli 1990 mit 355 gegen 4 Stimmen eine Souveränitätserklärung ab, mit der die Gesetze der ukrainischen Sowjetrepublik über die der Sowjetunion gestellt wurden und „verkündet feierlich ihre Absicht, in Zukunft ein dauerhaft neutraler Staat zu werden, sich nicht an Militärblöcken zu beteiligen und sich an die drei nichtnuklearen Grundsätze zu halten: keine Atomwaffen anzunehmen, herzustellen oder zu erwerben“.
Ausgelöst durch die Wahlen zum Obersten Sowjet der Ukrainischen SSR im März 1990 fanden vom 2. bis zum 17. Oktober auf dem Majdan Nesaleschnosti die als Revolution auf Granit bekannt gewordenen Proteste mit bis zu 100.000 Teilnehmern statt; diese führten unter anderem zum Rücktritt von Witalij Massol als Vorsitzenden des Ministerrates der Ukrainischen SSR. Am 23. Oktober 1990 übernahm Witold Fokin kommissarisch die Geschäfte des Vorsitzenden des Ministerrats der Ukraine und wurde am 14. November 1990 in diesem Amt bestätigt. Am 19. November 1990 unterzeichneten Leonid Krawtschuk und Boris Jelzin einen Freundschaftsvertrag und damit die gegenseitige Anerkennung der staatlichen Souveränität.

## Erneute Unabhängigkeit

Die Flagge der Ukraine seit 28. Januar 1992

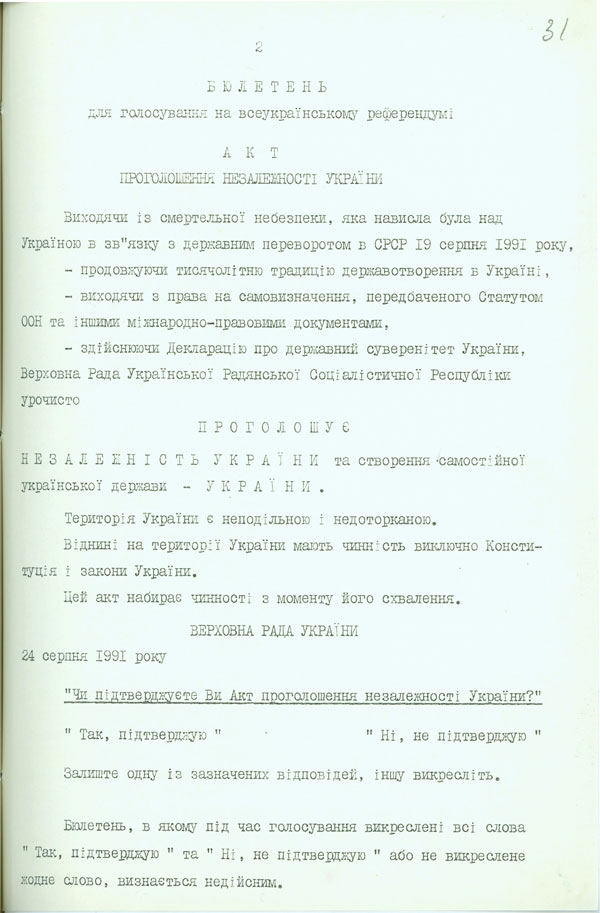
Die Unabhängigkeitserklärung der Ukraine am 19. August 1991

Unabhängigkeitsbestrebungen, die die ganze Zeit existierten und ihr Zentrum in der Westukraine in Lwiw hatten, führten nach der Perestroika 1991 im Zuge der Auflösung der Sowjetunion zur erneuten staatlichen Unabhängigkeit der Ukraine.
Unter dem Eindruck des gescheiterten Augustputschs in Moskau verabschiedete die Werchowna Rada drei Tage später am 24. August 1991 eine formale Unabhängigkeitserklärung der Ukraine.
Am 22. Oktober 1991 beschloss der Oberste Sowjet der Ukraine ein Gesetz zur Bildung eigener ukrainischer Streitkräfte im Umfang von rund 420.000 Soldaten sowie eine Nationalgarde von 30.000 Soldaten. Drei Tage später erfolgte auch die Zustimmung zu umfangreichen Wirtschaftsreformen, die die Privatisierung von Grundeigentum, die Preisfreigabe sowie eine Boden- und Finanzreform vorsahen.
Am 1. Dezember 1991 entschieden sich die Ukrainer in einem Referendum über die Unabhängigkeit der Ukraine mit 90,3 % der abgegebenen Stimmen dafür. Auf der Krim stimmten auch über die Hälfte der Bewohner für die Unabhängigkeit. Bei der ersten Direktwahl des Präsidenten der Ukraine mit einer Wahlbeteiligung von 84 % setzte sich Leonid Krawtschuk mit 61,6 % der Stimmen gegenüber Wjatscheslaw Tschornowil mit 23,2 % durch.
Am 5. Dezember 1991 wurde schließlich von dem ukrainischen Parlament der Vertrag über die Bildung der Sowjetunion aus dem Jahr 1922 gekündigt, allerdings beschloss die ukrainische Staatsführung bereits drei Tage später gemeinsam mit Russland und Belarus die Gründung der Gemeinschaft Unabhängiger Staaten.

### Territorium der Ukraine
Mit der Unabhängigkeit stellte sich die Frage nach den Staatsgrenzen der Ukraine.

#### Grenze zu Russland
Am 2. Dezember 1991 erfolgte die Anerkennung der Ukraine durch Russland. Ihre Grenze zu Russland wurde im russisch-ukrainischen Freundschaftsvertrag vom 31. Mai 1997 festgeschrieben. Der Vertrag trat am 1. April 1999 in Kraft. Mit dem Freundschaftsvertrag wurden auch weitere Verträge über die Stadt Sewastopol abgeschlossen, die deren Status regelten. Sie bestätigten die Souveränität der Ukraine über die Stadt und den Hafen und garantierte zugleich Russland das Recht, dort für mindestens weitere 20 Jahre einen Marinehafen zu betreiben. Mit der Unterzeichnung des Freundschaftsvertrags verzichtete Russland auf alle territorialen Forderungen bezüglich der Krim einschließlich Sewastopols. Der Vertrag hatte eine Laufzeit von zunächst zehn Jahren; diese verlängerte sich aber automatisch, da der Vertrag nie gekündigt wurde.

#### Grenze zu Rumänien
Im Westen der Ukraine war die Grenze zu Rumänien bis 1997 strittig. Dabei ging es um die Zugehörigkeit des südlichen Bessarabiens und der nördlichen Bukowina zur Ukraine, Gebiete, die in der Zwischenkriegszeit zu Rumänien gehört hatten.

#### Krim
Über die Halbinsel Krim kam es zu Kontroversen. Sie war seit 1954 Bestandteil der Ukrainischen Sowjetrepublik und hatte zuvor zur Russischen SFSR gehört, bis 1945 als Autonome Republik. Auf der Krim hatte die ethnisch russische Bevölkerung 1989 eine Zweidrittelmehrheit. Wegen eines am 20. Januar 1991 abgehaltenen Referendums wurde die Autonome Sozialistische Sowjetrepublik der Krim am 12. Februar 1991 durch den Obersten Sowjet der Ukrainischen SSR wiedererrichtet und verblieb nach der Unabhängigkeit der Ukraine im August 1991 bei der Ukraine. Die Autonome Sozialistische Sowjetrepublik der Krim blieb aber zunächst bestehen.
Am 26. Februar 1992 beschloss der Oberste Sowjet der Autonomen Sozialistischen Sowjetrepublik der Krim die Umbenennung in „Republik Krim“. Nach langen Verhandlungen verabschiedete die Werchowna Rada am 22. April 1992 mit großer Mehrheit ein Gesetz, das der Krim Autonomierechte einräumte. Der Oberste Sowjet der Autonomen Sozialistischen Sowjetrepublik der Krim erklärte am 5. Mai 1992 die neue Republik Krim für unabhängig, doch bereits die am Folgetag verkündete Verfassung der Republik Krim beschreibt sie als Teil der Ukraine. Am 21. Mai 1992 wurde die Unabhängigkeit der Krim wieder zurückgezogen. Am 1. Juni 1992 einigten sich die Parlamentspräsidenten der Krim und der Ukraine auf einen wirtschaftlichen Sonderstatus für die Krim und den Verbleib der Halbinsel bei der Ukraine.
Am 21. Mai 1992 hat der Kongress der Volksdeputierten der RSFSR die Abtretung der Krim an die Ukraine im Jahr 1954 für nicht rechtmäßig erklärt. Am 30. Juni 1992 beschloss das ukrainische Parlament mit 246 gegen 4 Stimmen für ein Gesetz, das der Krim weitestgehende Autonomie einräumt. Danach ist die Halbinsel Krim ein autonomer Bestandteil der Ukraine und die Bereiche Außenpolitik, Verteidigung und Währungspolitik verbleiben bei der Ukraine. Die autonome Krim erhält das Recht, die Außenwirtschaftsbeziehungen, die Sozial- und Kulturpolitik eigenständig zu gestalten und kann allein über die Bodenschätze (bspw. Erdgas) verfügen. Ein Anschluss der Krim an ein anderes Land bedarf der Zustimmung des ukrainischen Parlaments und des Parlaments der Krim. Eine Stationierung von Streitkräften bedarf der Zustimmung des Parlaments der Krim.
Am 21. September 1994 wurde die bisherige Republik Krim zur Autonomen Republik Krim. Es folgte eine verbale Auseinandersetzung zwischen der Ukraine und Russland. Die separatistischen Kräfte zogen schließlich ein Referendum zurück, das auf einen Anschluss der Krim an Russland gezielt hatte. Als Kompromiss wurden die Rechte der Krim als Autonome Republik der Ukraine ausgeweitet. Nach weiteren Machtkämpfen in den folgenden Jahren erhielt die Krim schließlich in der Verfassung von 1995, die 1998 nochmals überarbeitet wurde, erneut den Status einer Autonomen Republik als „integraler Bestandteil der Ukraine“, mit eigener Regionalregierung, eigenem Parlament, aber ohne eigenen Staatspräsidenten.
Im Jahr 2014 fand jedoch gegen den Willen der ukrainischen Regierung unter einer Russischen Okkupation ein Referendum über den Status der Krim statt, bei dem angeblich 97 % der Wähler für einen Beitritt zu Russland stimmten. Die anschließende Annexion der Krim als russisches Föderationsobjekt wird von der Ukraine und der absoluten Mehrheit der UNO-Staaten nicht anerkannt.

### Sicherheitspolitik
→ Siehe auch: Ukrainische Streitkräfte

#### Anfangsschritte zur ukrainischen Sicherheitspolitik
Am 16. Juli 1990 verabschiedete der Oberste Sowjet der Ukrainischen SSR die Erklärung ‚über die staatliche Souveränität der Ukraine‘, die „die Vorherrschaft, Unabhängigkeit, Vollständigkeit und Unteilbarkeit der Macht der Republik auf ihrem Territorium“ und die Absicht verkündete, in Zukunft ein dauerhaft neutraler Staat zu werden, der nicht an Militärblöcken teilnehmen wird und sich verpflichtet, keine Atomwaffen einzusetzen, zu produzieren oder zu erwerben.
Am 24. August 1991, nach der Proklamation der Unabhängigkeit der Ukraine, wurde das Verteidigungsministerium der Ukraine geschaffen und ihm alle militärischen Formationen der Streitkräfte der UdSSR auf dem Territorium der ehemaligen Ukrainischen SSR unterstellt.
Infolge der Unabhängigkeitserklärungen weiterer Sowjetrepubliken im Laufe des Jahres 1991 wurde vom 21. bis zum 25. Dezember 1991 die Union der Sozialistischen Sowjetrepubliken (UdSSR, russisch СССР) offiziell aufgelöst.
Am 2. Januar 1992 verfügte Präsident Leonid Krawtschuk die Unterstellung aller auf dem Territorium der Ukraine stationierten vormals sowjetischen Truppen einschließlich der Schwarzmeerflotte unter ukrainischen Oberbefehl. Ausgeschlossen wurden nur die strategischen Militärformationen.
Am 26. März 1992 wurde per Dekret des Präsidenten die Rückkehr aller ukrainischen Wehrpflichtigen aus Armenien, Aserbaidschan und aus Moldawien bis zum 20. Mai 1992 angeordnet.
Am 3. Juli 1992 wurde auch der Rat für Nationale Sicherheit und Verteidigung der Ukraine (ukrainisch Рада національної безпеки і оборони України, Abkürzung РНБОУ/RNBOU) gegründet. Er ist ein staatliches Gremium der Ukraine und erhielt zunächst die Bezeichnung Nationaler Sicherheitsrat. Seine Aufgabe ist es laut Artikel 107 der Verfassung der Ukraine, den Präsidenten bei Fragen zur inneren und äußeren Sicherheitspolitik zu beraten. Der Rat hat sich auch mit Themen außerhalb der traditionellen Sicherheits- und Verteidigungspolitik beschäftigt, zum Beispiel mit Innenpolitik und Energiepolitik.

#### Schritte zum nichtnuklearen Status der Ukraine
Nach der Unabhängigkeit wurde die Ukraine aus der Hinterlassenschaft der Sowjetunion mit 130 Interkontinentalrakete UR-100N (SS-19) und 46 vom Typ RT-23 (NATO-Codename: SS-24) zur drittgrößten Atommacht der Welt.
Im Mai 1992 begann auch der Abtransport der in der Ukraine stationierten taktischen Kernwaffen nach Russland.
Am 2. Juli 1993 enthielt eine Grundsatzerklärung offiziell den Verzicht auf die Atomwaffen und dass die Ukraine zukünftig atomwaffenfrei sein soll. Am 15. Juli 1993 begann der Abbau der auf dem ukrainischen Territorium stationierten SS-19. Die Raketen wurden zur Verschrottung nach Russland gebracht. Die Gefechtsköpfe blieben anfangs noch in der Ukraine, bis der Nachfolgestatus der Sowjetunion und Russlands in Bezug auf die Atomwaffen international geklärt war. Die Ukraine forderte für ihren Verzicht auf Atomwaffen von den Atommächten Sicherheitsgarantien für ihr Land und finanzielle Unterstützung.
Am 14. Januar 1994 unterzeichneten die Präsidenten Russlands, der Ukraine und der Vereinigten Staaten von Amerika die Trilaterale Erklärung zur Vorbereitung für das Abkommen über die Vernichtung der auf ukrainischem Staatsgebiet stationierten Kernwaffen, womit der nichtnukleare Status der Ukraine endgültig bestätigt wurde. Das Budapester Memorandum wurde schließlich am 5. Dezember 1994 in Budapest im Rahmen der dort stattfindenden KSZE-Konferenz unterzeichnet.
Im Gegenzug erhielt die Ukraine Sicherheitsgarantien von Russland und den USA. Dazu gehörte die Anerkennung ihrer Unabhängigkeit, Souveränität und territorialen Integrität sowie die Zusage, keine Atomwaffen gegen sie einzusetzen. Russland bricht die ersten drei Zusagen seit März 2014 (Annexion der Krim, Krieg im Donbas) und noch mehr seit dem Beginn des russischen Überfalls auf die Ukraine am 24. Februar 2022.
Russland und die Ukraine schlossen am 31. Mai 1997 in Kiew einen Freundschaftsvertrag; darin verpflichtete sich Russland erneut, die Grenze zwischen beiden Ländern nicht zu verletzen.

#### Sicherheitspolitische Konzepte
Nach gemeinsamen Manövern von US-amerikanischen und ukrainischen Truppen 1995 in der Westukraine beschloss die NATO im Juli 1997 eine „Charta über besondere Partnerschaft“ mit der Ukraine.
Ukrainische Kontingente beteiligten sich an NATO-geführten militärischen Interventionen in den Jugoslawienkriegen, im Irakkrieg und in Afghanistan.
Auftrag und Funktion der Streitkräfte der Ukraine wurden in den staatlichen Dokumenten (‘Militärstrategie der Ukraine’ 2007, 2012, 2015, 2020, 2021) festgelegt. Russland war in diesen Dokumenten bis 2014 nicht als Bedrohung eingeordnet.
Nach zeitgleichen, durch Interventionen russischer Paramilitärs erfolgten bewaffneten Besetzungen von Behörden Anfang April 2014 erging am 14. April der Erlass № 405/2014 der den Übergang der Ukraine zur militärischen Anti-Terror-Operation (ATO) gegen die Autonomisten im Donbass, auf der Krim und in Sewastopol erklärte. Der Erlass wurde von Oleksandr Turtschynow unterzeichnet.
Die politischen Anstrengungen der ukrainischen Regierung nach 2014 zur Wiedereingliederung der Autonomen Republik Krim und der Stadt Sewastopol in den ukrainischen Staatsverband widerspiegelten sich auch in der ‘Militärstrategie der Ukraine’ der Jahre 2015 und 2020.
Mit dem Gesetz der Ukraine vom 18. Januar 2018 ‚Zur staatlichen Politik in den vorübergehend besetzten Territorien der Gebiete Donezk und Luhansk‘ wurde die „ATO“ abgelöst durch eine Operation der gemeinsamen Kräfte (Joint Forces Operation) und wurden Sicherheitszonen eingerichtet. Der „Befehlshaber der Vereinten Kräfte“ (ukrainisch – Командувач об’єднаних сил) übernahm die Führung der in der Sicherheitszone handelnden Kräfte und Mittel der Streitkräfte der Ukraine, des Innenministeriums der Ukraine, der Nationalpolizei der Ukraine und des zentralen Exekutivorgans, das die staatliche Politik im Bereich des Katastrophenschutzes umsetzt.
Seit 25. Februar 2021 ist die „Strategie der militärischen Sicherheit der Ukraine“ (`Militärstrategie’ 2021) inkraft, die bestimmt, dass „ein neues Modell der Organisation der Verteidigung der Ukraine, der Streitkräfte der Ukraine und anderer Komponenten der Verteidigungsstreitkräfte … die Beilegung des Konflikts, die Demobilisierung, die Wiederherstellung der Kontrolle über die Einhaltung des Regimes der Staatsgrenze der Ukraine und Wiedereingliederung der vorübergehend besetzten Gebiete … gewährleisten sollte.“
Unmittelbar davor wurde am 24. März 2021 von Präsident Selenskyj durch den Erlass № 117/2021 der Beschluss des Rates für Nationale Sicherheit und Verteidigung der Ukraine vom 11. März 2021 und die „Strategie zur Beendigung des Besatzungsregimes und der Wiedereingliederung des vorübergehend besetzten Territoriums der Autonomen Republik Krim und der Stadt Sewastopol“ bestätigt und die Umsetzung angeordnet.

### Krawtschuk und Kutschma

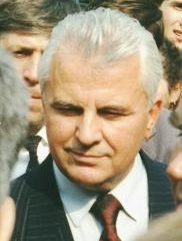
Leonid Krawtschuk, ukrainischer Präsident von 1991 bis 1994

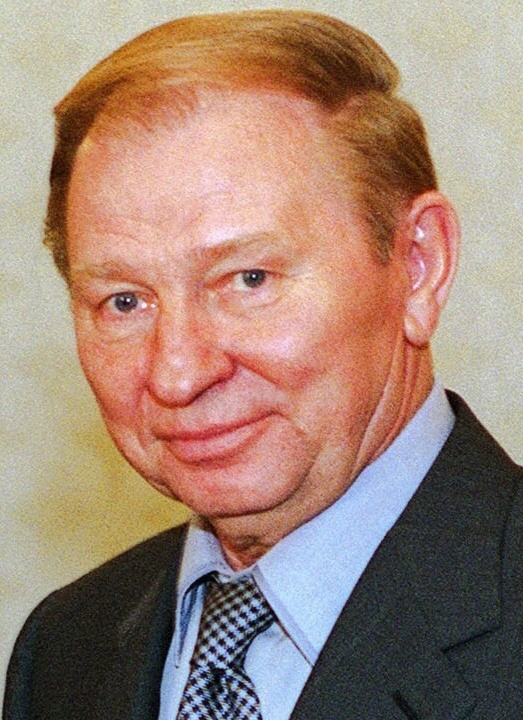
Leonid Kutschma, ukrainischer Präsident von 1994 bis 2005

Seit ihrer Unabhängigkeit kämpfte die Ukraine vor allem in den 1990er Jahren mit starken wirtschaftlichen Problemen und versucht, außenpolitisch zum einen, eine neutrale Rolle sowohl dem Westen als auch Russland gegenüber zu spielen. In Sewastopol auf der Krim hat die Ukraine einen Militärhafen an die russische Schwarzmeerflotte verpachtet, andererseits bemüht sich die Ukraine um stärkere wirtschaftliche Unabhängigkeit von Russland, beispielsweise mit der Gründung der Sicherheitsallianz GUAM (Georgien, Ukraine, Aserbaidschan und Moldawien) im Jahr 1997.
Von 1991 bis 1994 war Leonid Krawtschuk der erste Präsident der Ukraine. Aufgrund eines Streiks von Bergarbeitern im Donbass setzte er vorgezogene Wahlen an. Leonid Krawtschuk schuf mit seiner Amtsabgabe nach der verlorenen Stichwahl gegen Leonid Kutschma einen wichtigen Präzedenzfall für die ukrainische Politik: Er klammerte sich nicht an die Macht und verließ seinen Posten, womit er die Tradition des Machtwechsels in der Ukraine begründete.
Von 1992 bis zu seinem Rücktritt im September 1993 war der deutlich russlandfreundlichere Leonid Kutschma Ministerpräsident und seit 1994 Präsident der Ukraine. 1999 wurde er erneut zum Präsidenten gewählt. In seiner Amtszeit als Präsident setzte er sich ab 1994 verstärkt für eine neue Verfassung ein, konnte sich aber gegen ein Bündnis von Links-Parteien nicht durchsetzen. Erst im Juni 1996 nahm das Parlament die neue Verfassung an.
Vom 22. Dezember 1999 bis 29. Mai 2001 war Wiktor Juschtschenko Ministerpräsident der Ukraine, dieses Amt verlor er 2001 durch ein Misstrauensvotum des Parlaments, als er mit seinen Bemühungen gegen die wachsende Korruption einigen Oligarchen gefährlich wurde. Nachfolger im Amt des Premierministers wurde der aus Mykolajiw stammende Anatolij Kinach (Partei der Industriellen und Unternehmer Ukraine/PPPU), danach ab 21. November 2002 Wiktor Janukowytsch, der am 31. Dezember 2004 seinen Rücktritt ankündigte. Präsident Kutschma nahm das Rücktrittsgesuch Janukowytschs am 5. Januar 2005 an und bestimmte den Ersten Stellvertreter des Regierungschefs und Finanzminister Mykola Asarow zu Janukowytschs Nachfolger. Asarow war vor seiner Tätigkeit in der Regierung seit Oktober 1996 Leiter der Staatlichen Steuerbehörde.
|  |  |  |

### „Orange Revolution“

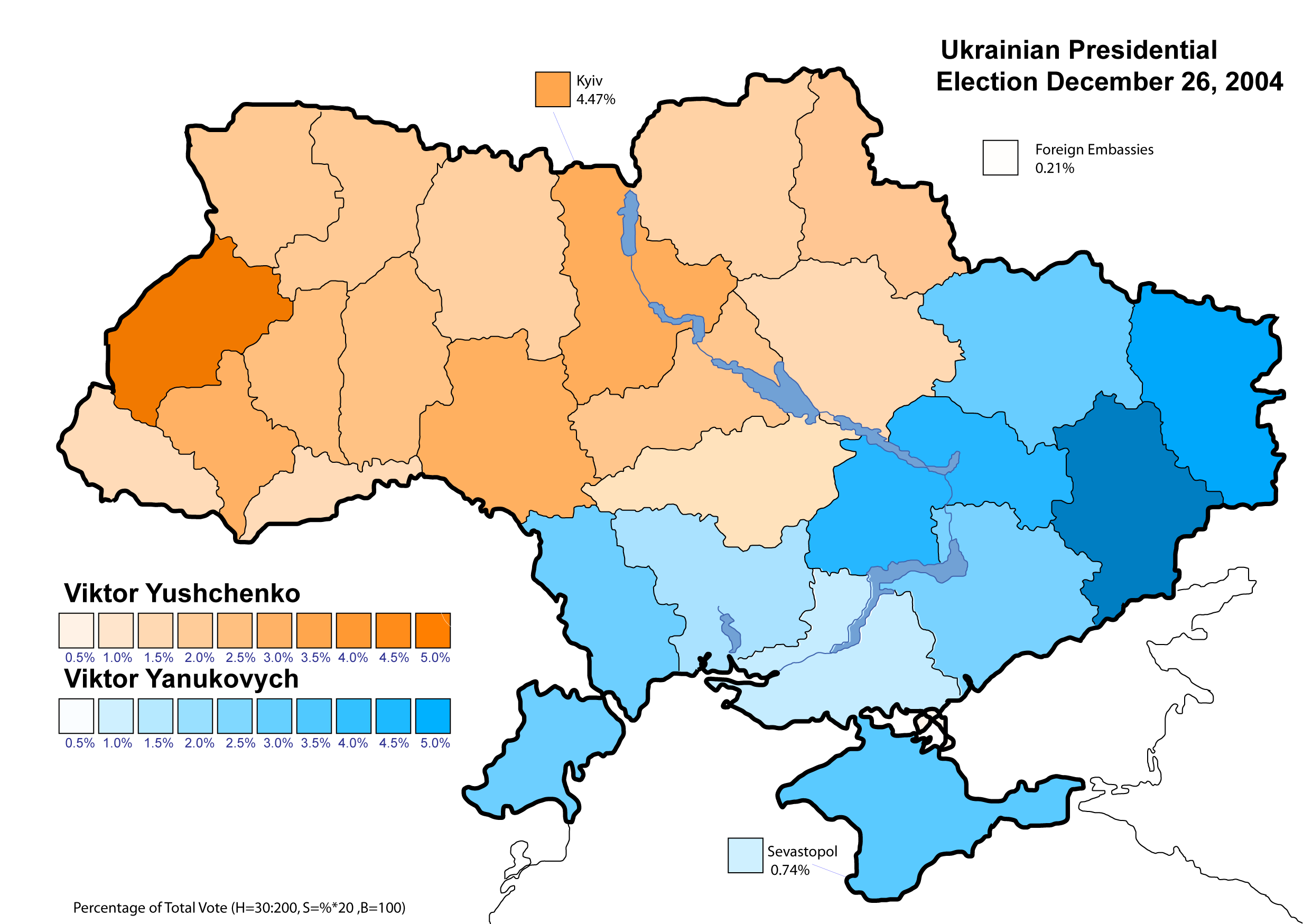
Verteilung der Stimmen im 2. Wahlgang der Präsidentschaftswahl in der Ukraine (26/12/2004).
Viktor Yushchenko 15.115.712 (51,99 %) (laranja)
Viktor Yanukovych 12.481.266 (44,20 %) (blau)

Im Herbst 2004 fanden Präsidentschaftswahlen statt. Der seit 1994 amtierende Präsident Leonid Kutschma durfte laut Verfassung nach zwei Amtszeiten nicht mehr zu dieser Wahl antreten, die allgemein als Richtungswahl für eine West- oder Ostausrichtung des Landes angesehen wurde. Die Ereignisse um die Stichwahl am 21. November mündeten in die sogenannte Orange Revolution, einem mehrwöchigen friedlichen Protest gegen Wahlfälschungen, in dessen Folge nach einem Beschluss des Obersten Gerichts am 26. Dezember 2004 die Stichwahl wiederholt wurde. Die Wiederholungswahl konnte Wiktor Juschtschenko für sich entscheiden. Die für eine Ausrichtung nach Russland eintretende Seite unter Kutschma und Janukowytsch erkannte ihre Niederlage an, nachdem sie mit der Gegenseite eine zu verwirklichende Verfassungsreform ausgehandelt hatte. Diese sollte die Ukraine, die bislang durch ein präsidiales System regiert wurde, in eine parlamentarische Republik umwandeln. Nach Umsetzung der Reform war die Position des Präsidenten deutlich geschwächt.

### Die Präsidentschaft Juschtschenko

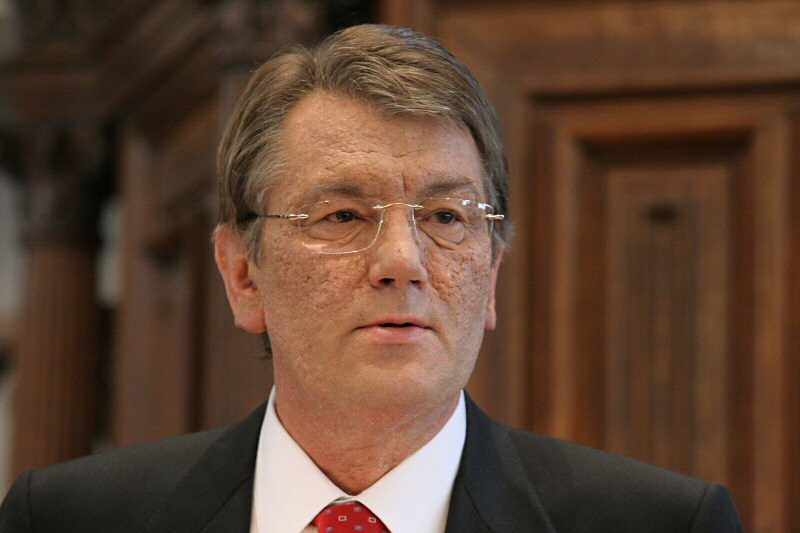
Wiktor Juschtschenko, Staatspräsident 2005–2010

Nach der Amtseinführung von Präsident Wiktor Juschtschenko im Januar 2005 bestätigte das ukrainische Parlament (Werchowna Rada) am 4. Februar 2005 die neue Regierung unter Ministerpräsidentin Julija Tymoschenko. Während der ersten 100 Tage der Regierung Tymoschenko wurden die Privatisierungen einiger großer Unternehmen (Kryworischstal) aus der Zeit des früheren Präsidenten Kutschma überprüft. Es zeigte sich auch, wie schon im Wahlkampf, dass die Positionen von Präsident Juschtschenko und Ministerpräsidentin Tymoschenko in der Wahl der Mittel teilweise differierten. So kam es schon nach wenigen Monaten zum Zerwürfnis: Am 8. September 2005 entließ der Präsident die Regierung Tymoschenko im Zusammenhang mit Korruptionsvorwürfen und Konflikten innerhalb des Kabinetts. Neuer Regierungschef wurde der Wirtschaftspolitiker Jurij Jechanurow.
Gemeinsam mit Georgien trieb Juschtschenko den Beitritt der Ukraine zur NATO voran. Ein NATO-Gipfel lehnte den Antrag jedoch trotz amerikanischer Unterstützung ab.
Wirtschaftspolitisch strebte Juschtschenko eine EU-Mitgliedschaft der Ukraine an, kam aber über einen Beitritt zur Östlichen Partnerschaft nicht hinaus.
Nationalpolitisch nahm Juschtschenko für Personen der ukrainischen Geschichte Stellung, die die ukrainische Bevölkerung stark polarisierten. Dazu gehörte der Oberkommandierende Roman Schuchewytsch der Ukrainischen Aufständischen Armee. Stepan Bandera, der als militanter Nationalist mit der nationalsozialistischen Besatzungsmacht in Polen kollaborierte, ernannte er zum Helden der Ukraine.
Aus den Parlamentswahlen 2006 ging die Partei des Präsidenten (Unsere Ukraine) nur als drittstärkste Kraft hervor. Wahlsiegerin war Wiktor Janukowytschs Partei der Regionen, er selber wurde zum neuen Ministerpräsidenten gewählt. Das politische Geschehen war nun von einem Machtkampf zwischen Regierung und Präsident geprägt. Schließlich löste Präsident Juschtschenko das Parlament auf und es kam zu neuerlichen Parlamentswahlen im September 2007. Erneut wurde die Partei der Regionen stärkste Kraft, doch konnten sich diesmal die Parteien von Juschtschenko und Tymoschenko auf eine Koalition einigen. Tymoschenko wurde darauf zum zweiten Mal Ministerpräsidentin. Der politische Machtkampf zwischen Präsident, Regierung und Parlament indes dauerte an. Für Juschtschenko und Tymoschenko führte er in Niederlagen: Der Präsident wurde Anfang 2010 bei den Präsidentschaftswahlen nicht mehr gewählt und Tymoschenko verlor kurz darauf ihr Amt als Regierungschefin. Stattdessen wurde Wiktor Janukowytsch der neue Präsident der Ukraine.

### Präsidentschaft Janukowytsch und die „Revolution der Würde“

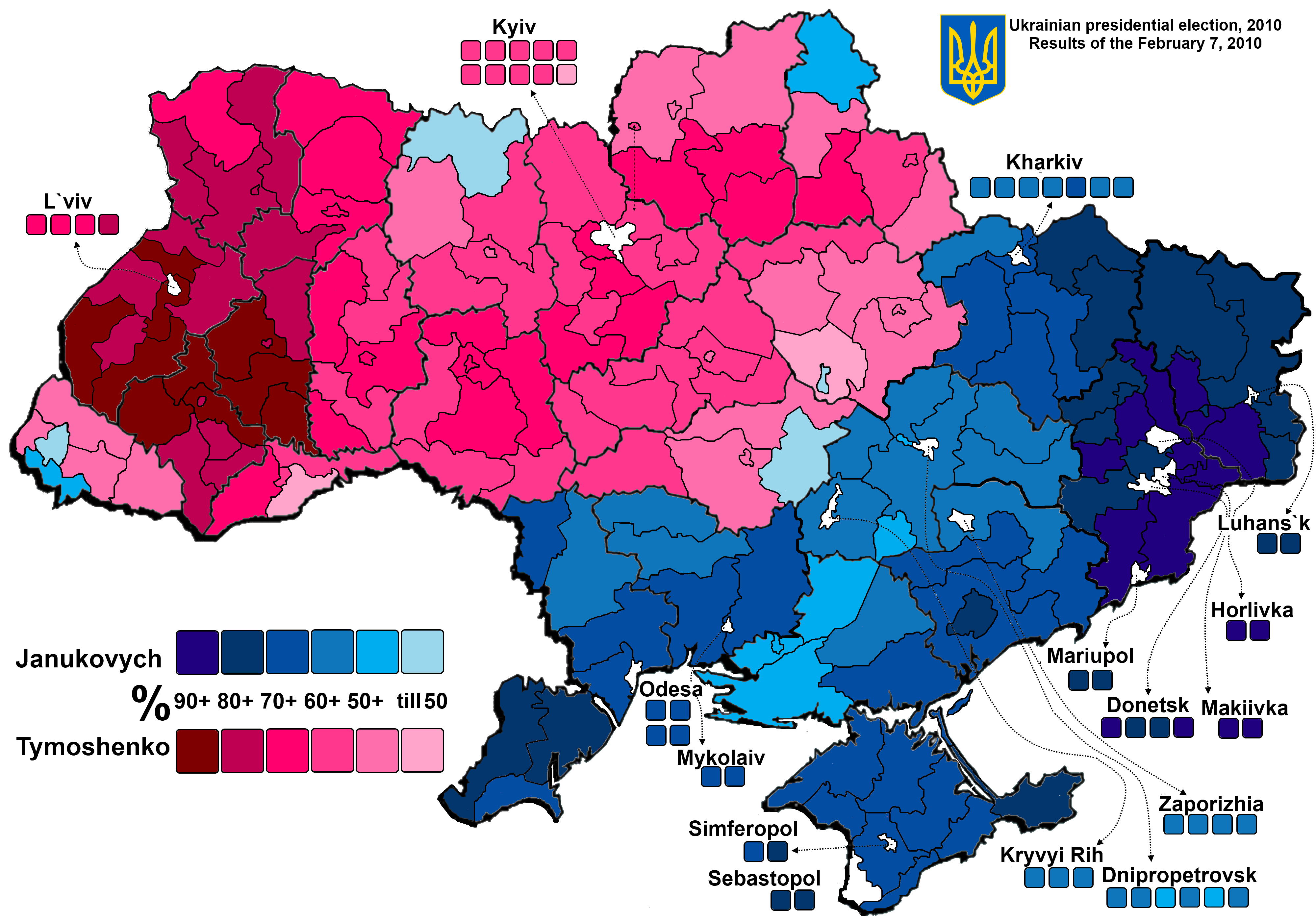
Verteilung der Stimmen im 2. Wahlgang der Präsidentschaftswahl in der Ukraine 2010 (07/02/2010).
Viktor Yanukovych 12.481.266 (48,95 %) (blau)
Yulia Tymoshenko 11.593.357 (45,47 %) (laranja)

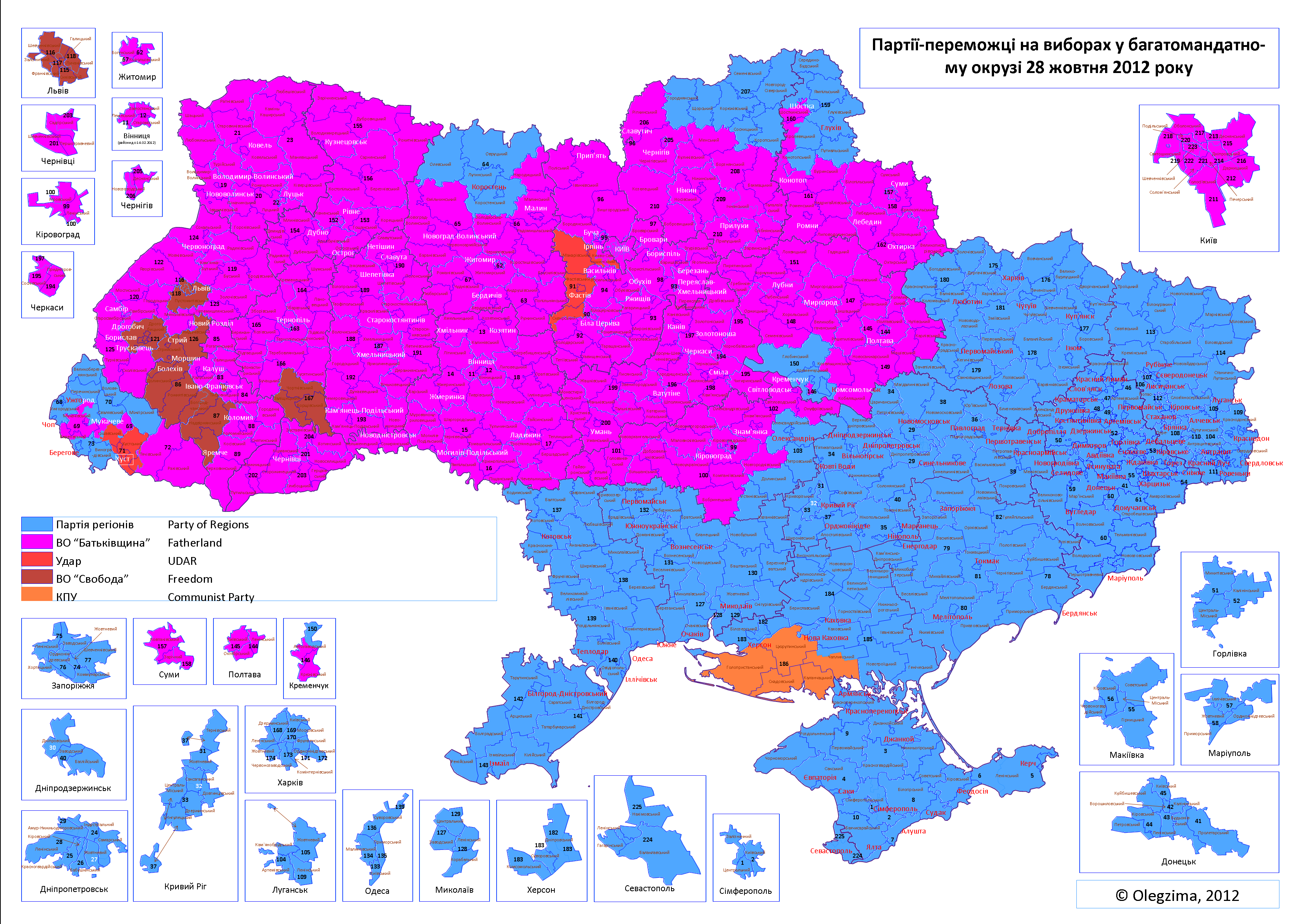
Stimmenanteil der Partei der Regionen (blau) bei der Parlamentswahl 2012

Präsident der Ukraine war vom 25. Februar 2010 bis 22. Februar 2014 Wiktor Janukowytsch. Der Nachfolger Janukowytschs als Vorsitzender der Partei der Regionen, Mykola Asarow, war seit 11. März 2010 Ministerpräsident.
Während der Fußball-Europameisterschaft 2012 wurde die Willkürjustiz der Regierung Janukowytsch und die Behandlung der inhaftierten Oppositionsführerin Julija Tymoschenko kritisiert.
Ab dem November 2013 kam es zu Protesten gegen das Regime von Wiktor Janukowytsch, welche zunächst unter dem Titel Euromaidan bekannt wurden und heute in der Ukraine als „Revolution der Würde“ bezeichnet werden, wobei im Februar 2014 rund 100 Tote zu verzeichnen waren. Janukowytsch wurde am 22. Februar 2014, als er in Donezk versucht hatte, das Land zu verlassen, vom Parlament abgesetzt und flüchtete nach Russland.
Der vom Parlament genannte Grund, dass er durch Verlassen des Landes seine Präsidentschaft verwirkt hätte, war in der Verfassung nicht vorgesehen. Der Rechtsanwalt Jasper Finke unterschied in dieser Frage zwischen Verfassungsrecht und Völkerrecht: „Es ist völlig unerheblich, ob Janukowitsch noch rechtmäßiger Präsident der Ukraine ist nach dem ukrainischen Verfassungsrecht. Denn hier greift der sogenannte Effektivitätsgrundsatz – das heißt, völkerrechtlich kommt es darauf an, ob die neue Regierung effektiv Herrschaftsgewalt in der Ukraine ausübt.“

### Übergangsregierung und Annexion der Krim durch Russland
Anschließend kam es zur russischen Annexion der Krim. Ein Teil des Parlaments der Krim beschloss in einer ungültigen Sitzung ein Referendum, das von der ukrainischen Verfassung nicht erlaubt war, unter russischen Truppen stattfand und gefälscht wurde. Am 18. März 2014 trat die Krim aufgrund dieser Vorgänge der Russischen Föderation bei. Von fast allen Staaten wird das Ergebnis des Referendums nicht anerkannt und die Krim weiterhin als Territorium der Ukraine behandelt. Nach dem Anschluss der Krim erfolgte eine russische bzw. pro-russische Operation mit dem Ziel der Destabilisierung von Regionen der Ukraine mit einem bedeutsamen Anteil russischsprachiger Bevölkerung, insbesondere Charkiw, Luhansk und Donezk. Während sich in Charkiw die Lage rasch beruhigte, bildeten sich in den Oblasten Luhansk und Donezk unter Anleitung russischer Spezialeinheiten bewaffnete Milizen.
Am 18. März hatte Ministerpräsident Arsenij Jazenjuk in einer an die Bevölkerung der Ostukraine gerichteten Rede eine Dezentralisierung in Aussicht gestellt, trotz dem Wissen, dass die Forderung nach „mehr Föderalismus“ ein Schachzug Moskaus sei und vermutlich „der erste Schritt, um die ukrainische Souveränität zu zerstören.“ Am 11. April sprachen sich Jazenjuk und Präsidentschaftskandidat Petro Poroschenko dafür aus, den Entwurf für eine neue ukrainische Verfassung noch vor den Präsidentschaftswahlen am 25. Mai zu veröffentlichen.
Am 6. Mai 2014 lehnte das ukrainische Parlament den Vorschlag der Regierung ab, am 25. Mai gleichzeitig zur Wahl des Präsidenten landesweit auch eine Volksbefragung zum Thema der Dezentralisierung abzuhalten. Die Dezentralisierung fand bis 2019 vorwiegend durch Kompetenzerweiterung auf kommunaler Ebene statt. Die Stärkung lokaler Selbstverwaltung im Sinne der Demokratie- sowie Subsidiaritätsprinzipien der EU erhöhte gleichzeitig die Widerstandsfähigkeit der Ukraine gegenüber Russlands hybrider Kriegsführung.
Russland ließ derweil im Frühjahr 2014 Freischärler einsickern und lieferte im Juni schwere Waffen bis hin zu Kampfpanzern.
Am 28. Juli 2014 meldete das UNHCHR den totalen Zusammenbruch von Recht und Ordnung in den fraglichen Gebieten, von einer Terrorherrschaft der bewaffneten Gruppen über die Bevölkerung der Ostukraine mit Freiheitsberaubungen, Entführungen, Folterungen und Exekutionen.

### Legitim gewählte Regierungen, Separatismus im Osten und russische Invasion
Am 2. Dezember 2014 wurde eine Koalitionsregierung, die sich nach der Parlamentswahl Ende Oktober gebildet hatte, eingesetzt. Arsenij Jazenjuk wurde als Ministerpräsident bestätigt. Die Amtseinführung des Präsidenten Petro Poroschenko fand am 7. Juni 2014 statt.
Im Jahre 2016 wurde mit Wolodymyr Hrojsman erstmals eine Person jüdischer Herkunft zum Ministerpräsidenten des Landes gewählt, 2019 mit Wolodymyr Selenskyj erstmals ein jüdischstämmiger Präsident der Ukraine.
In die Regierungszeit (Poroschenko/Hrjosman) fällt das Gesetz der Ukraine vom 18. Januar 2018 ‘Zur staatlichen Politik in den vorübergehend besetzten Territorien der Gebiete Donezk und Luhansk’, das Festlegungen zur Einrichtung von „Sicherheitszonen“ trifft, die an die Kontaktlinie im Donbass angrenzen. Ein vom Präsidenten ernannter „Befehlshaber der Vereinten Kräfte“ (ukrainisch – Командувач об’єднаних сил) übernimmt die Führung der in der Sicherheitszone handelnden Kräfte und Mittel der Streitkräfte der Ukraine, anderer militärischer Formationen, die in Übereinstimmung mit den Gesetzen der Ukraine gebildet wurden, des Innenministeriums der Ukraine, der Nationalpolizei der Ukraine, des zentralen Exekutivorgans, das die staatliche Politik im Bereich des Katastrophenschutzes umsetzt, die an der Umsetzung von Maßnahmen zur Gewährleistung der nationalen Sicherheit und Verteidigung beteiligt sind.
Nachdem der studierte und diplomierte Rechtswissenschaftler, ehemalige Schauspieler und Regisseur Wolodymyr Selenskyj am 31. März 2019 den ersten Wahlgang und am 21. April die Stichwahl der Präsidentschaftswahl in der Ukraine gegen den Amtsinhaber klar gewonnen hatte, wurde er am 20. Mai 2019 in Kiew in das Amt des Präsidenten eingeführt.
Der ukrainischen Regierung gelang es nicht, die von regierungsfeindlichen Kräften beherrschten Gebiete wieder in ihr Staatswesen zu integrieren. Sie werden seit Februar 2022 von Russland als unabhängig anerkannt und stehen unter der Kontrolle der selbsternannten und von Russland abhängigen „Volksrepubliken“ Donezk und Lugansk.
Trotz oder gerade wegen des schwachen Staats, so der Historiker Philipp Ther, habe sich in der Ukraine eine relativ starke Zivilgesellschaft entwickelt. Zudem habe sich ein funktionierender politischer Wettbewerb etabliert.
Am 24. Februar 2022 griff die Russische Armee die Ukraine an: Die russischen Streitkräfte attackierten die Ukraine auch vom Schwarzen Meer und von Belarus aus. Der ukrainische Präsident Wolodymyr Selenskyj rief aufgrund der russischen Überfalls auf die Ukraine den Kriegszustand sowie das Kriegsrecht im Land aus. Die Invasion trägt alle Kennzeichen eines völkerrechtswidrigen Angriffskrieges. Am 30. September 2022 kam es zur russischen Annexion der Süd- und Ostukraine.

## Forschung und Lehre
An der Universität München (LMU) und der Universität Lemberg wurde ein deutsch-ukrainisches Zentrum zur Erforschung der ukrainischen Gewaltgeschichte im zwanzigsten Jahrhundert gegründet. Jaroslaw Hrytsak repräsentiert die ukrainische Seite, Martin Schulze Wessel vom LMU-Lehrstuhl Geschichte Osteuropas und Südosteuropas die deutsche.
Das Zentrum wird zunächst vom Bund gefördert, darf sich „Exzellenzkern“ nennen und soll, wenn es sich bewährt, zur Dauerinstitution werden.

## Karten

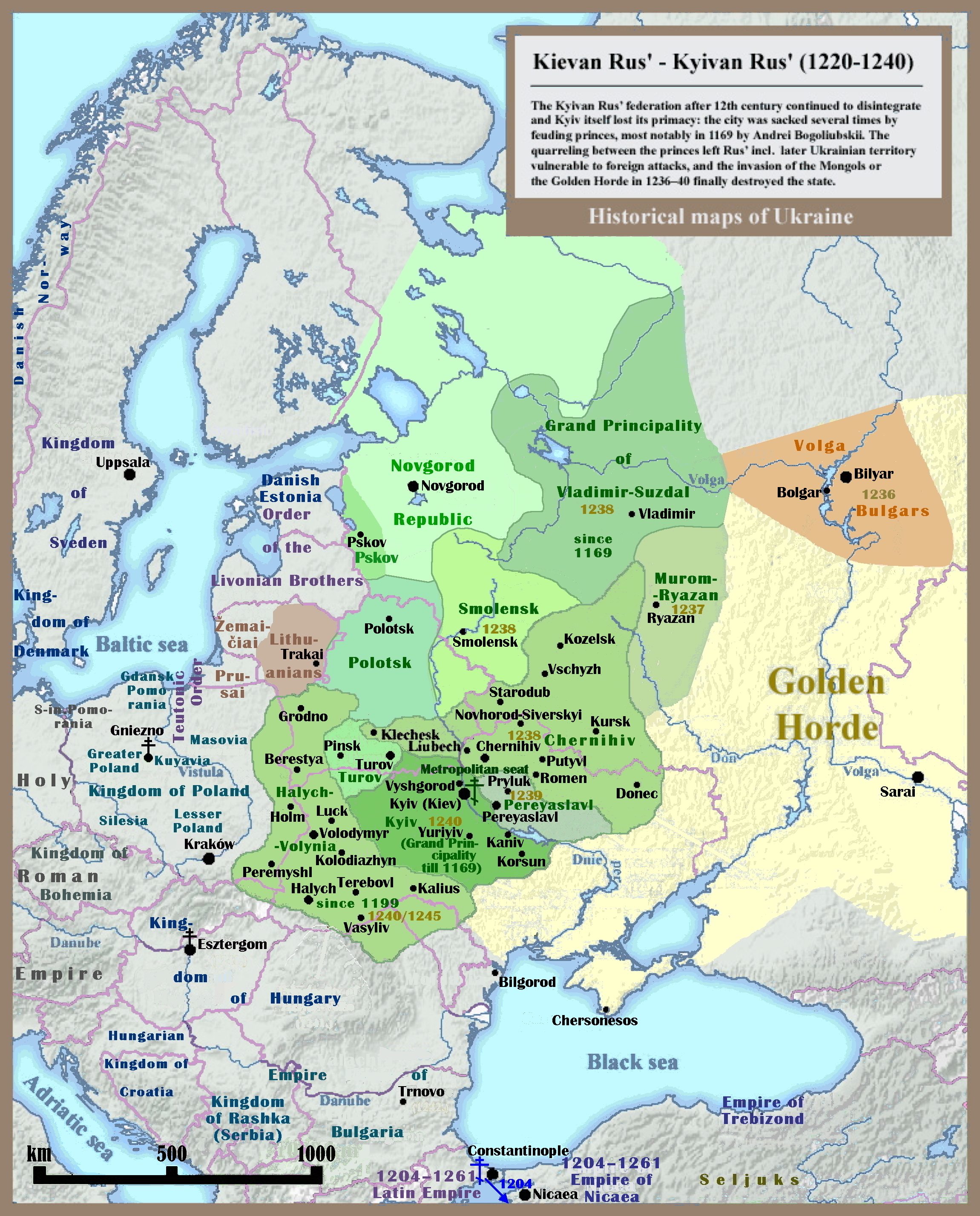
1220/1240
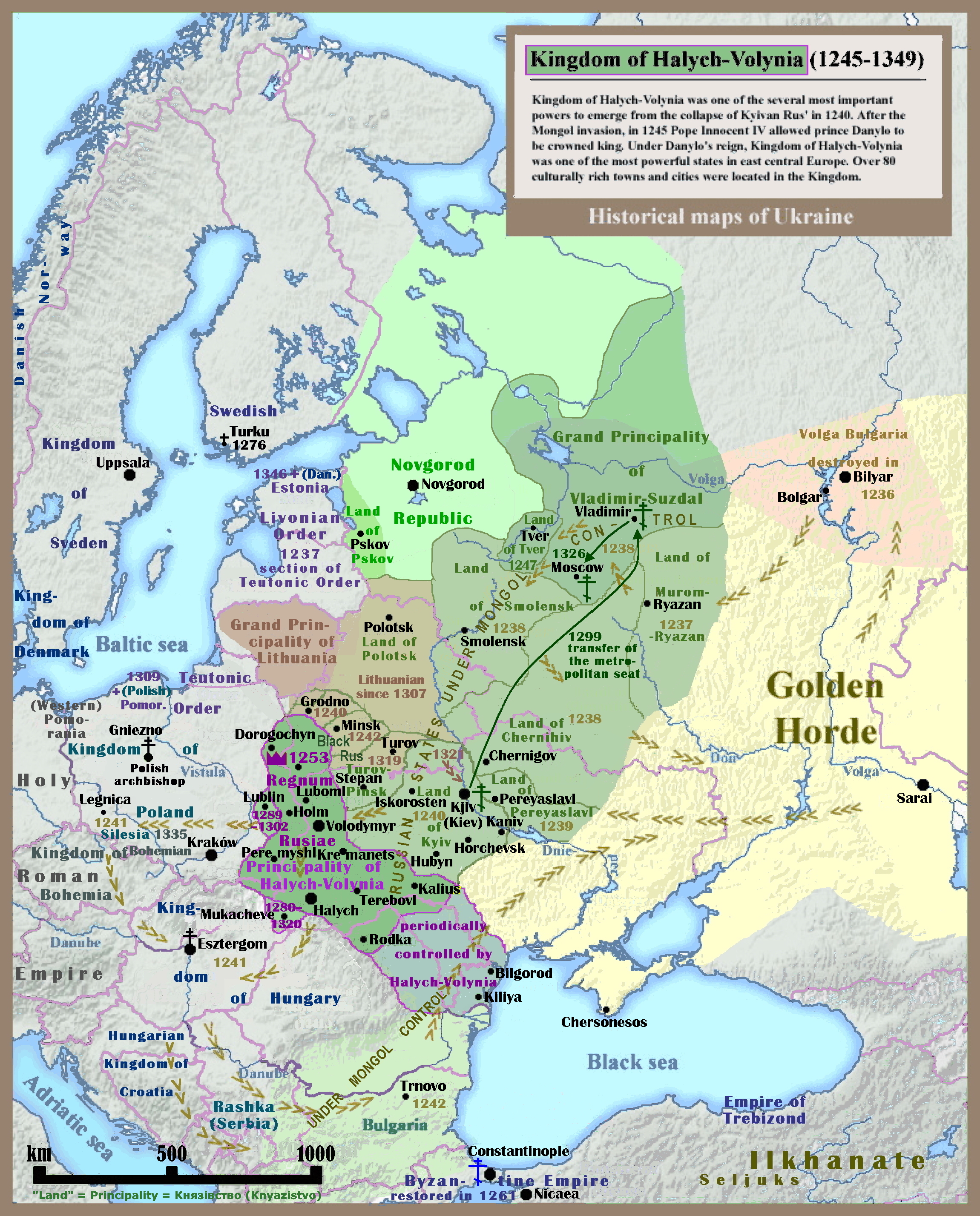
1245/1349
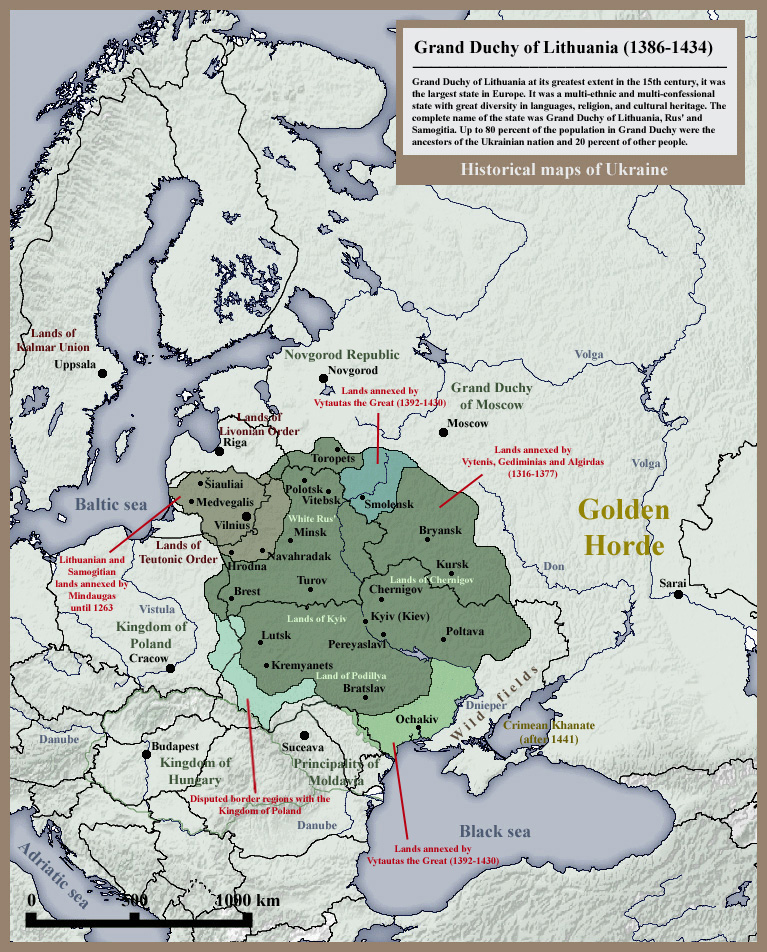
1434
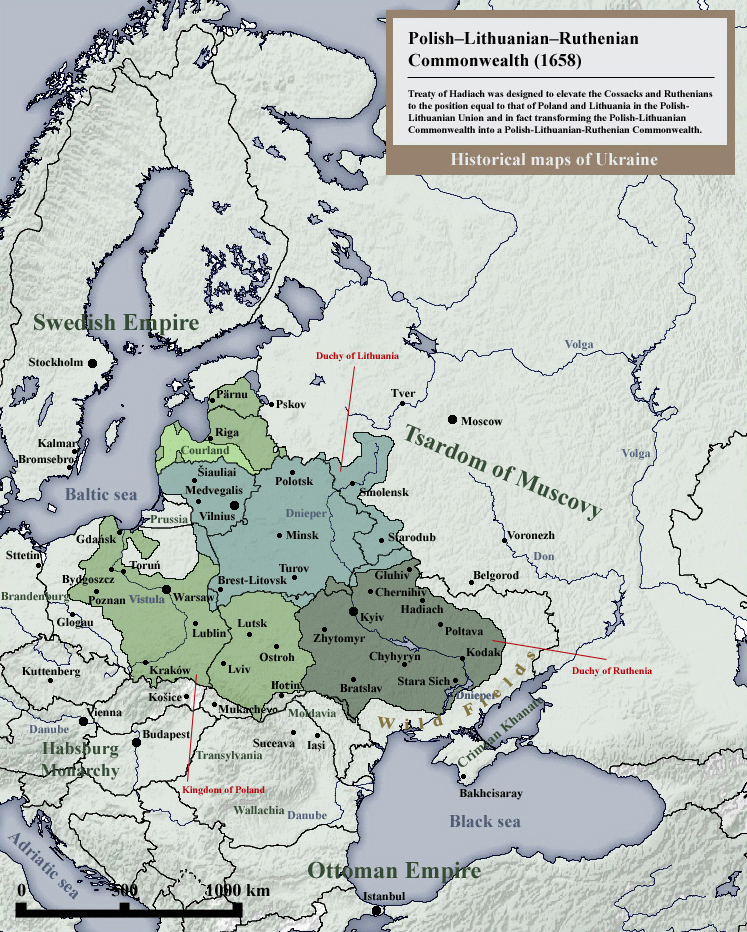
1658
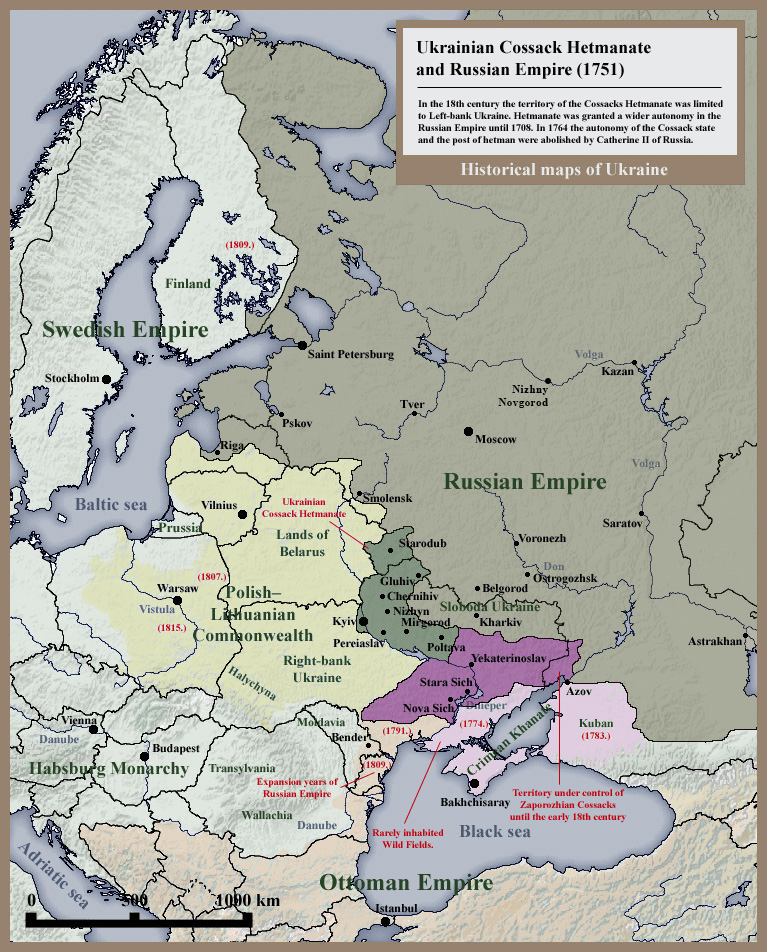
1751

## Dokumentarfilm
- ZDF-History 19. März 2022: Im Fadenkreuz Moskaus – die Geschichte der Ukraine